# San Miguel Uriangato
Uriangato —del purépecha: Lugar donde el sol se pone levantado—, es una ciudad mexicana del estado de Guanajuato. Es la cabecera del municipio de Uriangato.
Fue fundado bajo el nombre de San Miguel Uriangato, en carácter de pueblo español, el 20 de febrero de 1604 mediante una cédula real expedida en El Escorial a nombre del Rey Felipe III de España.
Forma parte de la Zona metropolitana Moroleón - Uriangato - Yuriria reconocida por el estado de Guanajuato, desde octubre de 2010. Además, Uriangato forma parte de la Zona Metropolitana federal Moroleón-Uriangato la cual es reconocida por el grupo institucional SEDATU, CONAPO e INEGI; quienes integran a estos dos municipios; en un territorio de 276.1 km² con una densidad media urbana de 70 hab/ha.
Uriangato está urbanizado casi en su totalidad, por lo que su población rural representa menos del 10% de su población total, de acuerdo al censo de población y vivienda del INEGI del 2020, la población del municipio de Uriangato es de 61 494 habitantes, sin embargo la población de los tres municipios que conforman la Zona metropolitana Moroleón - Uriangato - Yuriria es de 177 496 habitantes.

## Toponimia
Uriangato es la adecuación al español de un vocablo purépecha (tarasco) que significa lugar donde el sol se pone levantado, algunas fuentes mencionan este vocablo como Anapu nani hima huriata hari jatzhicubi anandini mientras que algunos diccionarios lo recogen como Urhiantato.
Esto se debe a que los cerros ubicados al oriente de la cabecera municipal (cerro del Comal y cerro del Capulín) al amanecer impiden el paso de los rayos del sol a temprana hora, mientras que por la tarde, los cerros ubicados al poniente, ocasionan que desde temprana hora la luz del sol se vea interrumpida con el ocaso ocurriendo durante gran parte del año en lo alto del cerro de Cupuato (hoy Cerro Prieto), por lo tanto, en este punto geográfico el sol se oculta (se pone) en lo alto o levantado con respecto a otros lugares de la región aledaña a Uriangato.

## Historia

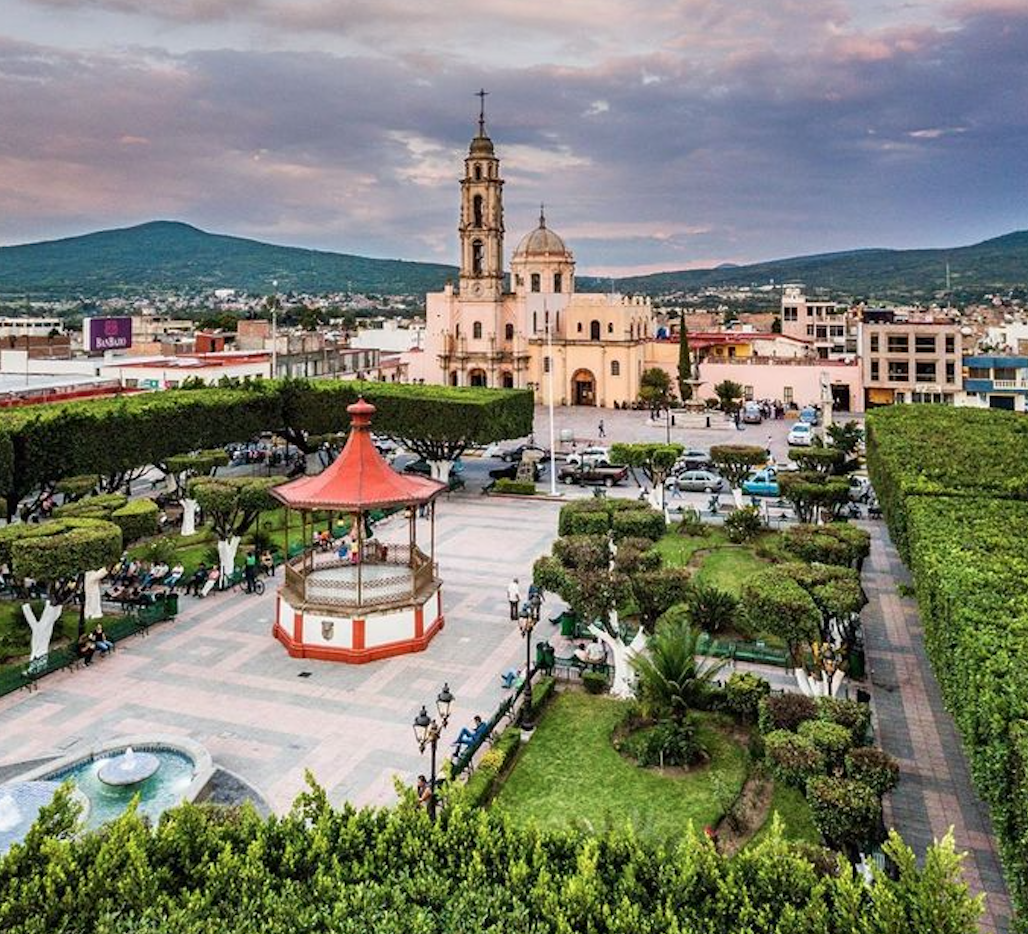
Vista aérea del centro de Uriangato.

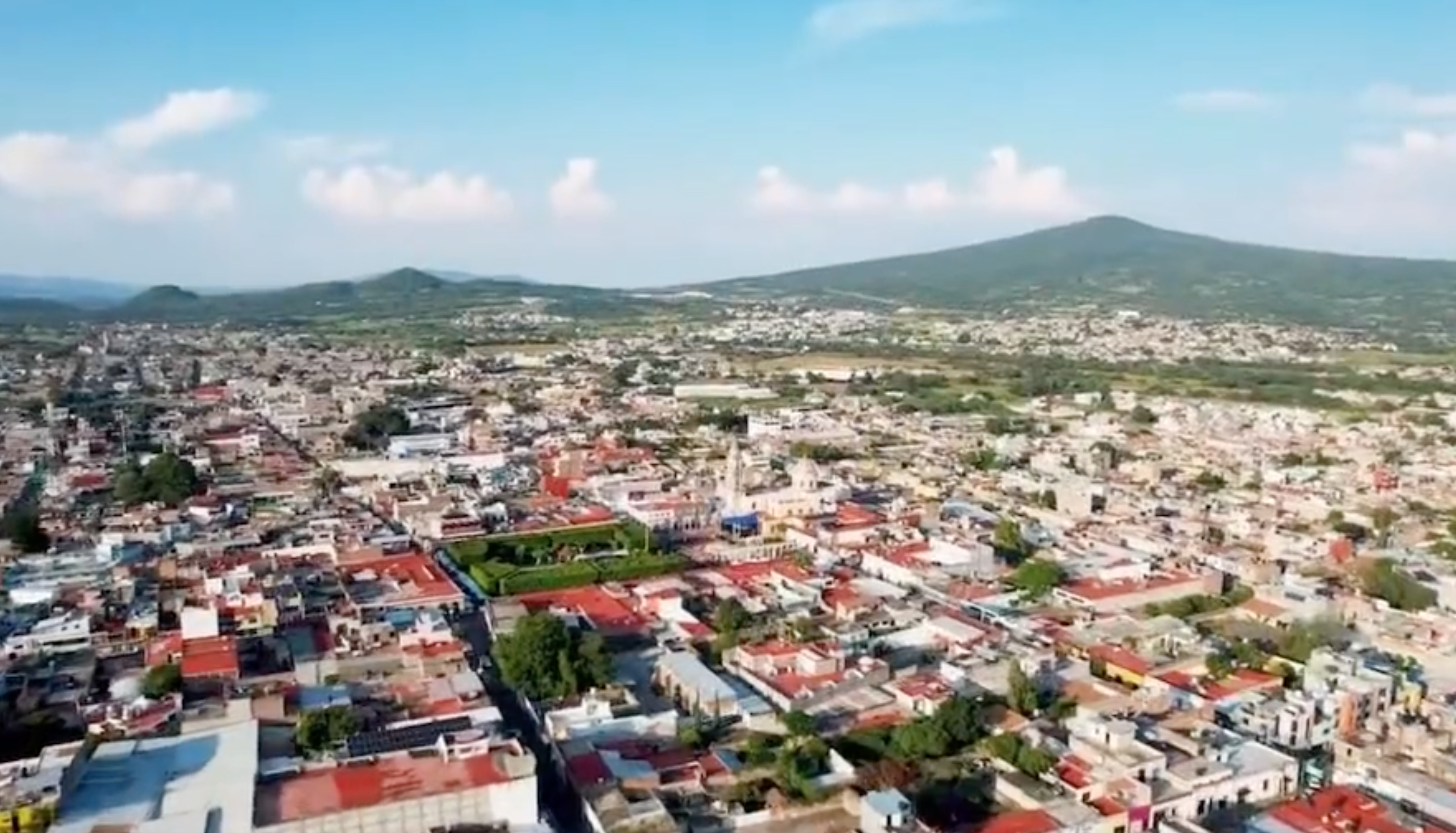
Vista aérea del noreste de Uriangato.

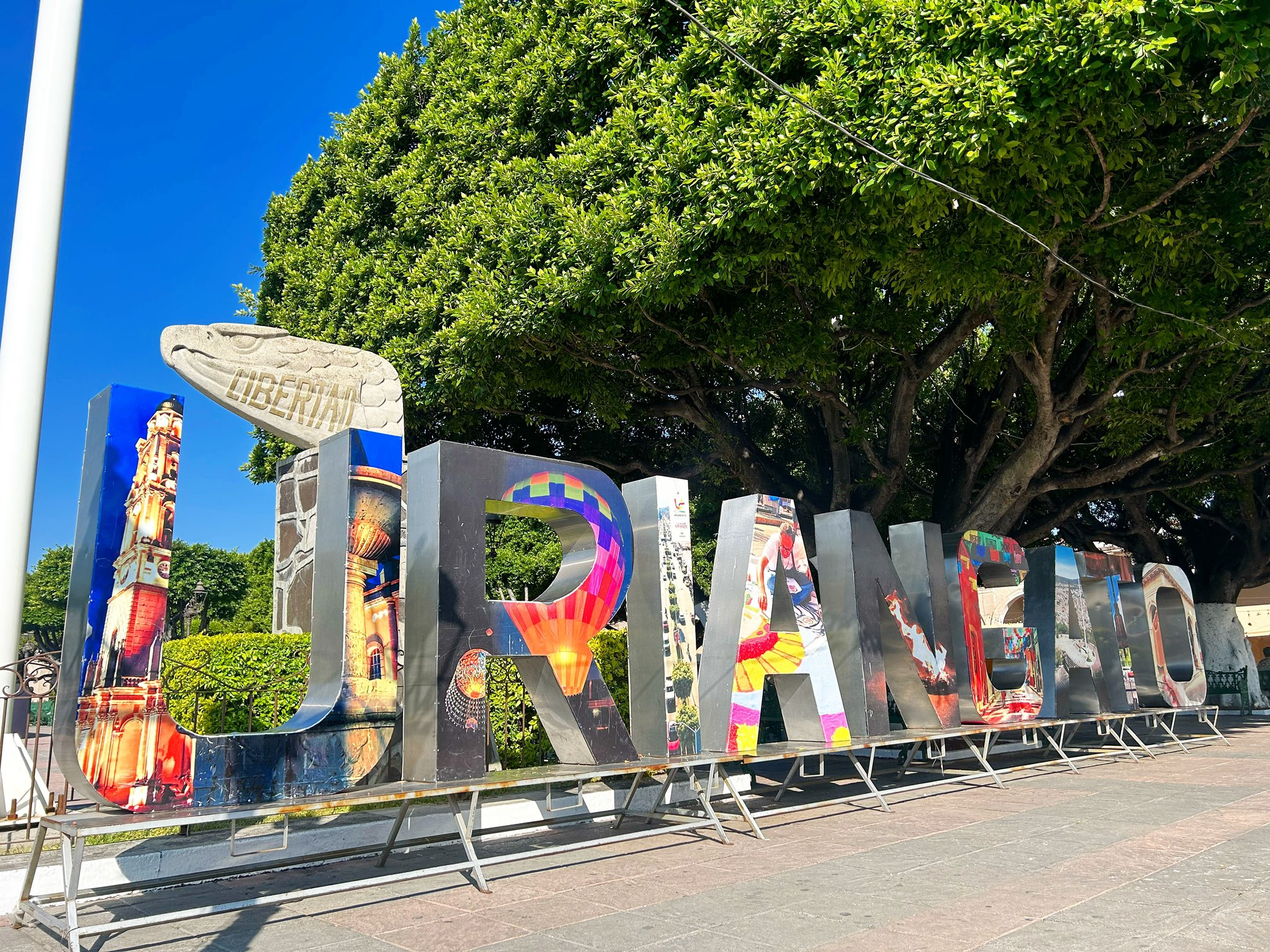
Monumento a la ruta de Hidalgo.

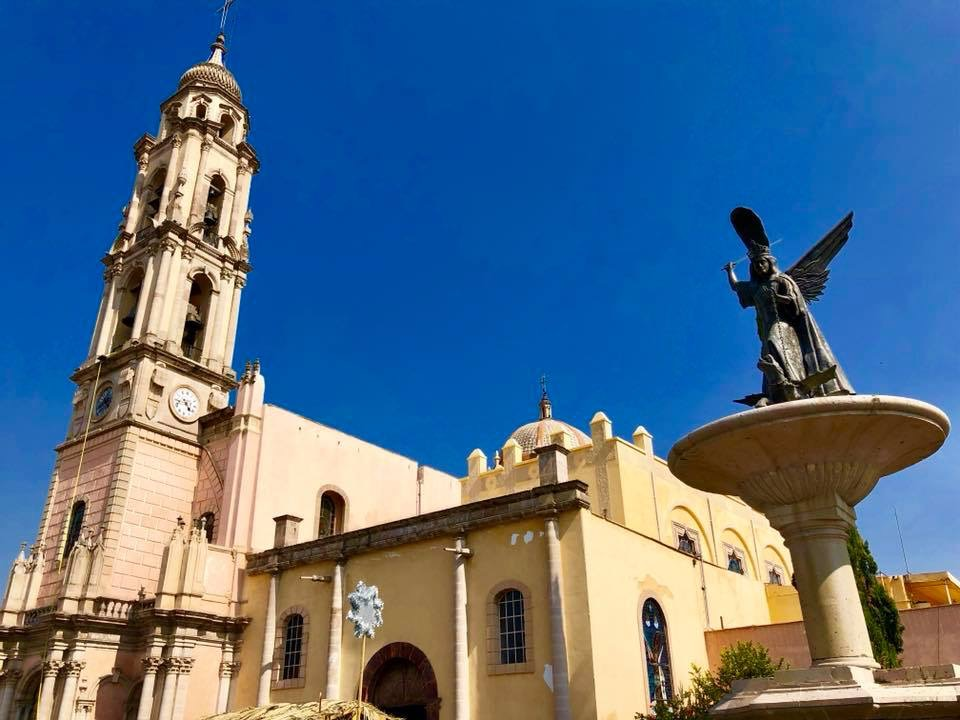
Atrio de la parroquia de San Miguel Arcángel.

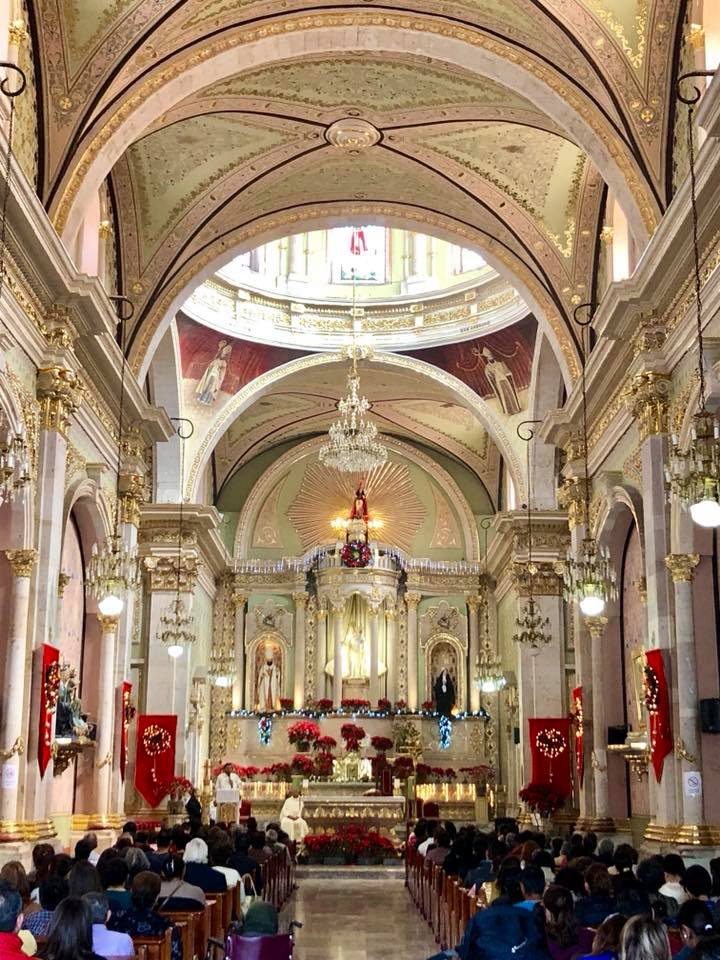
Interior de la parroquia de San Miguel Arcángel

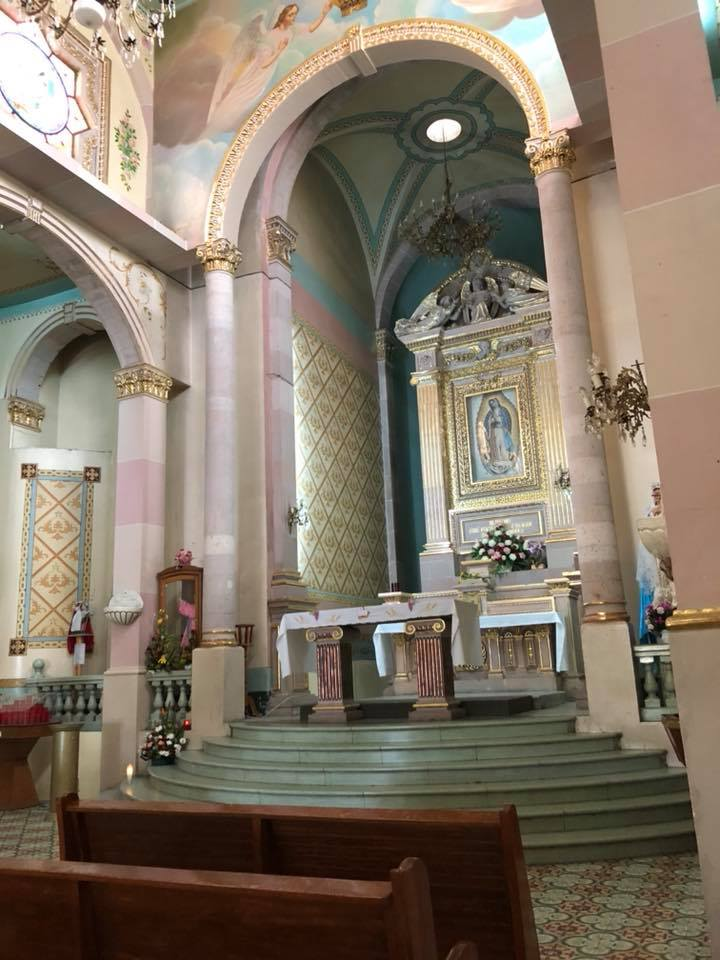
Interior del santuario de la Virgen de Guadalupe

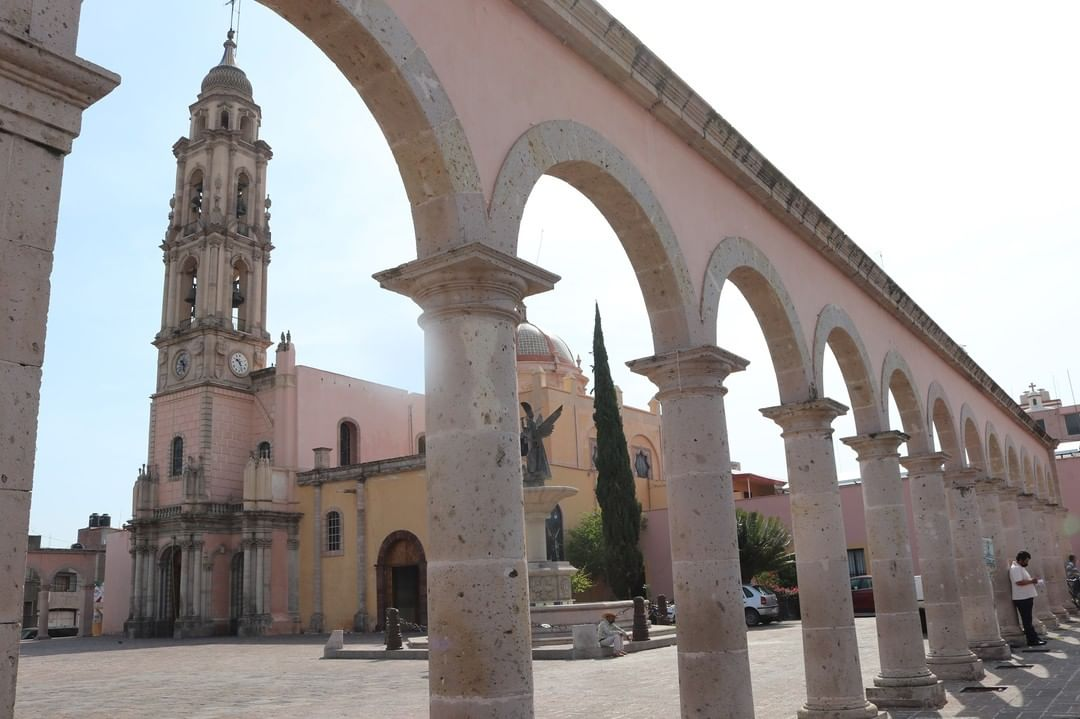
Atrio de la parroquia de San Miguel Arcángel

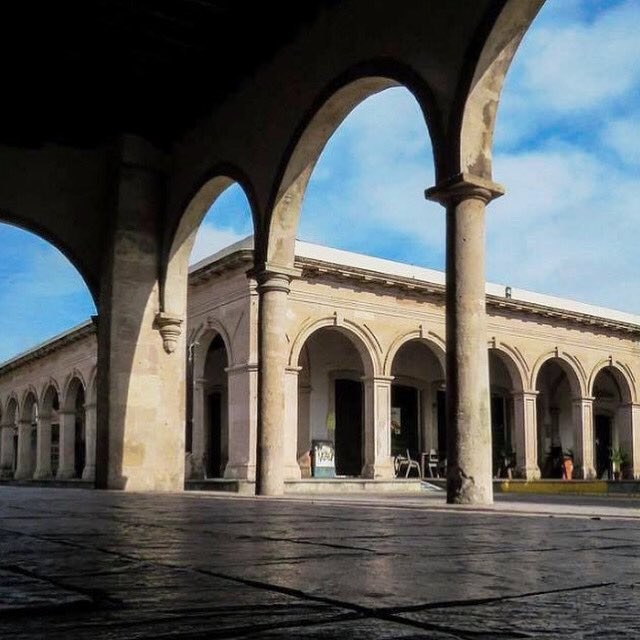
Portales del centro histórico de Uriangato

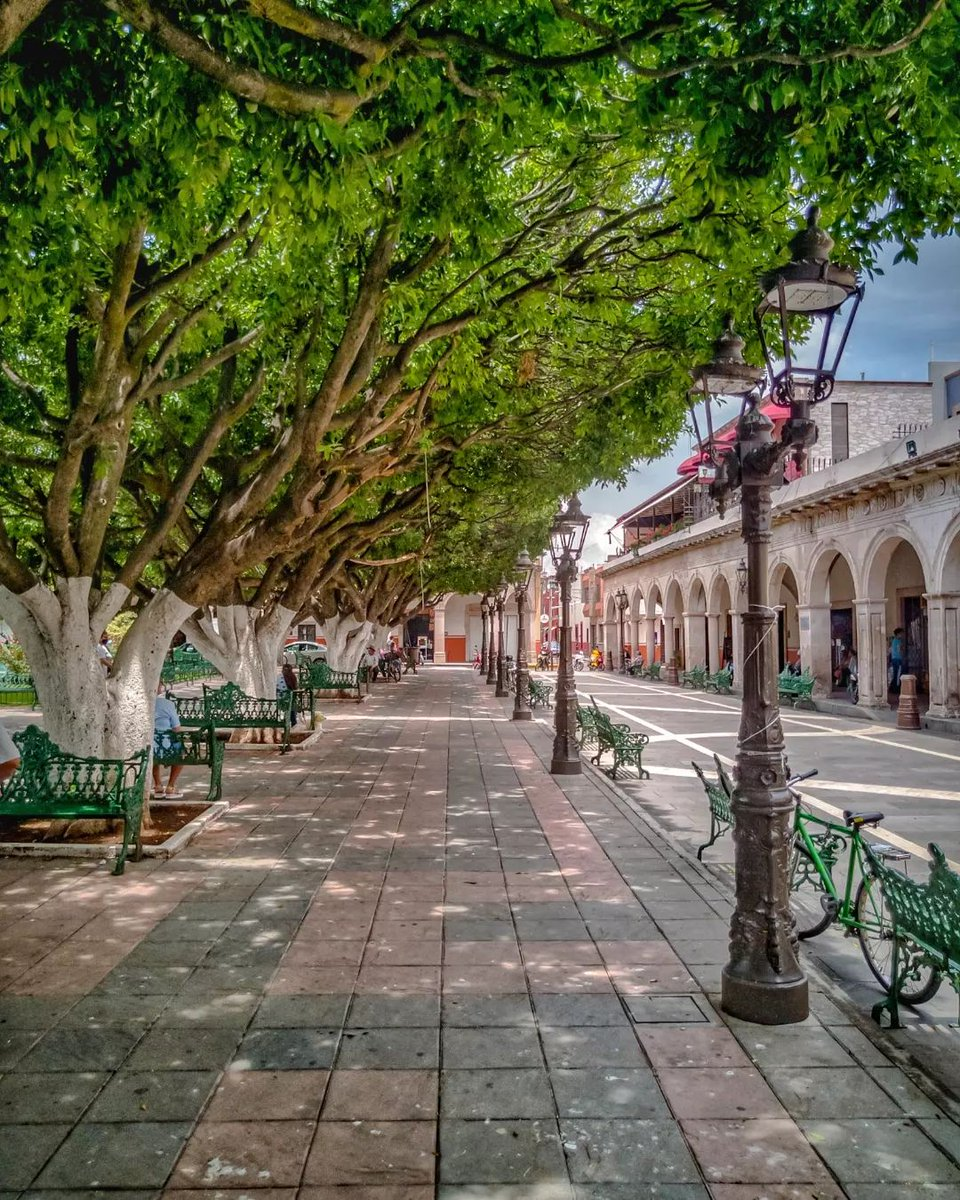
Jardín principal de Uriangato.

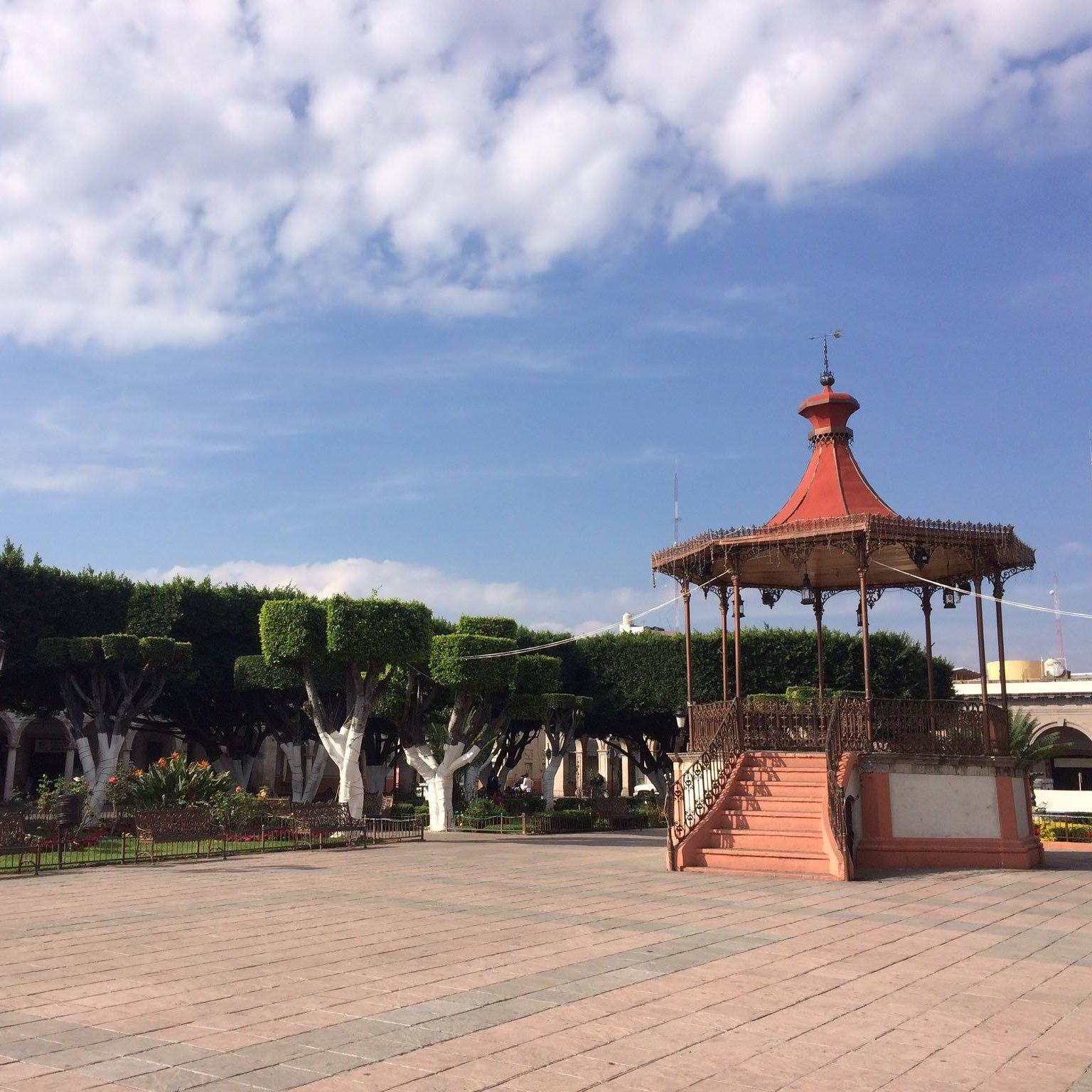
Kiosco del jardín principal

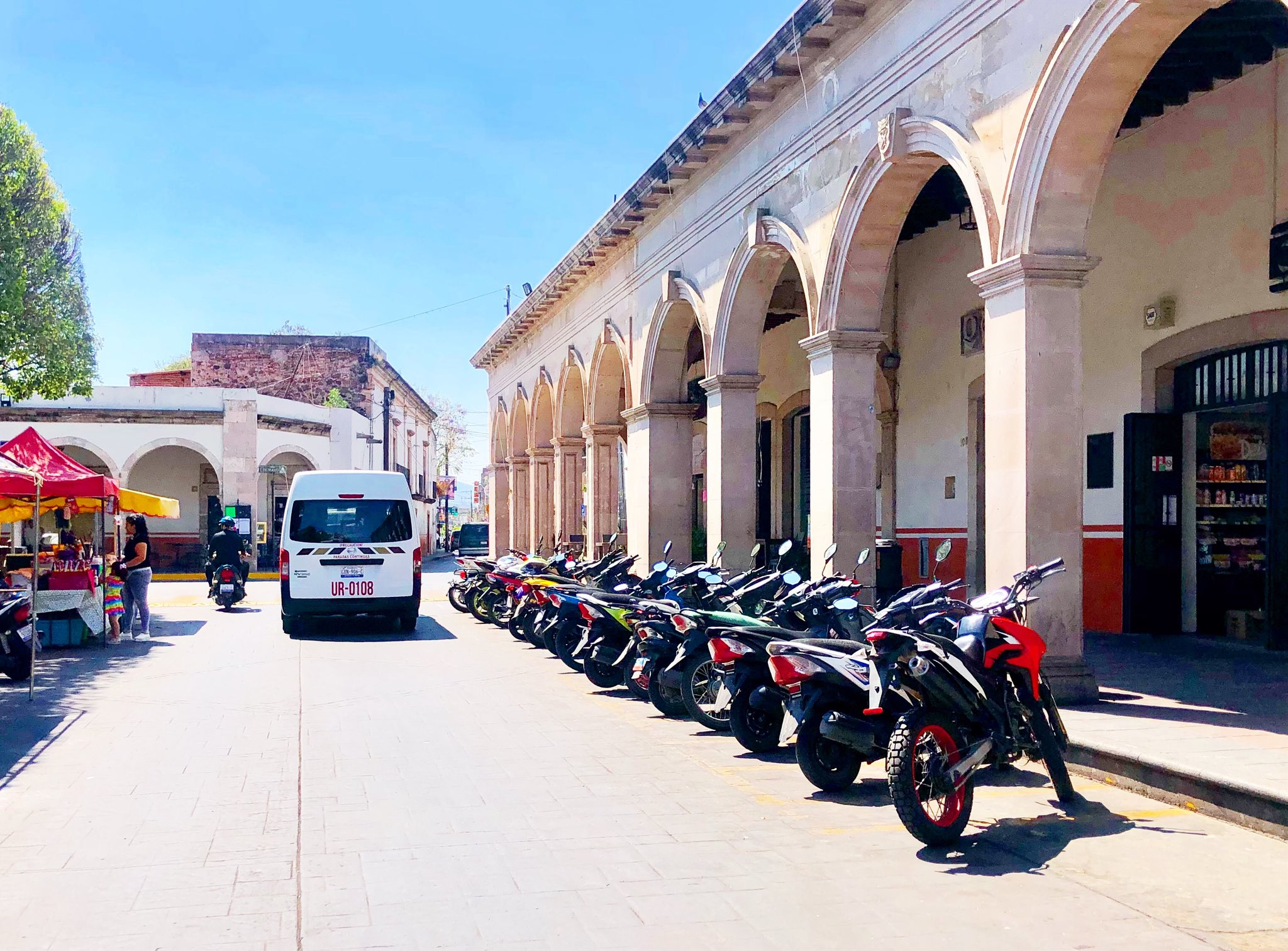
Portales del jardín principal

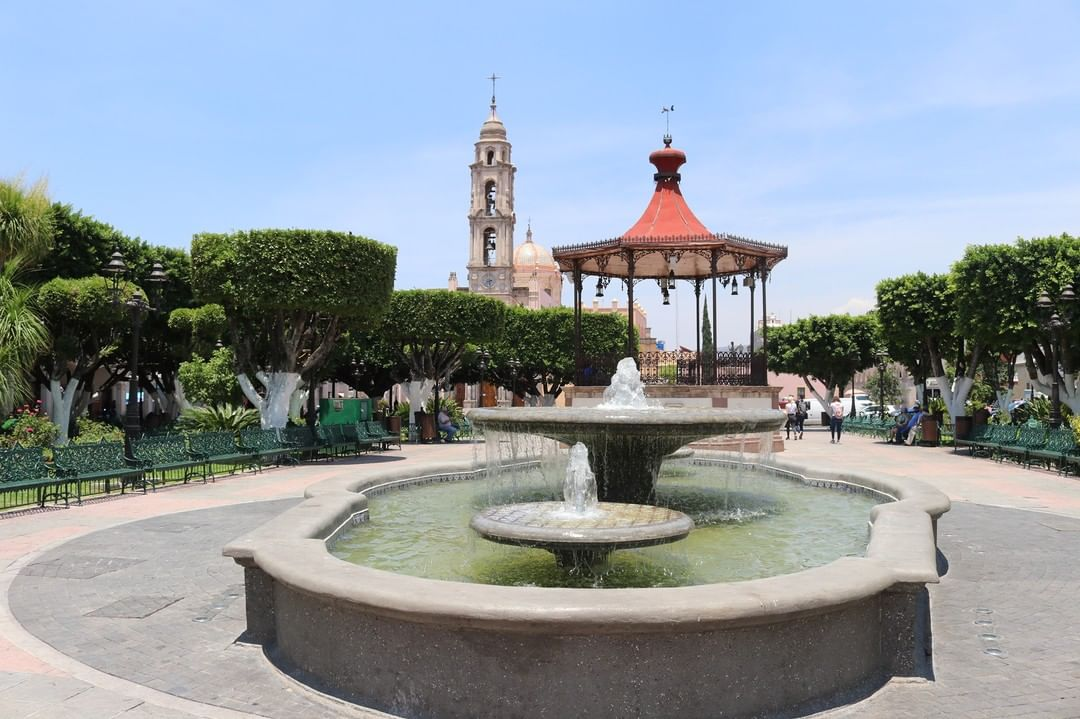
Jardín principal de Uriangato

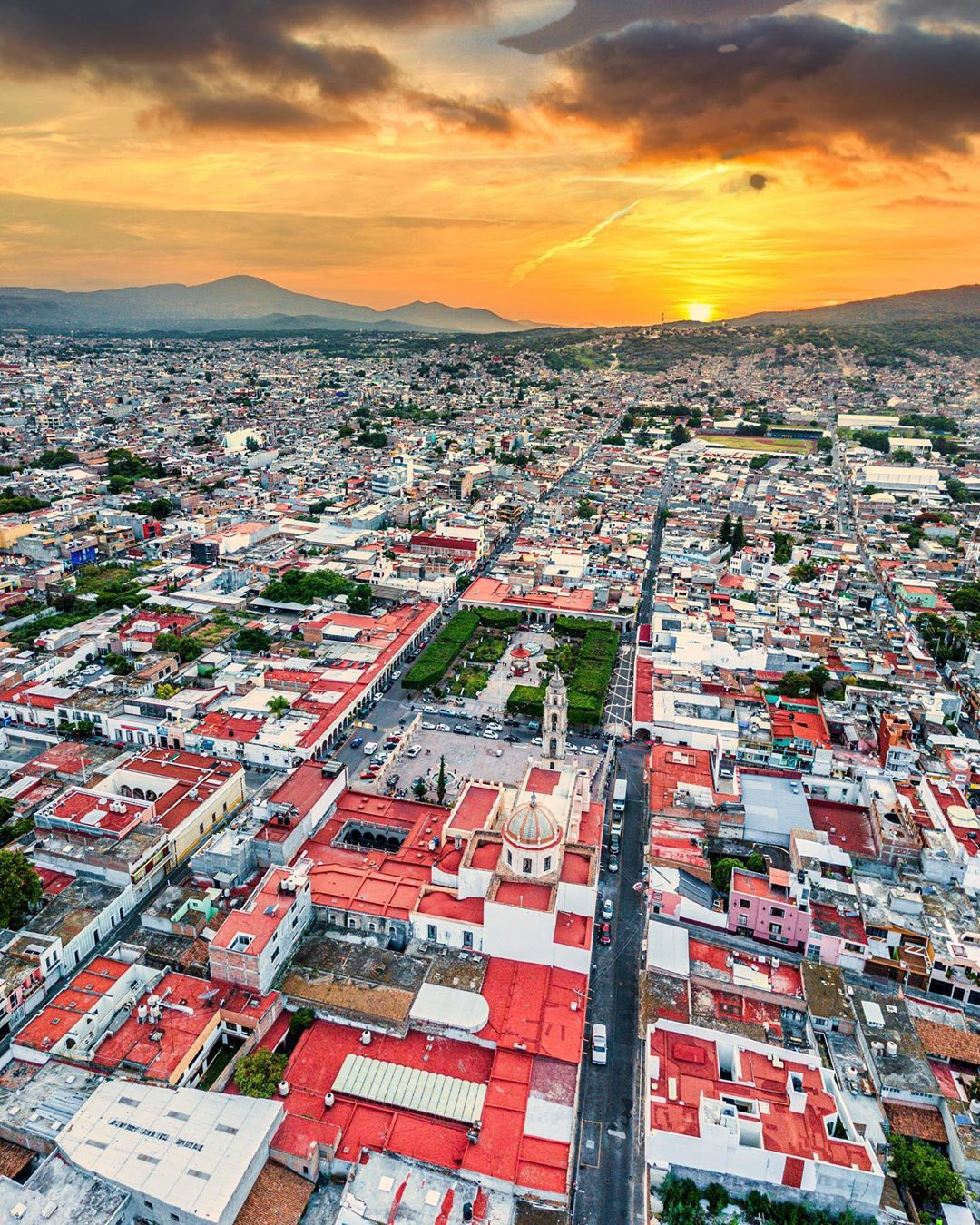
Vista aérea poniente de Uriangato

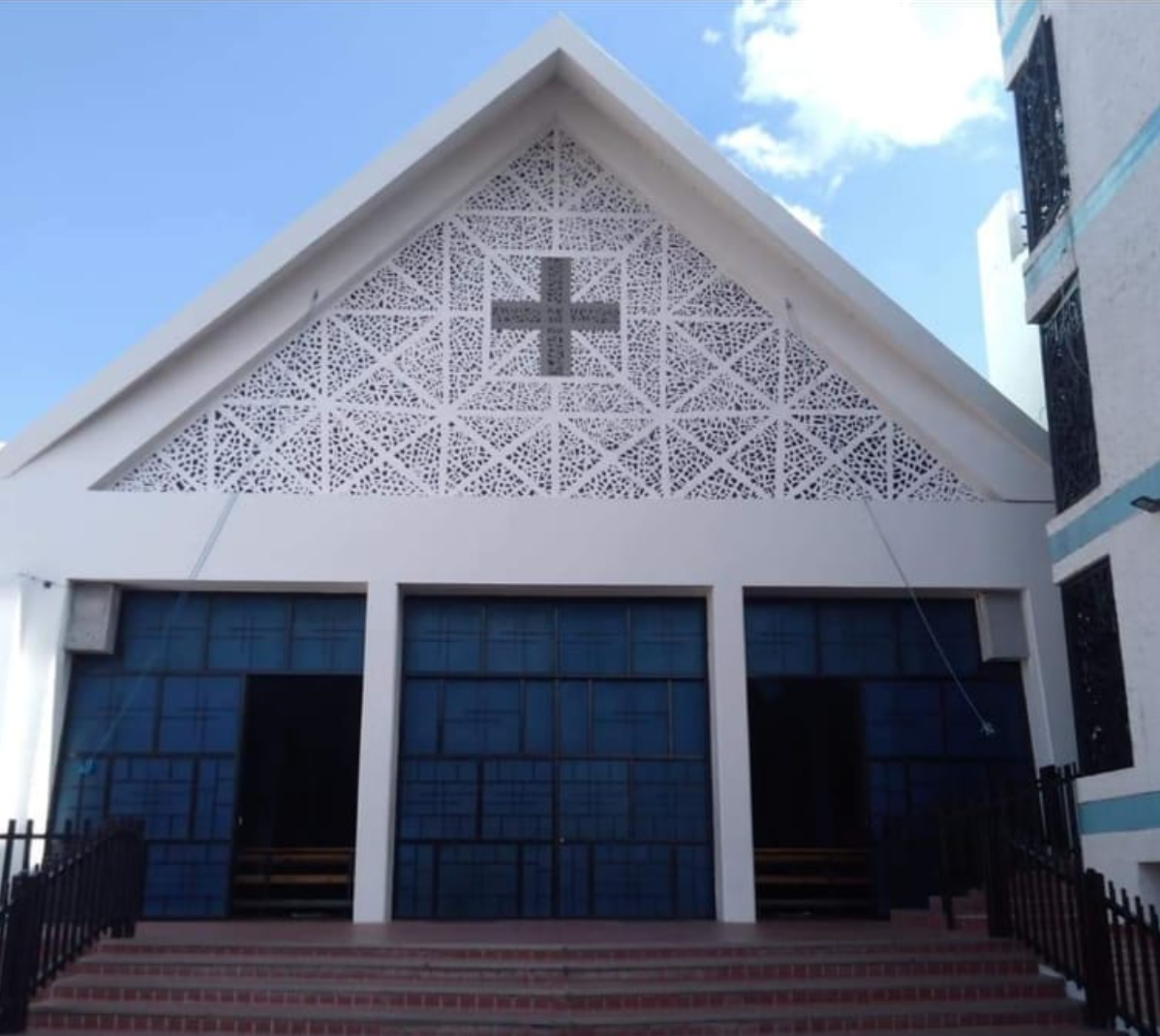
Parroquia del Sagrado Corazón de Jesús

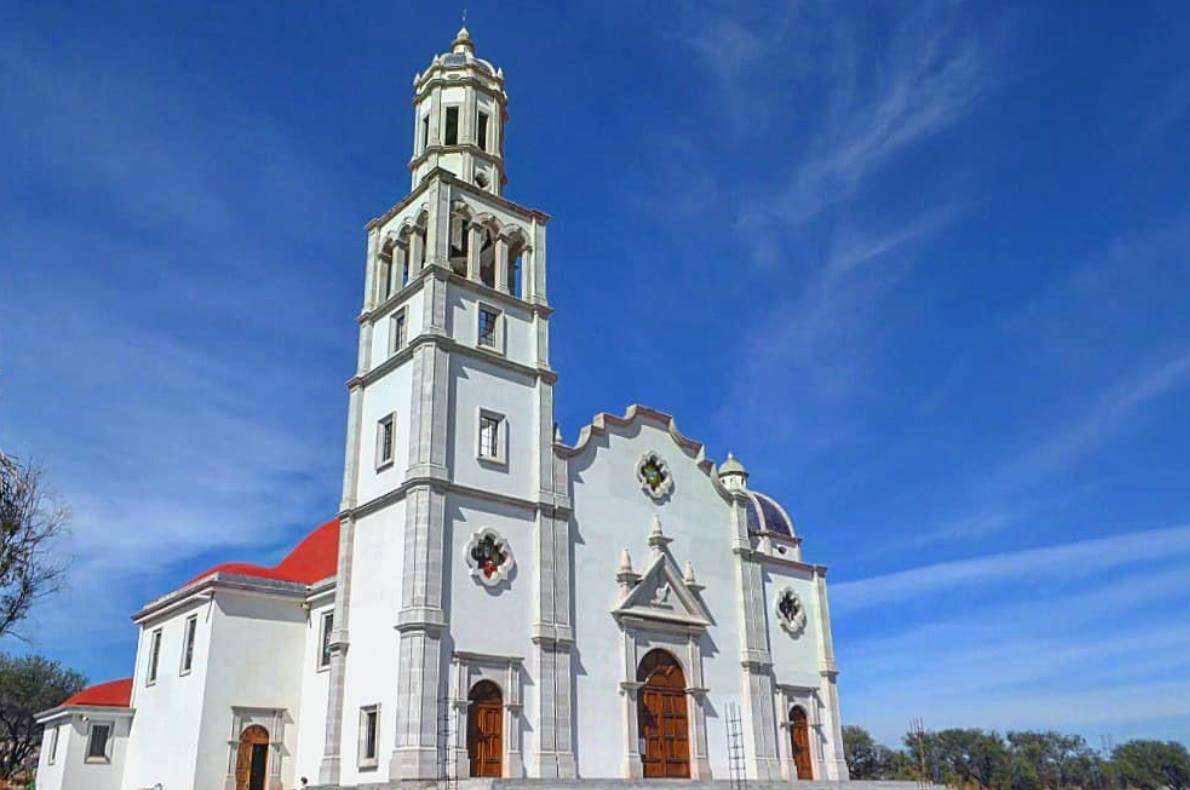
Templo del Señor del Trabajo

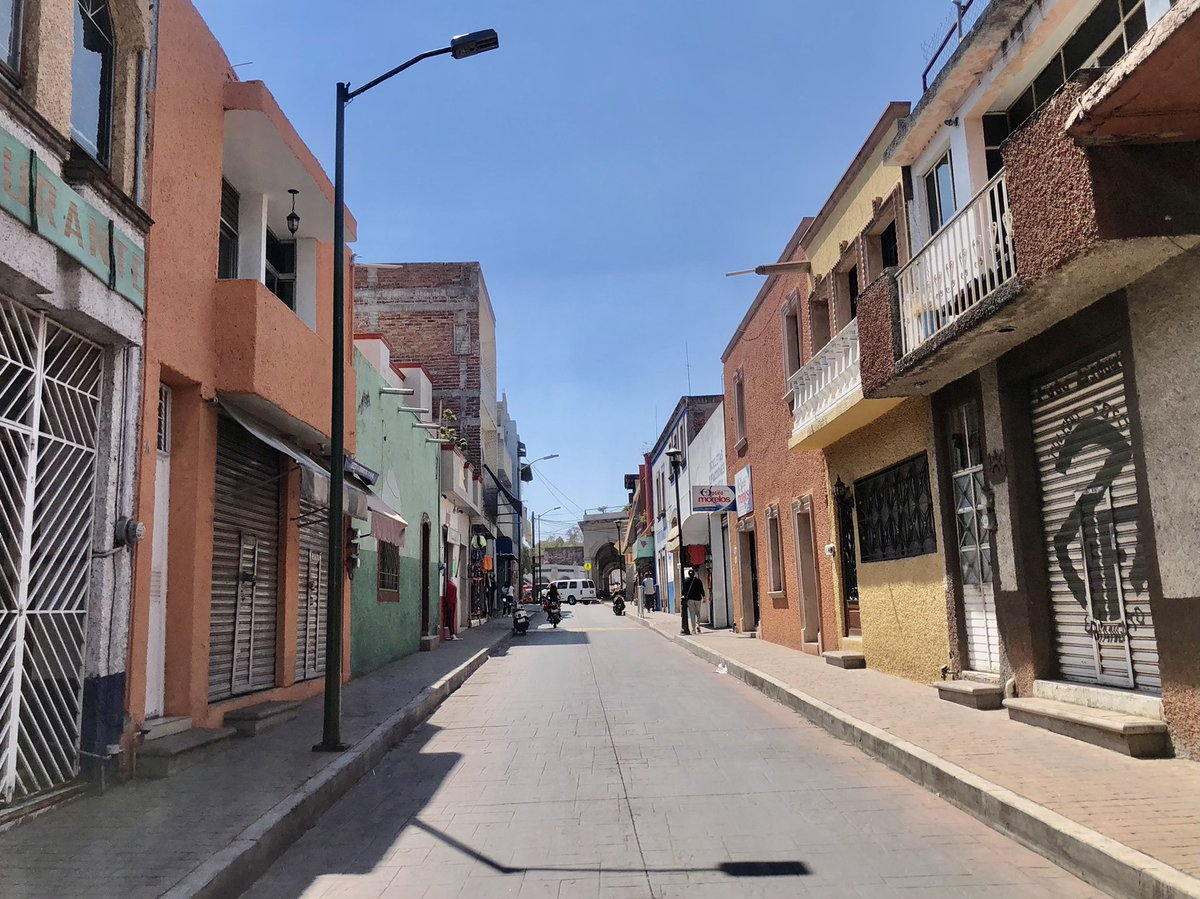
Calle Álvaro Obregón en el centro histórico

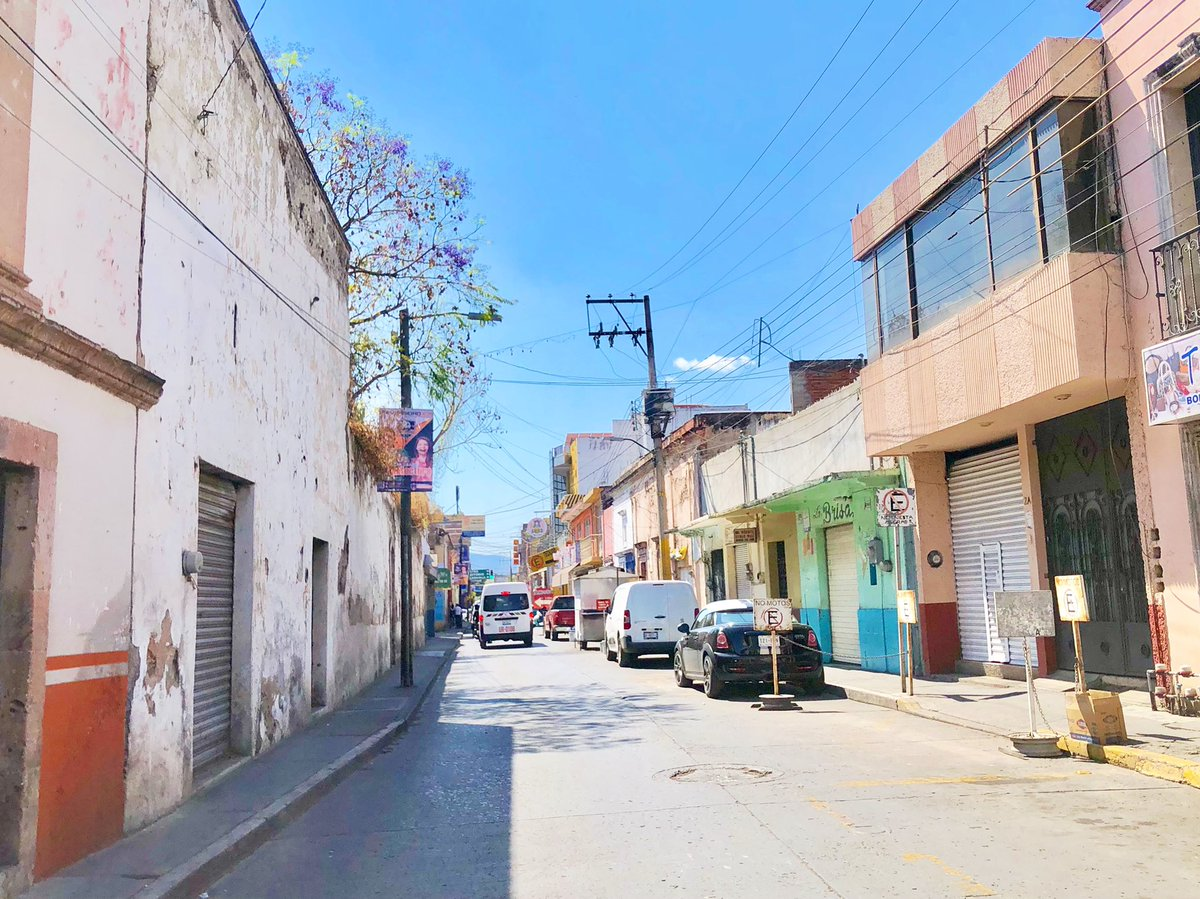
Calle Francisco I. Madero en el centro histórico.

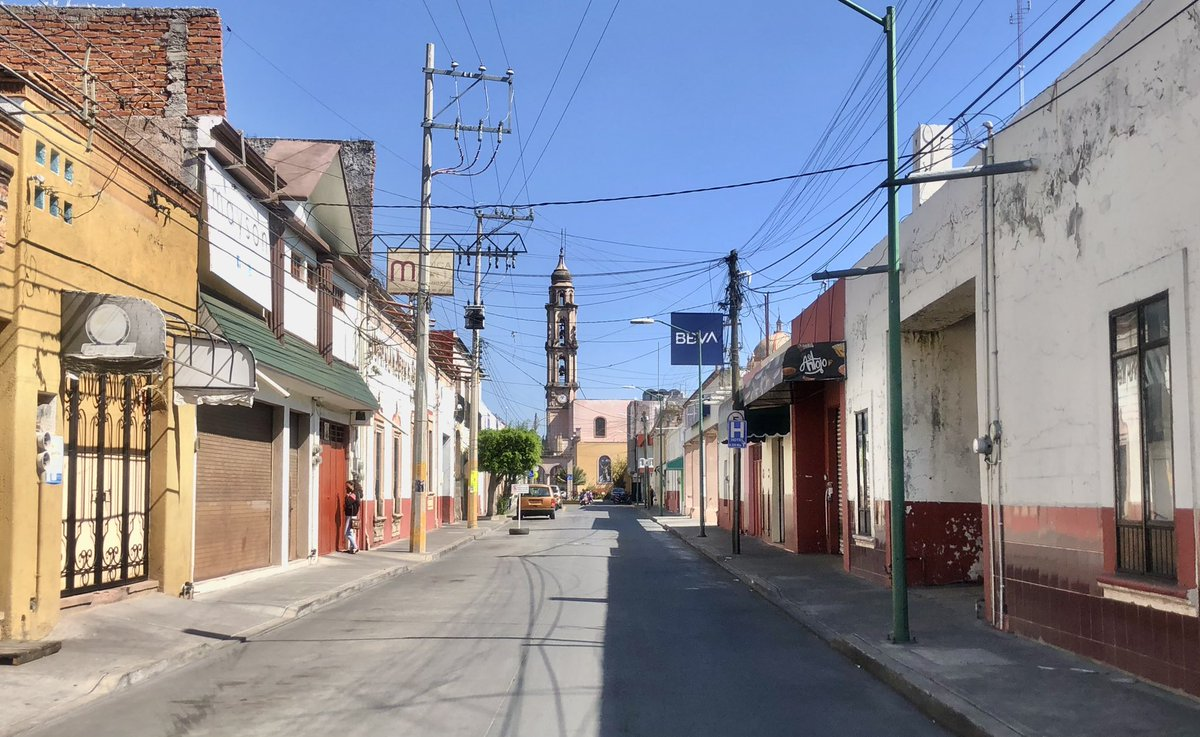
Calle José María Morelos en el centro histórico.

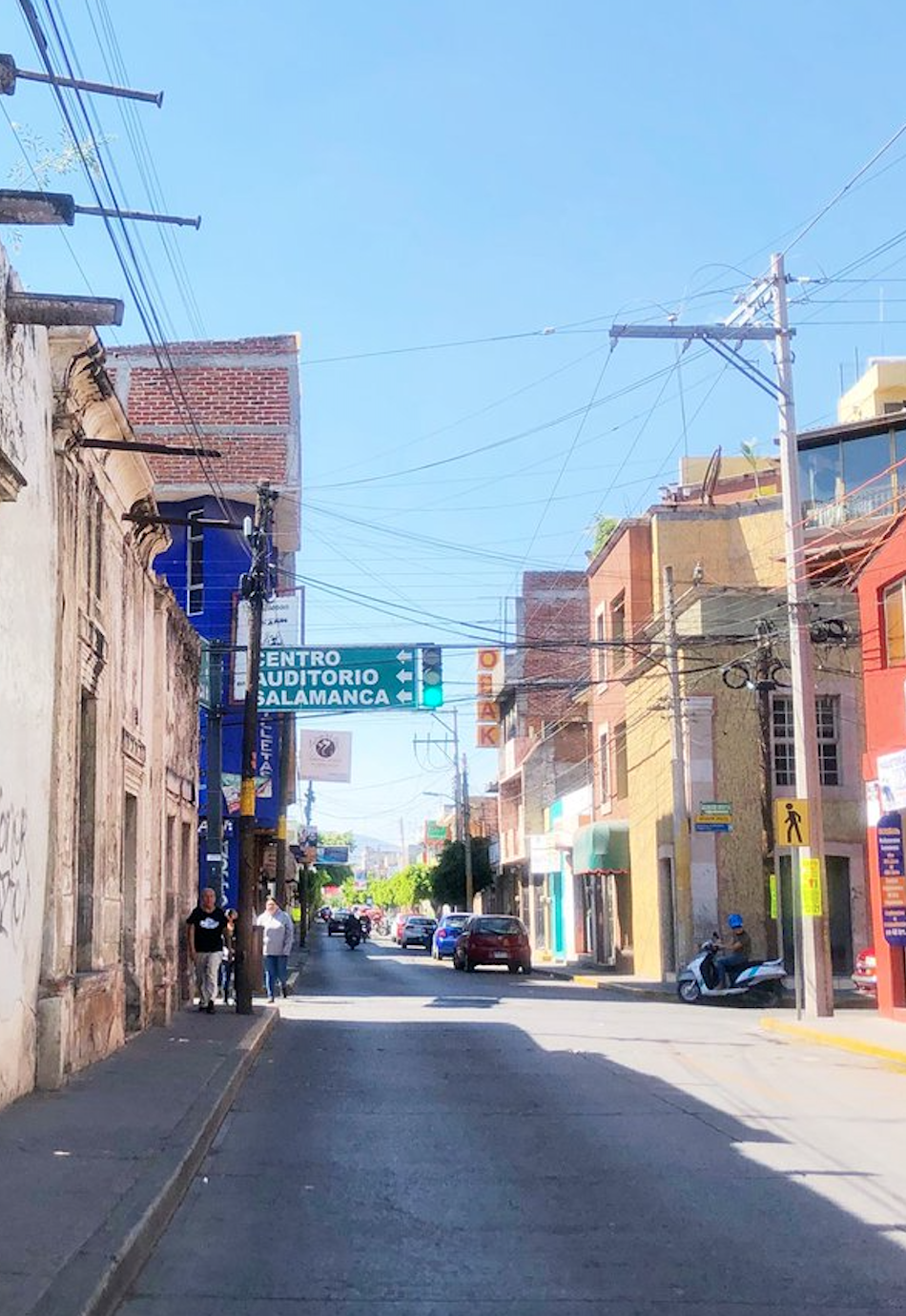
Calle Francisco I. Madero esquina Salvador Urrutia en el centro histórico.

### Época prehispánica y fundación
El territorio donde hoy se encuentra el municipio de Uriangato ha estado habitado desde el florecimiento de la cultura Chupícuaro (350 a. C.-350 d. C.), en el año 940 Uriangato estuvo habitado por Chichimecas y Otomíes que cayeron bajo la influencia de los Purépechas haciendo que Uriangato perteneciera al cacicazgo de Yuririahpúndaro, desde esta época y hasta el inicio del siglo XV Uriangato y sus alrededores fueron un territorio considerado frontera entre los Chichimecas y Purépechas (Tarascos) cuyos tres señoríos se encontraban asentados en lo que hoy es el estado de Michoacán, por lo anterior, el territorio del municipio de Uriangato formó parte de la frontera norte de los tres señoríos tarascos, ya que los territorios de la "gran chichimeca" nombrada así por los conquistadores españoles iniciaban al norte del río Lerma. Con base en documentos del siglo XVI, se estima que la población del imperio Tarasco llegó a fluctuar entre 750 000 y 1.3 millones de habitantes, (año 1524) desglosado en tres zonas: el Bajío (región a la que pertenecía Uriangato) con 352 316 habitantes; la sierra con 248 648 habitantes y las tierras bajas con 140 071 habitantes. Se subraya la alta concentración demográfica en el centro y norte del estado de Michoacán y sur del actual estado de Guanajuato, sondeos arqueológicos regionales en las cuencas de Zacapu, Pátzcuaro, Cuitzeo, Yuririay Sayula sugieren que la densidad poblacional alcanzó su punto máximo en el período postclásico tardío. Por documentos tributarios se sabe que la cuenca del lago de Cuitzeo estaba densamente poblada, de hecho era la zona más densamente poblada del imperio tarasco debido a la riqueza de sus recursos naturales, lo fértil de sus tierras y la abundante existencia de pescado en el lago de Cuitzeo.

### SiglosXVI-XVIII
La conquista de Tenochtitlán por los europeos se consumó en 1521 y apenas dos años más tarde, en 1523 Don Antonio de Carbajal llegó a esta región para preparar el reparto de algunas encomiendas, para el año de 1529 Yuririahpúndaro aparece como encomienda de Juan de Tovar, en ella quedó incluido el territorio de Uriangato y sus habitantes. En aquella época todo el actual sur del estado de Guanajuato fue considerado parte de la Alcaldía mayor de Pátzcuaro, por lo que Uriangato pertenecía a ella, por formar parte de Yuririahpúndaro.
La conquista española del Nuevo Mundo también dejó su marca indeleble en esta región con el establecimiento de una Congregación de nativos que habitaron en la zona, de esta manera la Congregación de nativos de San Miguel Uriangato fue fundada en 1549 para mejorar la calidad de vida de los indígenas por Fray Diego de Chávez, un informe de 1571 menciona que Uriangato tenía 45 habitantes. En el año de 1597 Juan Ignacio Córcoles comienza los trámites de gestión de la cédula real, finalmente Uriangato alcanza su fundación legal española el 20 de febrero de 1604 por mandato del Rey de España Felipe III en carácter de pueblo, otorgándosele el nombre de «San Miguel Uriangato».
El 3 de junio del año de 1701 el virrey José Sarmiento Valladares ampara al alcalde y pobladores naturales de la Congregación de San Miguel Uriangato contra despojos de tierras de la hacienda de Santa Mónica Ozumbilla. En 1703 Tomás de Villagómez era dueño de El Derramadero y lo arrendaba a Diego Sánchez, entre 1710 y 1715 los sacerdotes de Yuriria arriendan las tierras de Huahuemba, El Aguacate, El Charco de las Gallinas, La Deseada, La Deseadita, Cupuato, El Comal, La Lagunilla del Encinal y San José a criollos particulares, ocasionando varios problemas territoriales por la posesión de tierras entre los diferentes arrendatarios de la Hacienda de Santa Mónica Ozumbilla.
En 1790 se inicia la construcción del templo de “Las dos torres” donde hoy se encuentra el santuario de la virgen de Guadalupe.

### SigloXIX
En el año de 1804 el alcalde José Dionisio Vallejo y Juan Bautista Vallejo, (representante de los vecinos) solicitan 600 varas (502.8 metros) por cada punto cardinal (en la época virreinal una vara equivalía a 12 pulgadas) mismas que se les conceden del terreno de Yuririahpúndaro (hoy Municipio de Yuriria), las autoridades encabezadas por el Virrey José Iturrigaray mandan a que se midiese la tierra correspondiente al fundo legal del pueblo de San Miguel Uriangato, mismo que se lleva a cabo el 26 de junio del año 1804.
Sin embargo posteriormente se fueron agregando nuevos terrenos en el lado sur y poniente, pues los dueños de los mismos observaron más ventajas y cercanía en pertenecer a San Miguel Uriangato que a Yuririahpúndaro.
En esta época la actividad económica primaria de la localidad era la agricultura, seguido de la ganadería en pequeña escala, los productos de primera necesidad tales como prendas de vestir, calzado, herramientas y enseres domésticos eran traídos de otros lugares ya que no se fabricaban en este lugar. La gran mayoría de los vecinos del pueblo eran indígenas, aunque durante la primera mitad del siglo XIX se fueron asentando algunos criollos (hijos de españoles nacidos en la Nueva España) en los alrededores, originando que los indígenas se replegaran a lo que actualmente es el barrio de La Loma. Un censo realizado por la Iglesia en 1803, arrojó que en el poblado vivían 165 personas, sin embargo en la petición de la tierra se menciona que había más de 80 familias (400 personas)
Uriangato se mantuvo como un pueblo pacífico al estallar la guerra por la independencia de México en el año de 1810, no fue escenario de batallas, solamente fue un punto de paso de las diferentes tropas, las tropas insurgentes pasan por Uriangato comandadas por el cura Don Miguel Hidalgo y Costilla el 14 de noviembre de 1810 con rumbo a Valladolid (hoy Morelia), formando parte de la llamada ruta de la Independencia.
Los lugares donde se concentraba alguna actividad comercial en la época se vieron abandonados por el temor a la guerra, este fue el caso de Yuriria en 1815 cuando el Padre Torres incendió el poblado, ocasionando con ello que los comerciantes establecidos en ese punto huyeran, encontrando en Uriangato un sitio menos expuesto a los inconvenientes de la Guerra, fue así como en Uriangato se inició la actividad comercial, atrayendo a compradores de otros lugares. Terminada la guerra en 1821 Yuriria reclamó que el comercio regresara a su plaza, lo que no logró, dando lugar a una enemistad temporal con los habitantes de Yuriria.
Alrededor del año 1830 surgió en el suroeste de San Miguel Uriangato un poblado al que se le dio el nombre de "la Mezquitera" y que posteriormente se denominó Congregación de Uriangato (hoy Moroleón), esta localidad se originó con los comerciantes foráneos que venían al tianguis semanal de San Miguel Uriangato. Existe controversia respecto al verdadero motivo que hizo migrar a los comerciantes del centro de Uriangato hacia la Mezquitera (hoy Moroleón), una hipótesis es que pude deberse a que por cuestiones sanitarias se les prohibió la entrada ya que estas medidas preventivas fueron establecidas contra la epidemia de cólera morbus que azotó a todo el país en el año de 1833, otra hipótesis apunta a actos de cacicazgo y corrupción por parte de las autoridades de Uriangato en esa época. Sin embargo para mediados del siglo XIX el comercio quedó establecido ahí poblándose posteriormente con varias personas originarias de los ranchos vecinos, entre ellos, de El Moro perteneciente a Yuririapúndaro. El hecho que originó la migración del comercio hacia Moroleón originó una actitud de enemistad, resentimiento y adversidad entre los habitantes de La Congregación (hoy Moroleón) y las autoridades de Uriangato, generalizándose en toda la población, mismo se ha heredado de generación en generación hasta la actualidad.

### SigloXX
Al iniciarse el siglo XX, comenzó el resurgimiento de la economía en Uriangato, en septiembre de 1910 se instala la presidencia municipal en la calle Morelos Esquina Guerrero (hoy calle Salvador Urrutia), así como la escuela elemental n.º 1. El día 10 de diciembre de 1908, el pueblo de Uriangato adquiere la categoría de villa, mediante el decreto n.º 6 del XXIII Congreso del Estado, 43 años después, el 9 de noviembre de 1951 mediante el dictamen y decreto 97 de la H. XLI Legislatura del Estado, se le otorga a Uriangato la categoría de "Ciudad" sustituyendo la Categoría de "Villa" que dejó de utilizarse en esa época.
Para finales de 1908 se construye el kiosco del jardín principal y un año después inicia el servicio de tranvía entre las villas de Uriangato y Moroleón (cabe mencionar que aún no se encontraban unidos estos pueblos) y para entonces Uriangato abarcaba el perímetro entre las calles 16 de septiembre, Insurgente Olivares, Salvador Urrutia y Lerdo.
El 24 de junio de 1918 la Villa de Uriangato soportó el ataque de un grupo de hombres que escudándose en los ideales de la Revolución y teniendo como jefe a J. Inés Chávez García, quien dirigía a un gran número de gavilleros que eran comandados por sus subalternos Fidel González, Pedro Vásquez, "El Manco" Nares y Rafael Núñez, intentaron penetrar a esta población con la finalidad de atacarla. Esta situación obligó a los pobladores a estar unidos y organizados bajo el mando de José Rosiles Castro, quien era el presidente municipal, y así se dispusieron nueve fortines para atacar a los enemigos (en la parroquia, en la actual presidencia, en la esquina del portal Independencia con la calle Morelos, en la esquina de Salvador Urrutia y Morelos, en la esquina del portal y la calle Hidalgo y en las casas de Antonio Ortega, Luis Martínez, Vicente Santa Cruz y en la de José Inés Díaz). El ataque se inició por el "atorón" barrio de la Loma y el repique de las campanas fue la señal de alarma; la lucha fue difícil pero conforme el fuego arreciaba los atacantes veían cada vez más lejana la posibilidad de penetrar al centro de la villa. Fue de gran ayuda para los defensores la participación de los huandacarenses Salvador Urrutia, Timoteo Tena y Francisco Servín, quienes prestaron ayuda a esta heroica defensa. La noticia de esta victoria llegó hasta el Presidente de la República Venustiano Carranza, quien por medio de un comunicado felicitó a los habitantes de Uriangato.
En el mes de noviembre de 1918 Uriangato no se libró de la primera gran Pandemia de Gripe de la que se tiene registro, esta se conoció como la gripe española y ocasionó cerca de 20 millones de muertes en todo el mundo, el impacto en Uriangato fue tal que durante finales del mes de octubre y principios de noviembre de ese año se sepultaban entre 25 y 30 cadáveres diariamente, para el mes de diciembre la cifra había bajado a 5 o 6 cadáveres al día, se estima que durante la pandemia murieron alrededor de 1500 Uriangatenses.
En 1919 se coloca el reloj de la torre de la parroquia de San Miguel, misma que fue terminada el 10 de noviembre del año 1923, cuatro años después en 1927 se instala el primer cine de Uriangato en la calle Salvador Urrutia, en 1928 se inicia la tradición de los globos de cantoya al ser lanzado el primero en el barrio de La Loma durante las festividades de San Miguel Arcángel. En el año de 1951 el Congreso local le concede el título de Ciudad de Uriangato.
El 16 de agosto de 1967 se inició la construcción de la Iglesia del Sagrado Corazón de Jesús, conocida durante varias décadas como: "el templo nuevo". El gran impulsor de este proyecto fue Fray Felipe Chávez Ayala, sacerdote originario de Nayarit, que ganó la simpatía de los vecinos pues gozaba de gran liderazgo y popularidad, logrando que estos organizaran kermeses y bailes para juntar fondos utilizados para l construcción de la nueva iglesia, la primera misa y la primera boda se llevaron a cabo en 1974.
El período 1970-2000 ha sido la época más próspera de la historia de Uriangato, debido a que se detonó el crecimiento poblacional y desarrollo económico para la ciudad de Uriangato, la población mostró un cambio importante al triplicarse, la población urbana aumentó y la población rural disminuyó dramáticamente, desapareciendo algunas comunidades rurales como Los Gordillo, Los Vieyra, La Palma y La Joya, algunas otras comunidades pasaron a ser parte de la cabecera municipal como: El Cuitzillo, Ejido Plan de Ayala, La Joyita, La Deseada de Arriba, La Deseada de Abajo, Las Peñitas, Colonia Juárez, San José Cuaracurío y Huahuemba. La ciudad fue transformándose adquiriendo un aspecto más urbano: durante la década de 1980 se realizaron importantes obras como: la construcción de la primera institución educativa de nivel bachillerato: el CBTis 217, el auditorio municipal, el libramiento oriente, las nuevas instalaciones del mercado municipal, el atrio de la parroquia de San Miguel y el hospital general regional de Uriangato. Durante la década de 1990 el importante desarrollo económico hizo que el tianguis textil creciera a las dimensiones actuales, por lo que se hizo necesaria la construcción de una terminal de autobuses, también en este período se construyeron: la casa de la cultura, la preparatoria del sur de Guanajuato, el Instituto Tecnológico del Sur (ITSUR), la plaza de toros, la unidad deportiva II y el rastro municipal. Las calles sufrieron grandes cambios en la década de 1990 iniciándose la construcción de importantes avenidas como el bulevar Juárez, bulevar Leovino Zavala, bulevar Morelos, también en este período se construyeron la glorieta de la amistad y el libramiento sur.

### SigloXXI
El siglo XXI comienza con el empuje económico importante desde la década de 1990, con importantes inversiones en obra pública. En 2001 se construyeron tres importantes avenidas en el sur de la ciudad; el bulevar Arboledas, el bulevar Prolongación Morelos y la primera etapa del bulevar Las Palmas.
En julio de 2003, El Congreso del Estado emitió el Decreto 204, mediante el cual Moroleón debía regresar a Uriangato 160 hectáreas de terreno de la zona urbana y rural, ubicadas desde la actual línea divisoria hasta la comunidad de El Salto, este decreto fue vetado el 7 de agosto de 2003 por el gobernador del estado de Guanajuato Juan Carlos Romero Hicks con el argumento de preservar la paz social entre los municipios, en respuesta a dicho veto constitucional y por la inconformidad el H. Ayuntamiento 2000-2003 cambió de nombre a la prolongación del bulevar Morelos por bulevar Uriangato, al libramiento sur por libramiento San Miguel Arcángel y al bulevar Arboledas por bulevar Decreto 204.
Debido al conflicto limítrofe, el Gobierno del estado de Guanajuato delimitó una zona de resguardo entre la glorieta de la amistad y la terminal de autobuses de Moroleón, ya que el territorio ubicado entre estos puntos es reclamado por ambos municipios como propio, sin embargo y para fines de funcionalidad se ha definido que Uriangato controle la acera norte (bulevar Uriangato) y Moroleón la acera sur (bulevar Agustín León) de la zona de conflicto territoral.
En el año 2003 iniciaron los trabajos de remodelación del Centro histórico de Uriangato y en 2004 se concluyeron las obras con la construcción del portal Aldama y la remodelación de todos los portales, para conmemorar el 400 aniversario de la fundación legal de Uriangato.
En 2005 se terminó la construcción de la planta tratadora de aguas negras en la localidad de Huahuemba, iniciando las obras encaminadas al manejo de residuos de la zona metropolitana de Uriangato-Moroleón.
El 16 de julio de 2008 se inauguró el primer centro comercial de la región: Galerías Metropolitana Uriangato, que cuenta con Mercado Soriana, Cinepolis, Suburbia, Coppel, Famsa, Burger King, AutoZone, área de comida rápida, sucursales bancarias, locales con diversas mercancías y servicios así como un amplio estacionamiento, este proyecto tiene planes de ampliación en varias etapas, la siguiente etapa incluye la construcción de un hotel, una gasolinera. La construcción del centro comercial reactivó el conflicto limítrofe con el municipio de Moroleón, lo que provocó diversos enfrentamientos entre algunos habitantes de ambos municipios, así como la disputa por la posesión de diversos terrenos ubicados en la llamada “zona de conflicto” (hasta la actualidad en resguardo del Gobierno del Estado), ese mismo año se concluyó con la construcción del bulevar Monterrey y la Av. Simón Bolívar en las colonias San Miguel y La Joyita. En este año se terminan también los Bulevares Uriangato y Monterrey.
En julio de 2009 Uriangato presenta una controversia constitucional ante la Suprema Corte de Justicia de la Nación contra la Ley Antiaborto, ya que se considera que dicha disposición vulnera los derechos de las mujeres entre ellos el acceso a abortos en condiciones seguras en caso de violación, de aceptarse esta controversia Uriangato sería el único municipio de la entidad donde un embrión no sería considerado persona y podría realizarse el aborto. En este mismo año surge el Comité La Octava Noche A.C. con la finalidad de promover la tradición de los Tapetes y el paseo de San Miguel bajo esta nueva denominación; desde 2009 la tradición y recorrido se ha fortalecido presentándose en diferentes ferias regionales y promoviéndolo como parte esencial de la cultura Uriangatense. Ver La Octava Noche.
El 6 de octubre de 2010 se firmó el convenio para la integración de la zona metropolitana Moroleón-Uriangato-Yuriria, para lo cual inician las pláticas entre las nuevas administraciones para elaborar proyectos regionales de conurbación entre los tres municipios, se comenzó a gestionar recursos para obras públicas de un fondo Federal que provee a las zonas Metropolitanas de ingresos para realización de obras de beneficio común. Así mismo se retomaron las actividades de la Expo Textil en conjunto con el municipio de Moroleón.
En 2012 se inauguraron importantes obras públicas como el mirador en el parque bicentenario y la plaza 16 de septiembre, así mismo se remodelaron el auditorio municipal "Adolfo Ruiz Cortines" y la presidencia municipal de Uriangato.
Por cuestiones de inseguridad, la Expo Textil Otoño-Invierno 2014 se canceló y se trasladó a la ciudad de León, a propuesta de los textileros de la zona sur ya que de acuerdo con el secretario de Desarrollo Económico Sustentable no había condiciones de seguridad en la región, por lo que la Expo Textil se llevaría a León y estará a cargo del gobierno del estado desde ese año con el nombre de FIMODA.
En 2017 se concluyó la remodelación del bulevar Leovino Zavala y se inició la construcción del Centro Comercial Plaza Textil Metropolitana en los límites de los municipios de Uriangato (Prolongación Madero) y Moroleón (Av. 12 de Octubre) y se inicia a oficiar misas en el Templo del Señor del Trabajo en la Colonia Agrícola al norte de la ciudad.
En 2020 se vivieron con especial intensidad entre la población de Uriangato, los efectos de la pandemia de COVID-19 causada por el virus SARS-CoV-2, causando un nivel de mortalidad no antes visto en nuestro municipio, aunque las cifras oficiales no reflejan la cantidad de defunciones ni casos ocurridos, se cuenta con un registro de 5,864 enfermos y 595 defunciones hasta diciembre de 2022, también se declaró al Hospital General de Uriangato a más del 100 % de su capacidad, siendo totalmente rebasado para la cantidad de enfermos que se presentaban a solicitar atención médica. De acuerdo con cifras del registro civil, la cifra estimada de defunciones por COVID-19 se calcula entre 1,000 y 1,200 muertes en Uriangato desde el inicio de la pandemia de COVID-19.

## Geografía

Mapa de Uriangato en el estado de Guanajuato.

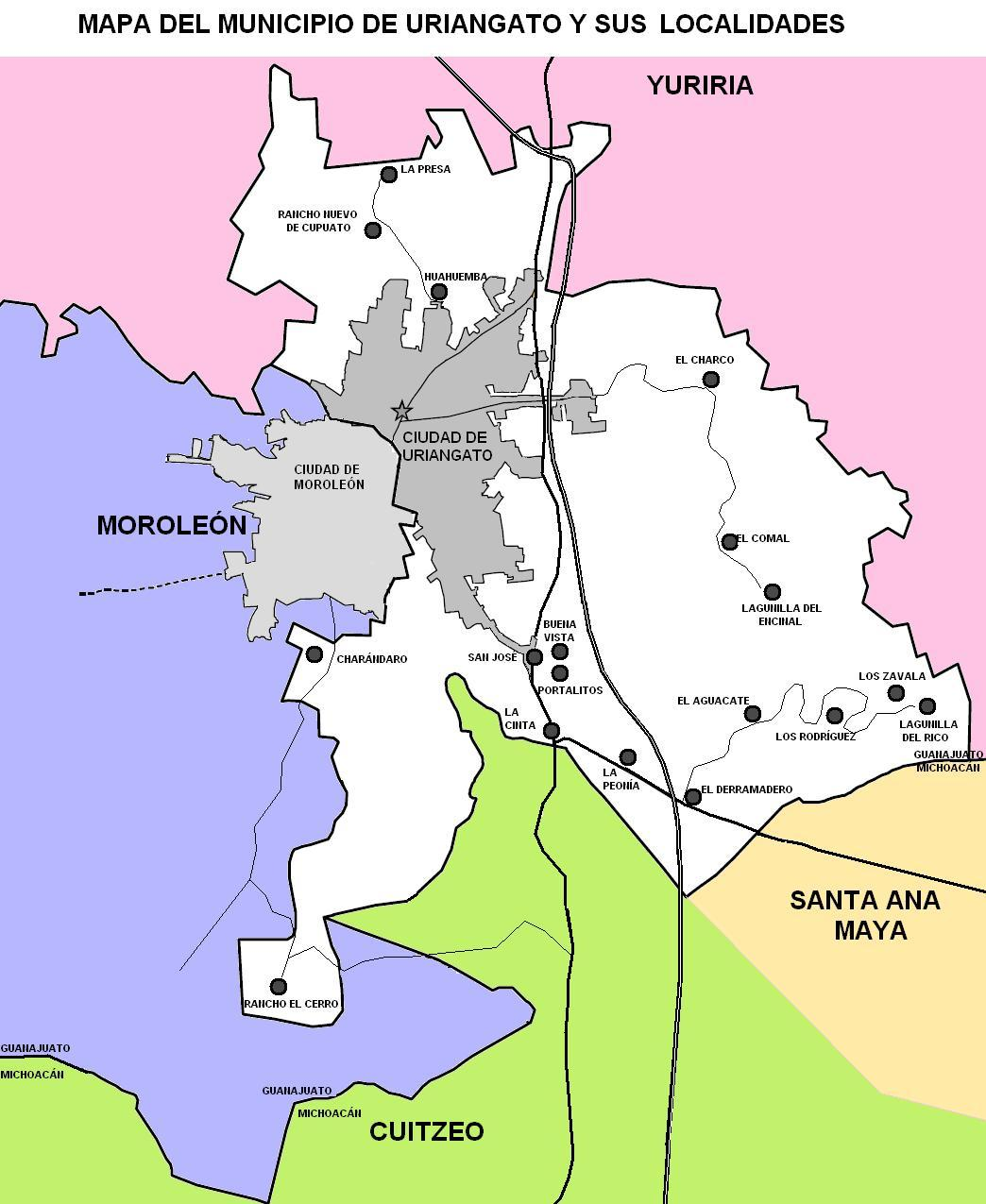
Mapa de Uriangato y sus localidades.

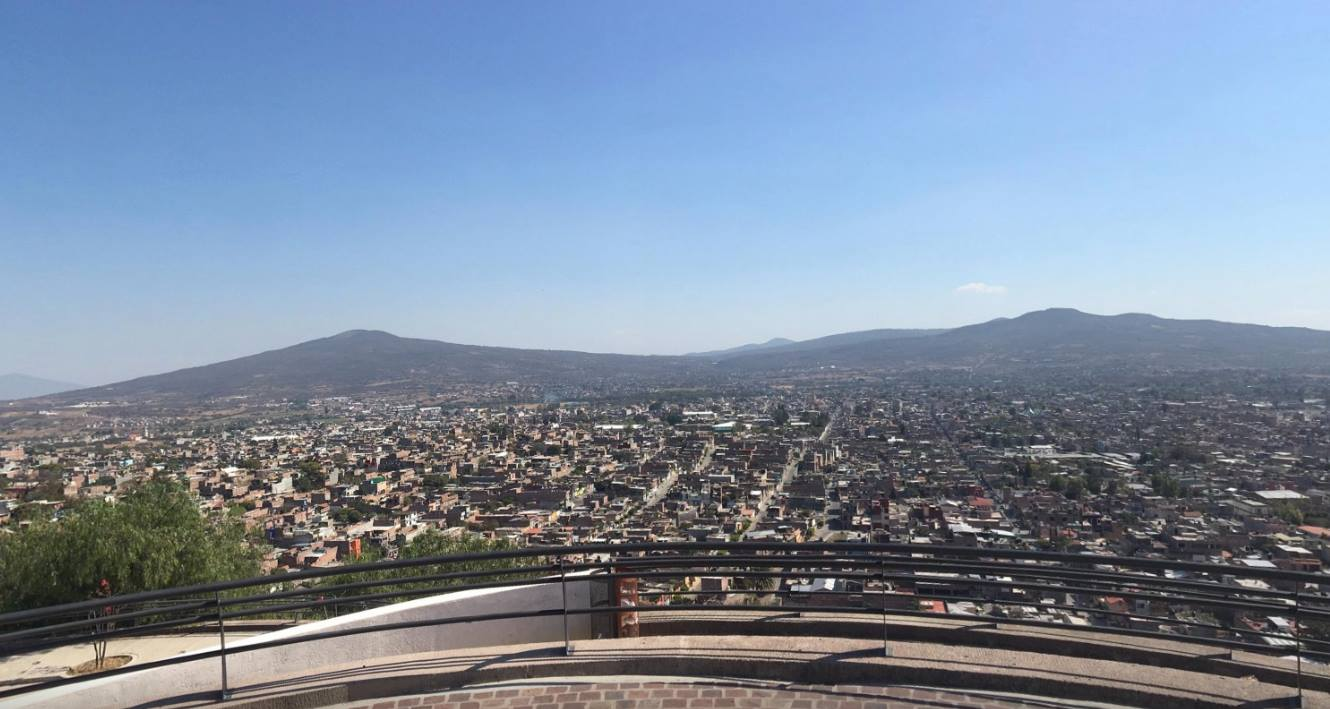
Cerros de El Capulín y El Comal al oriente del municipio.

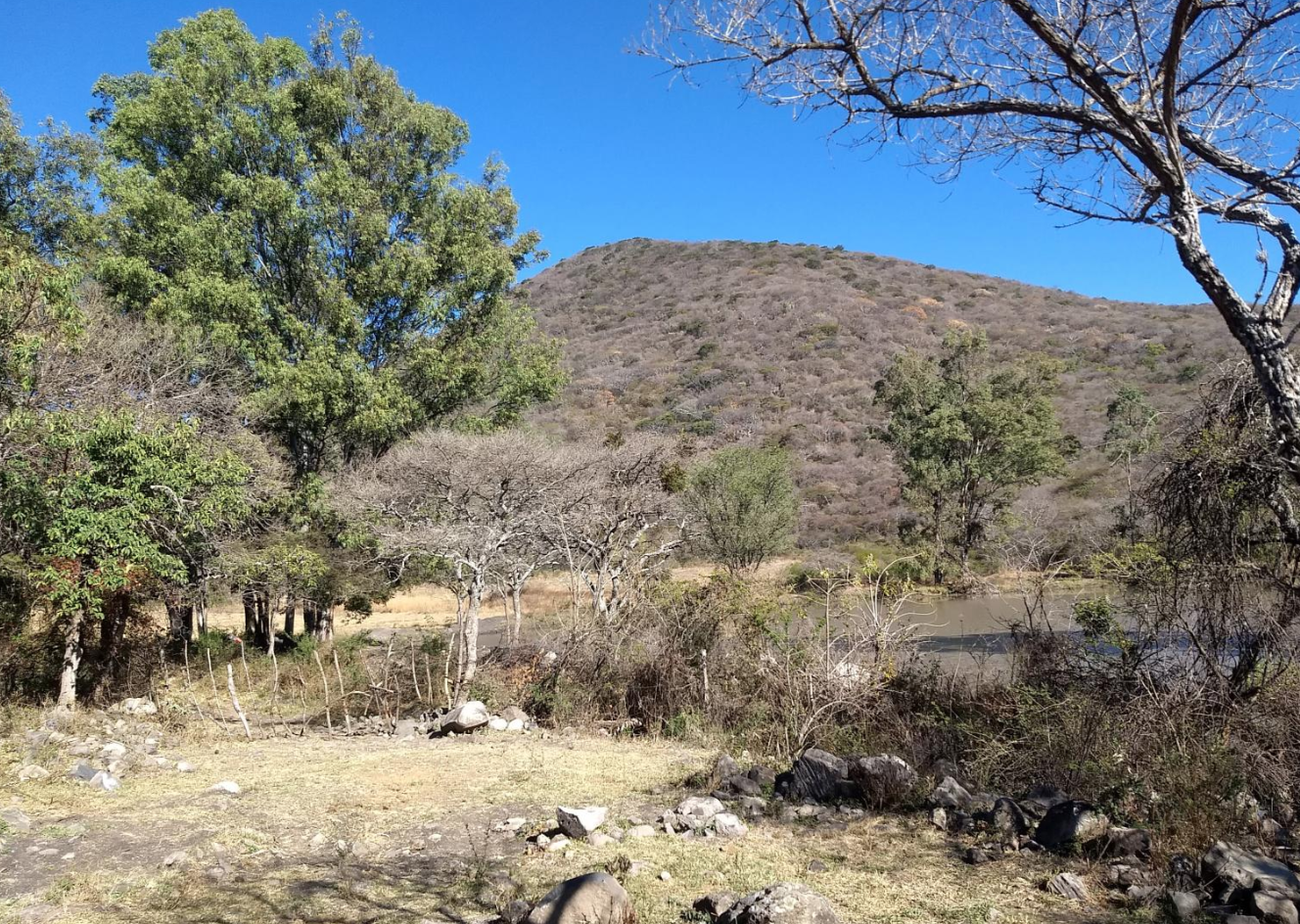
Cerro Prieto al noroeste del municipio.

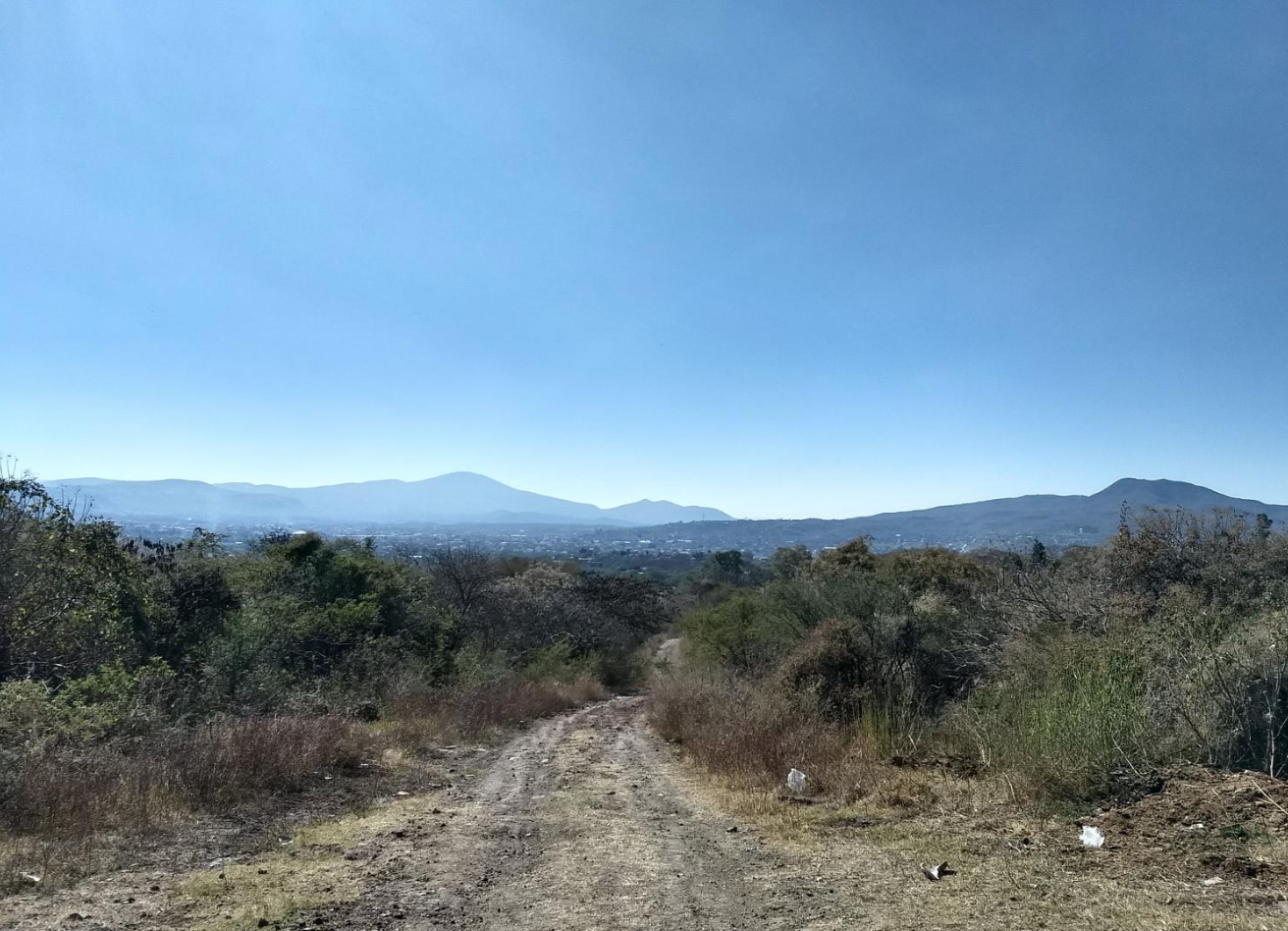
Orografía típica del municipio de Uriangato.

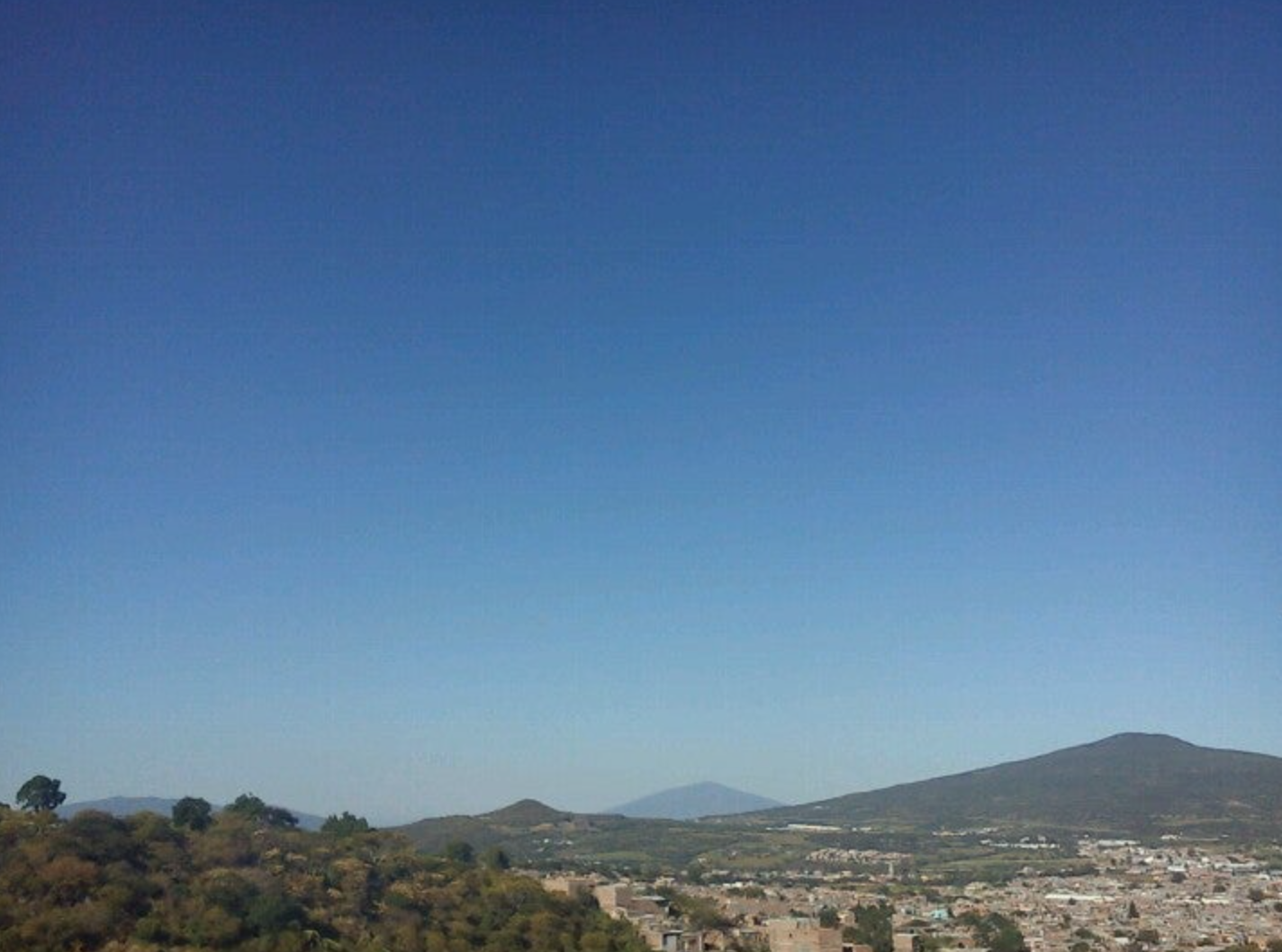
Orografía del norte del municipio de Uriangato.

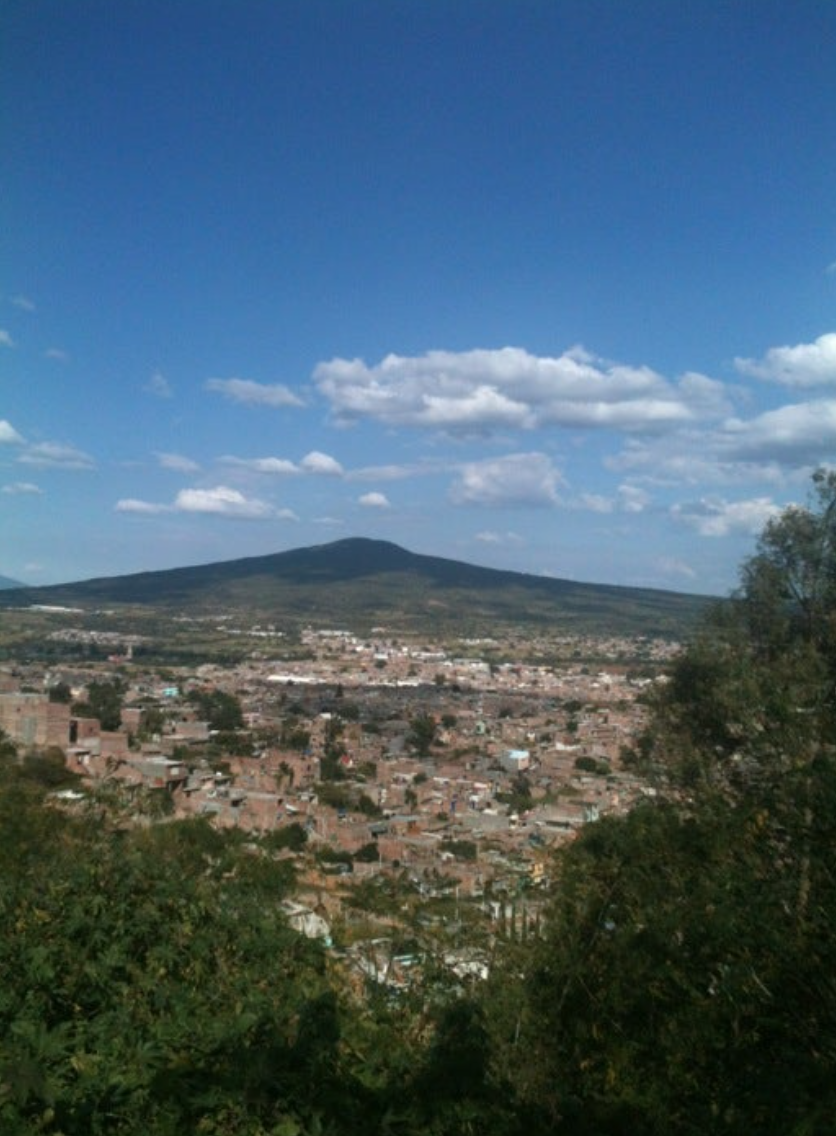
Orografía del oriente del municipio de Uriangato.

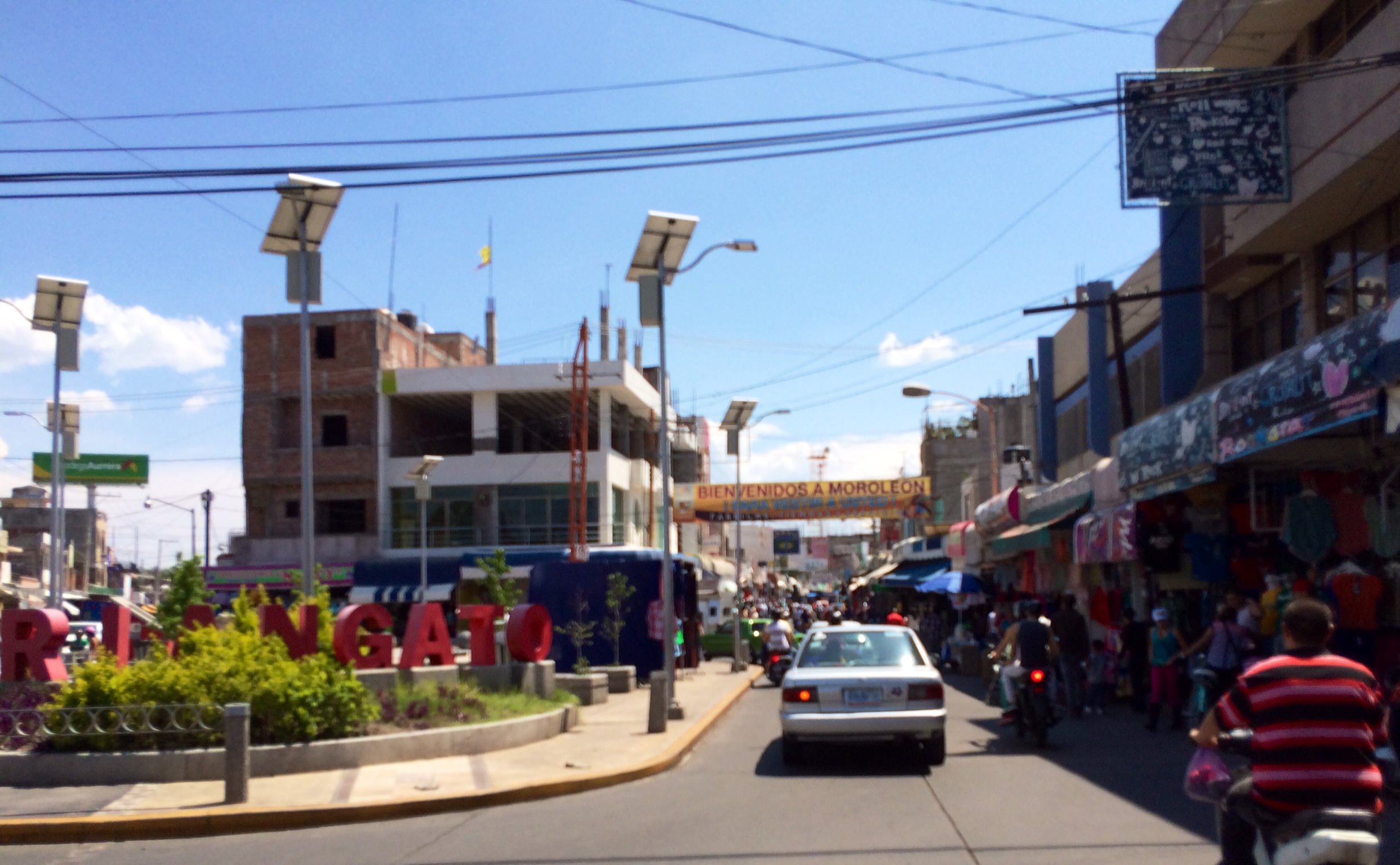
Línea divisoria entre Uriangato y Moroleón dentro de la zona urbana.

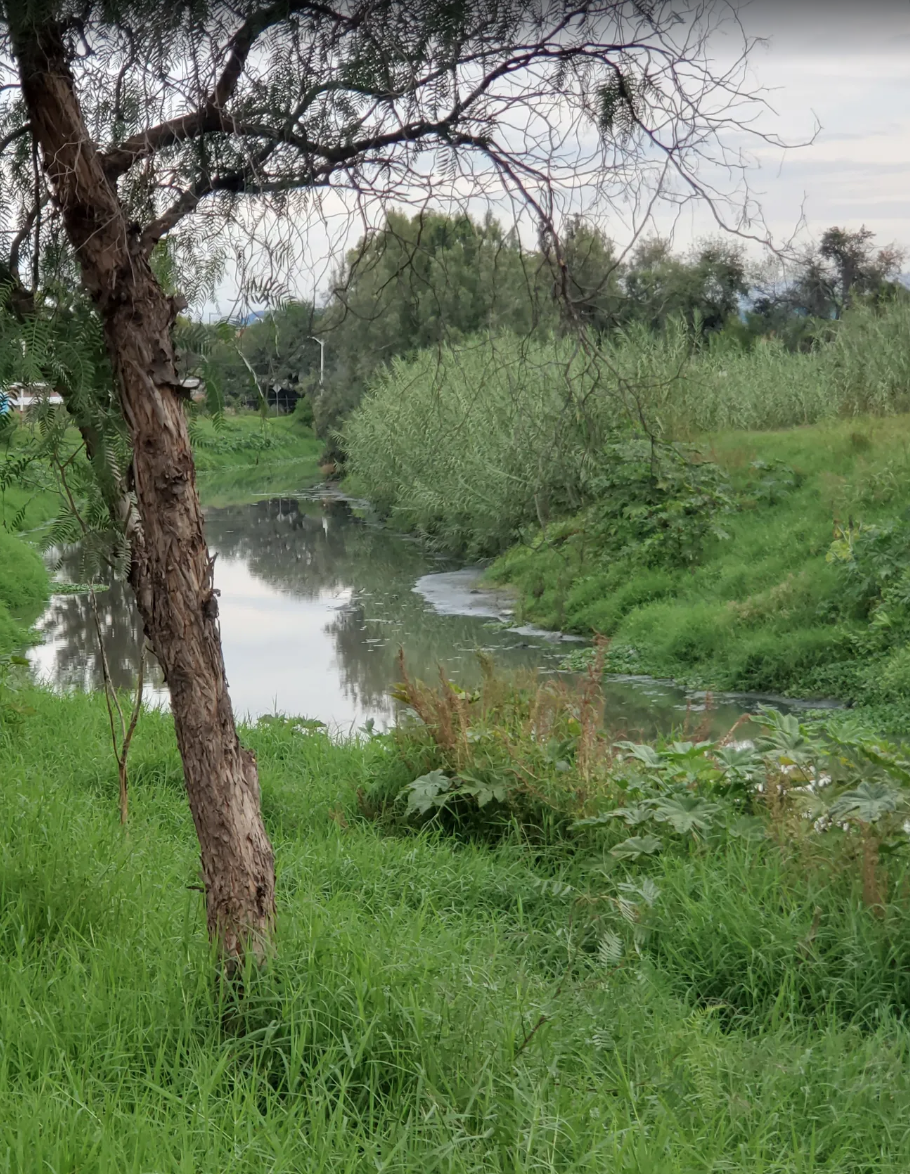
El arroyo de Uriangato, proveniente de la ciudad de Moroleón.

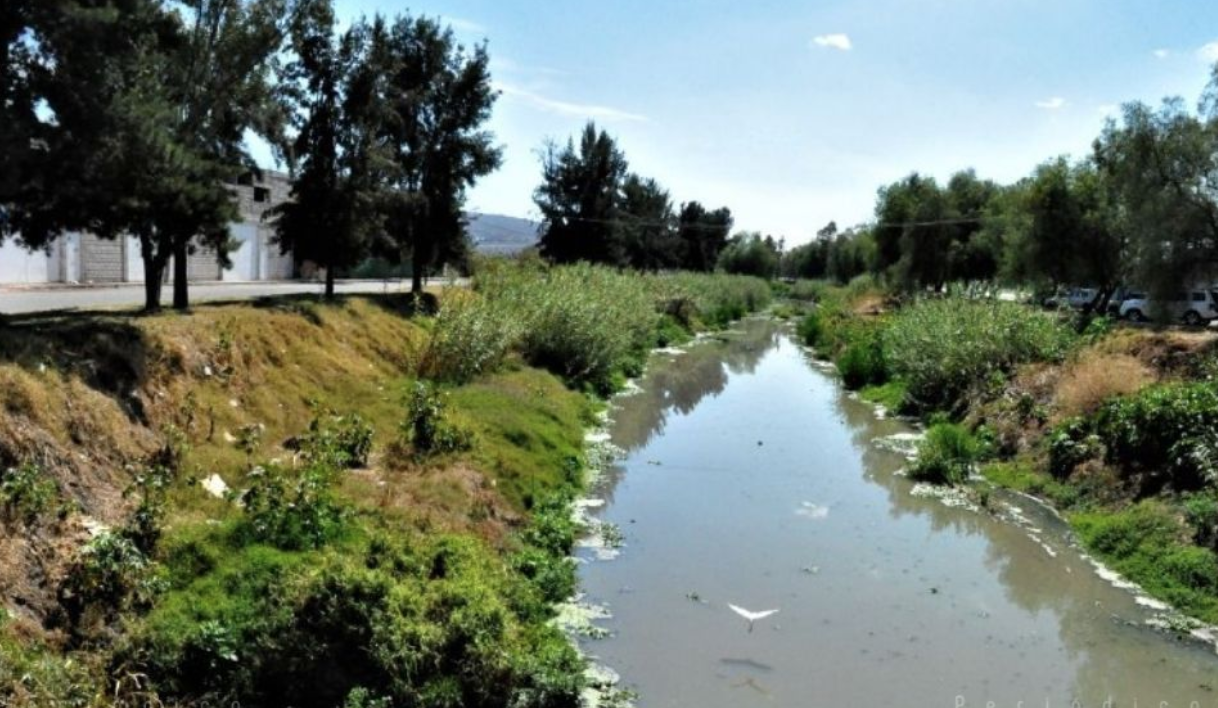
Río Huahuemba es el río más importante de Uriangato el cual se forma por la confluencia del Río Uriangato y el Arroyo de Uriangato.

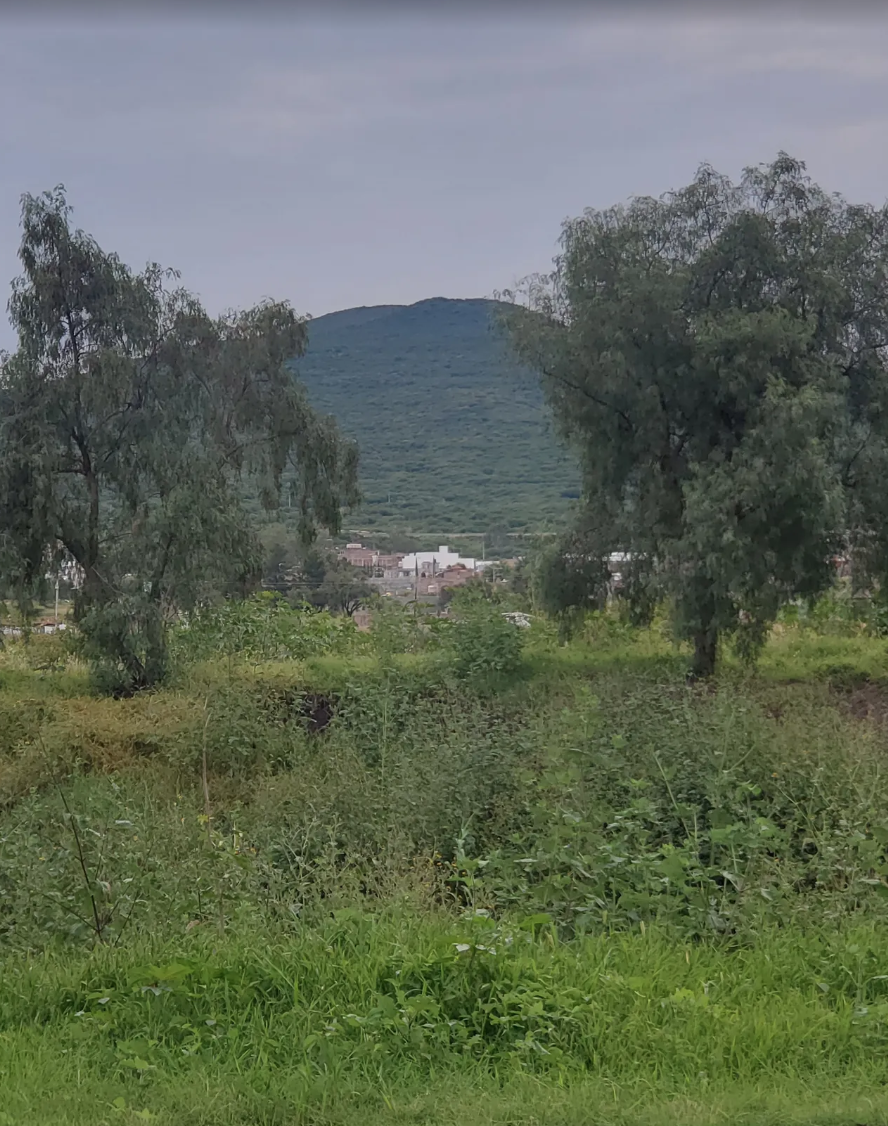
Cerro del Comal desde la colonia Las Peñitas en Uriangato.

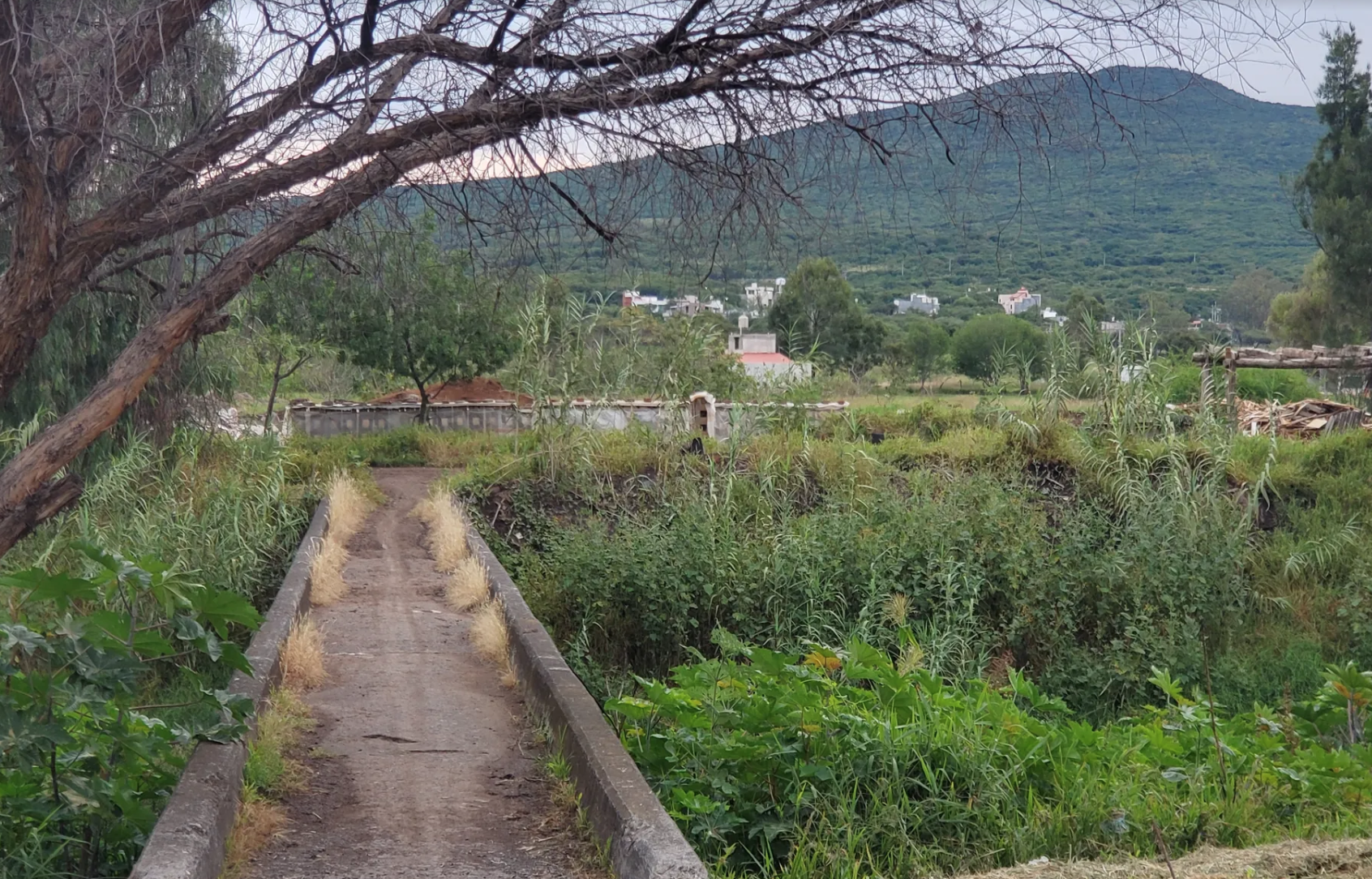
Cerro del Comal desde el puente sobre el Río Huahuemba en la colonia El Cuitzillo.

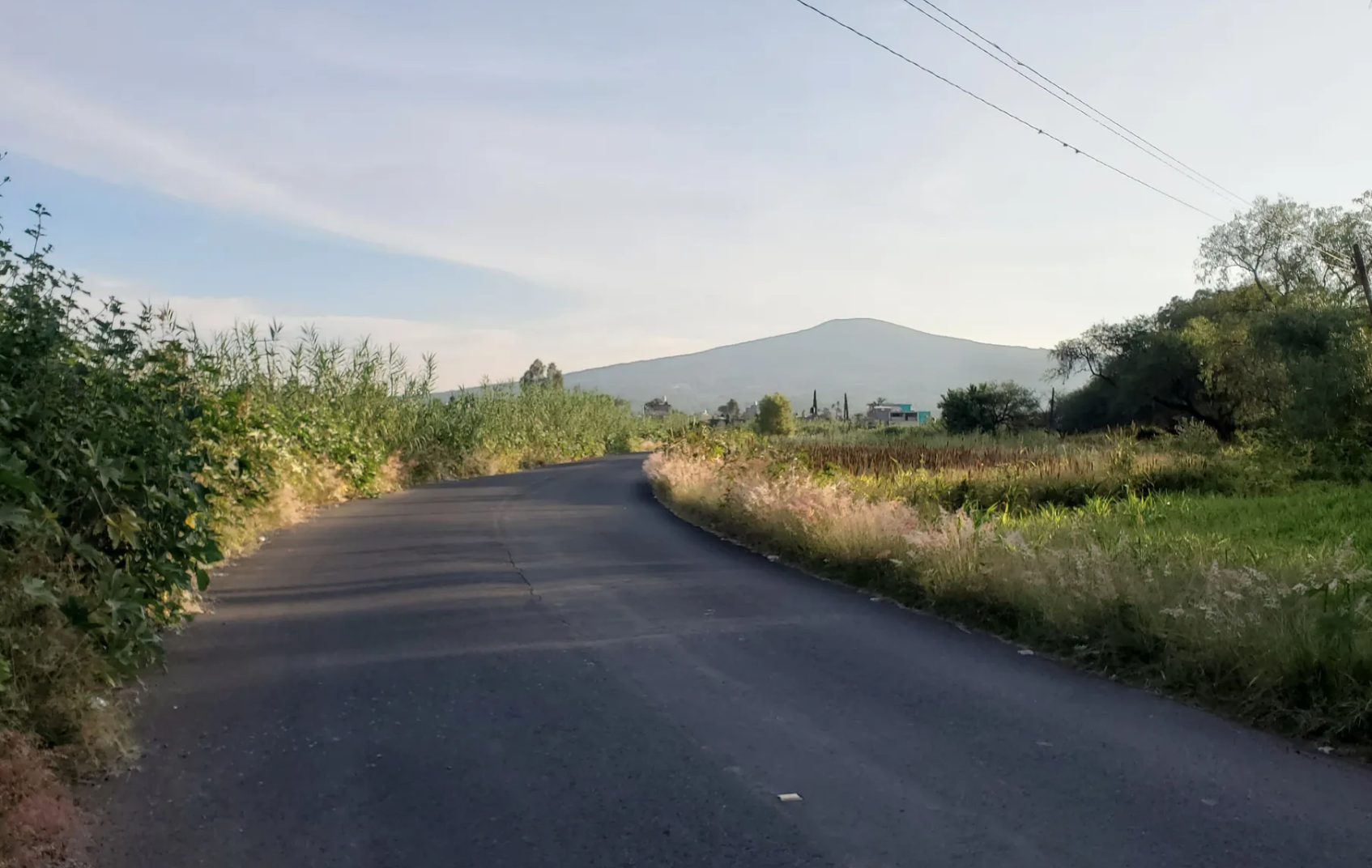
Cerro del Capulin desde camino en la colonia Las Peñitas.

### Ubicación geográfica
Uriangato es un municipio ubicado en el sur del estado de Guanajuato, se encuentra dentro de la región conocida como el Bajío, a una altitud promedio de 1,803 metros sobre el nivel del mar, sus coordenadas son: 20°12′ N, 20°2′ S, 101°5′ E y 101°13′ O. Su cabecera municipal (la ciudad de Uriangato) es la localidad más importante del municipio y se encuentra en una planicie que se forma en medio de la confluencia de los cerros el Capulin, el Comal y el cerro Prieto. 
Su extensión territorial es de 116.30 km². Esto representa el 0.4% de la superficie total del estado de Guanajuato, Uriangato pertenece a la región sur o región de los valles abajeños, esto es debido a que el conjunto de los municipios vecinos tienen una elevación de terreno promedio inferior respecto al promedio de altura de la región del Bajío, aquí se encuentran la presa Solís, la laguna de Yuriria y parte del lago de Cuitzeo, lo que contribuye a su riqueza agropecuaria de esta región ubicada al sureste del estado, los llanos predominan alternándose con cerros y montañas, como el Picacho, el Tule, el Cerro Blanco, el Culiacán y el Cerro Grande. En los valles abajeños se localiza la Laguna de Yuriria, (artificial) construida por el fraile agustino Fray Diego de Chávez y Alvarado en 1548. Los municipios pertenecientes a esta región geográfica de los valles abajeños son: Yuriria, Moroleón, Uriangato, Santiago Maravatío, Salvatierra, Tarimoro, Tarandacuao, Coroneo y Jerécuaro.

### División municipal por localidades
Uriangato (cabecera municipal),
El Aguacate,
Buenavista,
El Cerro,
La Cinta,
El Comal,
El Charco,
El Derramadero,
Huahuemba,
Lagunilla del Encinal,
Lagunilla del Rico,
La Peonia,
Los Portalitos,
La Presa (Presa de Huahuemba),
Rancho Nuevo de Cupuato,
Los Rodríguez,
San José Cuaracurio,
Los Zavala,
Charándaro,
Colonia Juárez,
La Mesa,
Cabañas,
Predio la Lomita,
Potrero de los Andrade,
La Peonia Residencial Campestre,
El Kilómetro Uno,
Rancho Alegre,
Granja los Ángeles,
El Mirador,
Las Misiones,
Colonia el Mirador,
Las Cabañas del Pedregal,
El Huanumo,
Colonia Magisterial,
Bugambilia,
Nuevo Uriangato,
Peñón del Divisadero,
Jara Brava,
La Presa del Conejo,
Club Campestre Moroleón,
El Pretil,
Españita,
Pioneros,
Quinta Loma,
La Querencia,

### Colonias que integran la ciudad de Uriangato
La cabecera municipal cuenta con numerosas colonias entre las más importantes se encuentran: Zona Centro, Plan de Ayala, La Joyita, Las Aguilillas, El Cuitzillo, Lázaro Cárdenas, Juárez, La Deseada de arriba, La Deseada de abajo, Las Misiones, Emiliano Zapata, Deportiva, Lindavista, 24 de junio, Loma Bonita, San Miguel, Loma Linda, Las Peñitas, Agrícola, Magisterial, Fraccionamiento Revolución, Fraccionamiento Loma Linda, Independencia, Francisco Villa, Roma, La Yácata, La Mesa, Los Laureles, Pedregal, La Manga del Pirúl, La Venadita, La Mora, Los Pinos, Plaza Textil Bedolla, entre otras en proceso de urbanización.

### Barrios del centro de Uriangato o barrios viejos.
La Loma, Pejo, La Ladrillera, Calle del Puente, Calle Real, Las Estacas, El Infiernito, El Ojo de Agüita (en la colonia Lindavista), Los Huertos.

### Límites
Uriangato limita al este y al norte con Yuriria, al oeste con Moroleón, y al sur con los municipios de Cuitzeo y Santa Ana Maya en el estado de Michoacán. Uriangato se encuentra en un terreno accidentado ubicado en el punto medio entre el Lago de Cuitzeo (ubicado 12 km al sur) y la Laguna de Yuriria (ubicada 10 km al norte).

### Centro geográfico
En su fundación el centro geográfico de Uriangato era el terreno en el que se encuentra el kiosco en las coordenadas: 20°9′29″ N y 101°10′44″ O, hoy en ese lugar se encuentra el centro cultural y social más importante del municipio, sin embargo a través de los años y tras la incorporación de nuevos terrenos al municipio durante los siglos XVIII y XIX, el centro geográfico de Uriangato se encuentra ubicado en la colonia Juárez, al oriente de la ciudad.

### Zona metropolitana Moroleón-Uriangato-Yuriria
La ciudad de Uriangato colinda al poniente con la ciudad de Moroleón, formando en conjunto una zona metropolitana completamente unida ya que ambas ciudades conforman una misma mancha urbana cuyo límite cruza por el centro de la conurbación de norte a sur.
La división municipal comienza con una línea imaginaria al norte del municipio, justo en el límite poniente de la colonia 24 de junio y posteriormente continúa hacia el sur por la colonia Lindavista (Uriangato) a espaldas del santuario de la virgen de Guadalupe, posteriormente el límite intermunicipal pasa por la calle Aquiles Serdán (Uriangato) desde el santuario de la virgen de Guadalupe (Moroleón) hasta la calle Jaime Nunó (Moroleón) o Miguel Martínez (Uriangato); a partir de ahí a ambas ciudades las separa una calle con nombres diferentes en cada acera: Pípila en el oriente (Uriangato) y Álvaro Obregón en el poniente (Moroleón) continuando al sur con 5 de febrero (Uriangato) o Netzahualcóyotl (Moroleón), a continuación el límite cruza la famosa línea divisoria entre las Avenidas 16 de septiembre (Uriangato) o Colón (Moroleón), continuándose con la Av. 16 de Septiembre (Uriangato) o Av. 12 de Octubre (Moroleón), el límite intermunicipal continúa en la calle Purépecha (Uriangato) o López Bermúdez (Moroleón), posteriormente continúa cruzando el terreno donde se encuentra la plaza textil metropolitana y más al sur con prolongación Madero (Uriangato) o Miguel Cerna Martínez (Moroleón) y la prolongación Madero (Uriagato) o Dr. García de Alba (Moroleón).
Al llegar a la ubicación del edificio Palmeras (bulevar Morelos) se encuentra la zona en disputa de las inmediaciones de la glorieta de la amistad, aquí el límite continúa hacia el sur y un  tramo de la misma avenida ubicada al norte de la glorieta la amistad tiene dos nombres: bulevar Morelos (Uriangato) y bulevar Agustín León (Moroleón), así mismo un tramo de la avenida ubicada al sureste de la glorieta de la amistad tiene también dos nombres: bulevar América (Moroleón) y bulevar Uriangato (Uriangato).
Otras avenidas circundantes a esta zona en disputa por ambos municipios se encuentran en la colonia La Joyita (Uriangato) o Fracc. Las Flores (Moroleón) como son las calles: Colima, Yucatán, Río Danubio, Circunvalación, prolongación Brasil, prolongación Argentina, prolongación Michoacán y el propio terreno donde se ubica de la terminal de autobuses de Moroleón. 
Posteriormente a esta zona, el límite municipal continúa detrás del centro comercial galerías metropolitana (Uriangato) hasta la intersección de las avenidas Río Grijalva (Moroleón) y Decreto 204 (Uriangato).
Otra zona de conflicto se encuentra en las inmediaciones del libramiento San Miguel Arcángel y el Bulevar Ponciano Vega, las colonias Magisterial y el Huanumo son territorio reclamado por ambos municipios, por otro lado, la población de La Soledad (Moroleón) limita con la población de Charándaro (Uriangato) por lo que el parque zoológico de Moroleón (conocido como áreas verdes), la casa Hipona y el club campestre Moroleón son territorio de Uriangato, pero reconocido por Moroleón como perteneciente a su municipio. 
A partir de ese punto, en la vialidad denominada ramal a la Soledad en el acceso al club campestre, el límite territorial se encuentra definido por la carretera Moroleón – Piñícuaro, ya que al oriente de esta vía de comunicación se encuentra el municipio de Uriangato y al poniente el municipio de Moroleón, en el extremo sur, el límite se encuentra marcado por las inmediaciones de la localidad de Rancho el Cerro (Uriangato) el cual colinda con El Salto (Moroleón), el cual a su vez comparte límite interestatal dentro de la localidad con el rancho Puerta del Salto (Cuitzeo). 
Numerosas han sido las modificaciones a los límites territoriales entre Uriangato y Moroleón, estas han creado conflictos políticos de carácter territorial importantes sobre todo en el siglo XX y la primera década del siglo XXI. Se ha intentado dar solución a los mismos, sin embargo, ha sido nulo el impacto en la resolución de dichos conflictos por lo que más que una solución legislativa se requiere una intervención de carácter política y social de fondo.
Por lo anterior no se vislumbra cercana la conclusión de este conflicto, sobre todo debido a que esta situación limítrofe va adquiriendo menos relevancia toda vez que desde 2010 adquiere mucha más importancia la integración de la zona metropolitana sobre la delimitación de ambos municipios, situación que hizo que el Gobierno del estado de Guanajuato integrara al municipio de Yuriria a esta zona Metropolitana.

### Hidrografía
El municipio de Uriangato se encuentra dentro de la región hidrológica Lerma-Chapala-Santiago que abarca el oriente del Estado de México, norte de Michoacán, sur de Guanajuato, sur de Nayarit así como el norte y oriente de Jalisco, la cuenca hidrológica a la que pertenece Uriangato es la cuenca Lagos de Pátzcuaro-Cuitzeo-Yuriria, perteneciente a dicha región hidrológica. El municipio está dividido por dos subcuencas, la cabecera municipal y el norte del municipio forman parte de la subcuenca de la laguna de Yuriria y el sur del municipio (El Cerro, La Cinta, La Peonía, El Derramadero, El Aguacate, Los Rodríguez, Los Zavala y la Lagunilla del Rico) pertenecen a la subcuenca de los Lagos de Pátzcuaro-Cuitzeo.
La corriente principal es el Río Huahuemba (inicia en el entronque del Bulevar Juárez y termina en la Presa de Huahuemba), este río se forma por la confluencia de dos arroyos: el Río Uriangato que viene de la Laguna de Cuitzeo y el Arroyo de Uriangato que proviene del centro de la ciudad de Moroleón y pasa a un costado de la plaza textil metropolitana en la calle Madero, ambos ríos se unen en la parte norte de los terrenos del auditorio municipal a la altura del entronque con el bulevar Juárez.
Se cuenta con algunos arroyos o escurrimientos solo visibles en temporada de lluvias, además de algunos bordos que se han creado para la captación de agua pluvial para consumo del ganado, un escurrimiento de especial importancia es el que viene de la prolongación Hidalgo y desemboca en el Río Huahuemba a la altura de la plaza de toros, ya que pasa por la zona más baja de la ciudad (central de autobuses y plaza de toros) y ocasiona inundaciones con frecuencia.
Respecto a los mantos acuíferos subterráneos, Uriangato es uno de los municipios con más agua del estado de Guanajuato, los recursos hidráulicos subterráneos de Uriangato pertenecen a la subregión Medio Lerma, abarcando más del 80 % de la superficie del municipio de Uriangato.

### Orografía
Uriangato forma parte del sur de la región conocida como "el Bajío" (en la región de los valles abajeños) que se caracteriza como una zona de terreno llano, ligeramente accidentado, interrumpido por algunos lomeríos y cerros aislados, destacando el Cerro Prieto, el Cerro de la Cruz de Huahuemba, el cerro del Capulín, el cerro del Comal y el cerro del Melón.
La superficie continental de Uriangato es de 116 km², de los cuales el uso de suelo se distribuye de la siguiente manera (año 2009): Agricultura 67 km², Pastizal 2 km², Vegetación secundaria 39 km², Áreas urbanas 6 km².
El terreno de tránsito del municipio se encuentra entre los 1806 m s. n. m. (ciudad de Uriangato) y 1860 m s. n. m. (localidad de El Aguacate). Las elevaciones principales son: El cerro del comal (2334 m s. n. m. ), el cerro del capulín (2329 m s. n. m. ), cerro Prieto (2154 m s. n. m. ).
El suelo es de tipo chernozem de color negro y chesnut, con predominio del primero. La precipitación pluvial anual promedio es de 800 mm., y se considera que las tierras de esta zona son de las más ricas del país para la actividad agrícola.
El análisis edafológico permite advertir que la unidad de suelo predominante es el vertisol pélico, el cual se caracteriza por grietas anchas y profundas que aparecen en época de sequía, es un suelo negro, arcilloso y pegajoso cuando está húmedo y muy duro cuando se seca.
La zona más baja del municipio se encuentra en el norte de la localidad de la Presa (1788 m s. n. m. ), mientras que la más alta corresponde al norte de la comunidad de la Lagunilla del Rico (2334 m s. n. m. ).
Su uso agrícola es extenso y productivo debido a la fertilidad, aunque su dureza dificulta la labranza y el uso de maquinaria agrícola toda la ribera del río Uriangato es un territorio muy fértil, sin embargo debido al crecimiento de la zona urbana estos territorios se han ido urbanizando paulatinamente pasando a ser fraccionamientos, el uso del suelo en las comunidades rurales es en gran parte agrícola.
La zona sur del municipio de Uriangato es una tierra con gran componente salitroso lo que dificulta su fertilidad para las actividades agrícolas y corresponde a la ribera norte del Lago de Cuitzeo y el sur de la comunidad de El Derramadero.

## Clima
El clima es Subtropical (semicálido y subhúmedo), con lluvias moderadas en verano y un invierno moderado con temperaturas que en promedio oscilan entre los 10 °C y los 15 °C.
Durante el año 2020 se ha registrado una temperatura mínima de 4.6 °C (5 de enero) y una temperatura máxima de 35.2 °C (9 de mayo), sin embargo durante el 80 % del año la temperatura oscila entre los 18 °C y los 23 °C, con un promedio de 20.4.°C.
La precipitación pluvial media es de 810.6 milímetros anuales. El viento es ligero en la región fluctuando entre los 0 y 5 km/h, el máximo de vientos sostenidos registrado en 2010 fue de 4.8 km/h (23 de febrero) y las rachas máximas de vientos fueron de 15.9 km/h (23 de febrero). No es zona de afectación importante de fenómenos meteorológicos (huracanes y frentes fríos) debido a que Uriangato, al igual que la región del Bajío se encuentra entre dos cordilleras que frenan los huracanes (Sierra Madre Occidental y Sierra Madre Oriental), por lo que aun cuando excepcionalmente se encontrara en la trayectoria de un Huracán los vientos de este llegarían solo con velocidad de Depresión Tropical. Respecto a los frentes fríos, la poca altura sobre el nivel del mar de la región del Bajío (de ahí su nombre), impide que la temperatura descienda por debajo de los cero grados.
| Parámetros climáticos promedio de Uriangáto | Parámetros climáticos promedio de Uriangáto | Parámetros climáticos promedio de Uriangáto | Parámetros climáticos promedio de Uriangáto | Parámetros climáticos promedio de Uriangáto | Parámetros climáticos promedio de Uriangáto | Parámetros climáticos promedio de Uriangáto | Parámetros climáticos promedio de Uriangáto | Parámetros climáticos promedio de Uriangáto | Parámetros climáticos promedio de Uriangáto | Parámetros climáticos promedio de Uriangáto | Parámetros climáticos promedio de Uriangáto | Parámetros climáticos promedio de Uriangáto | Parámetros climáticos promedio de Uriangáto |
| Mes                                         | Ene.                                        | Feb.                                        | Mar.                                        | Abr.                                        | May.                                        | Jun.                                        | Jul.                                        | Ago.                                        | Sep.                                        | Oct.                                        | Nov.                                        | Dic.                                        | Anual                                       |
| ------------------------------------------- | ------------------------------------------- | ------------------------------------------- | ------------------------------------------- | ------------------------------------------- | ------------------------------------------- | ------------------------------------------- | ------------------------------------------- | ------------------------------------------- | ------------------------------------------- | ------------------------------------------- | ------------------------------------------- | ------------------------------------------- | ------------------------------------------- |
| Temp. máx. abs. (°C)                        | 32.5                                        | 33                                          | 39.5                                        | 38                                          | 37.5                                        | 37                                          | 34                                          | 33                                          | 33                                          | 34                                          | 35                                          | 32                                          | '                                           |
| Temp. máx. media (°C)                       | 24                                          | 25.7                                        | 28.6                                        | 30.4                                        | 31.1                                        | 29.1                                        | 26.9                                        | 26.9                                        | 26.5                                        | 26.3                                        | 25.4                                        | 24.1                                        | 27.1                                        |
| Temp. media (°C)                            | 15.3                                        | 16.7                                        | 19.5                                        | 21.6                                        | 22.9                                        | 22.3                                        | 20.7                                        | 20.6                                        | 20.2                                        | 19                                          | 17                                          | 15.7                                        | 19.3                                        |
| Temp. mín. media (°C)                       | 6.7                                         | 7.6                                         | 10.4                                        | 12.8                                        | 14.7                                        | 15.5                                        | 14.5                                        | 14.3                                        | 13.8                                        | 11.7                                        | 8.5                                         | 7.3                                         | 11.5                                        |
| Temp. mín. abs. (°C)                        | -2.5                                        | -3.5                                        | 3                                           | 7                                           | 9                                           | 10.5                                        | 10                                          | 10                                          | 4                                           | 4                                           | -2                                          | -0.5                                        | '                                           |
| Precipitación total (mm)                    | 21                                          | 11                                          | 12                                          | 16                                          | 38                                          | 132                                         | 180                                         | 186                                         | 132                                         | 56                                          | 11                                          | 11                                          | 805                                         |
| Días de precipitaciones (≥ 1 mm)            | 2.3                                         | 1.7                                         | 1.8                                         | 2.5                                         | 5                                           | 12                                          | 16.5                                        | 16.2                                        | 12.2                                        | 5.5                                         | 2                                           | 2.1                                         | 79.8                                        |
| Fuente:                                     |                                             |                                             |                                             |                                             |                                             |                                             |                                             |                                             |                                             |                                             |                                             |                                             |                                             |

## Flora

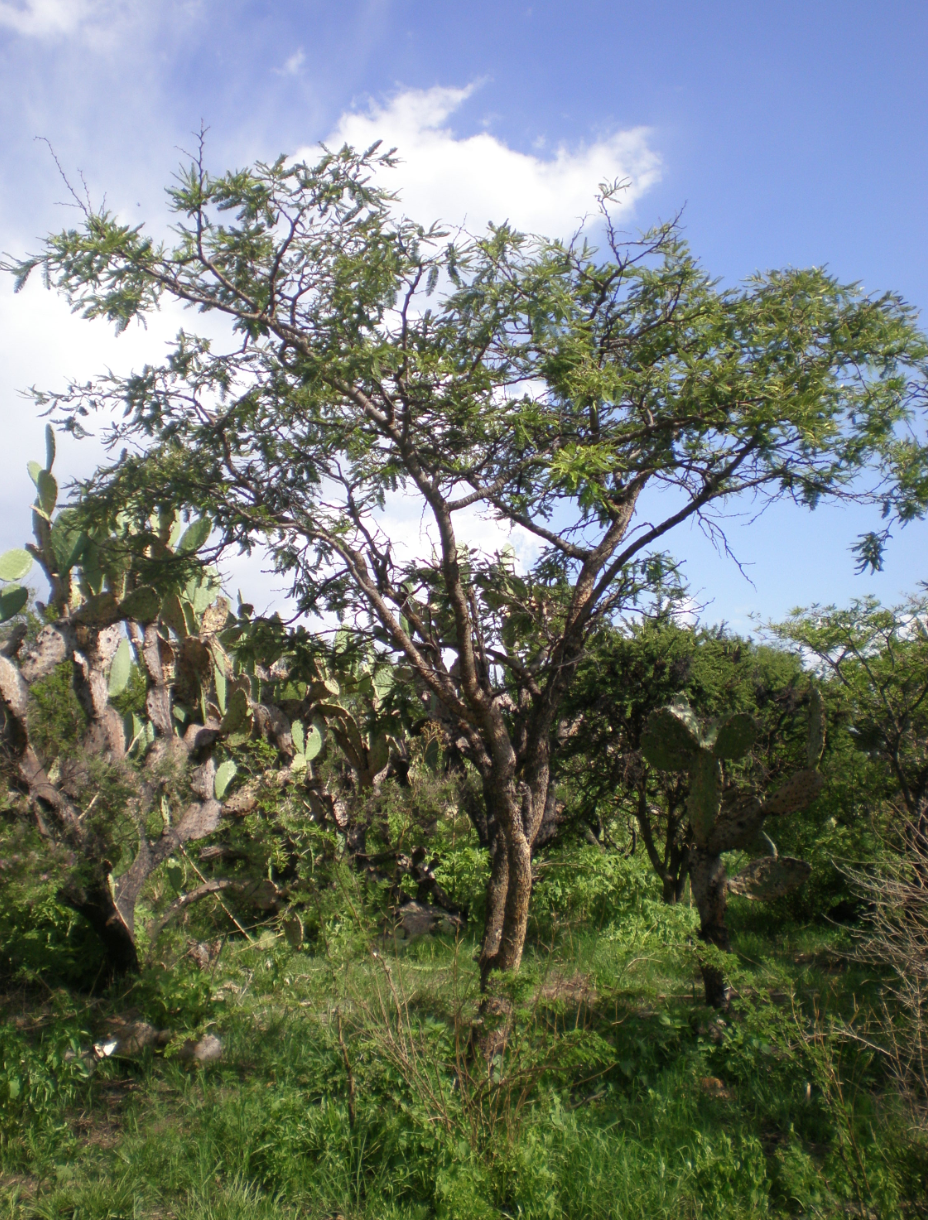
Huizache y nopaleras flora nativa de Uriangato.

La flora del municipio de Uriangato se caracteriza por su abundante vegetación típica del bioma templado de transición entre los bosques húmedos de Michoacán y la estepa del Norte de Guanajuato.
La especie más abundante es el Mezquite, seguido de otras especies como el encino, cazahuate, huizache, higuerilla, nopal, palobebo, palodulce, guamúchil, apulinillo, papelillo, navajita, zacatón, pata de gallo, tresbarbas, lanudo, flechilla de amor, búfalo, diente de león, tempranero. Actualmente son abundantes sobre todo en la zona urbana algunas especies introducidas de otras regiones el más abundante es el laurel de la India, seguido de especies como el eucalipto, el laurel, el fresno, el sauce, la camelina, el hueledenoche, el árbol de hule, la jacaranda, el pino, la palmera, la datilera, el órgano y algunos árboles frutales entre los más frecuentes se encuentran el limón, el naranjo, el aguacate, el mango, el guayabo y la granada.
Alrededor del área urbana, se encuentra una amplia zona de uso agrícola, principalmente de cultivos de riego y en menor medida cultivos de temporal. También pueden encontrarse matorrales y pastizales, nopaleras y cardonales en las zonas rurales. Por mucho el principal cultivo es el maíz, seguido del garbanzo, la alfalfa, el trigo, el frijol y en menor proporción las hortalizas.
Los tipos de uso de suelo localizados en el municipio de Uriangato son: agricultura, matorral y pastizal.

## Fauna

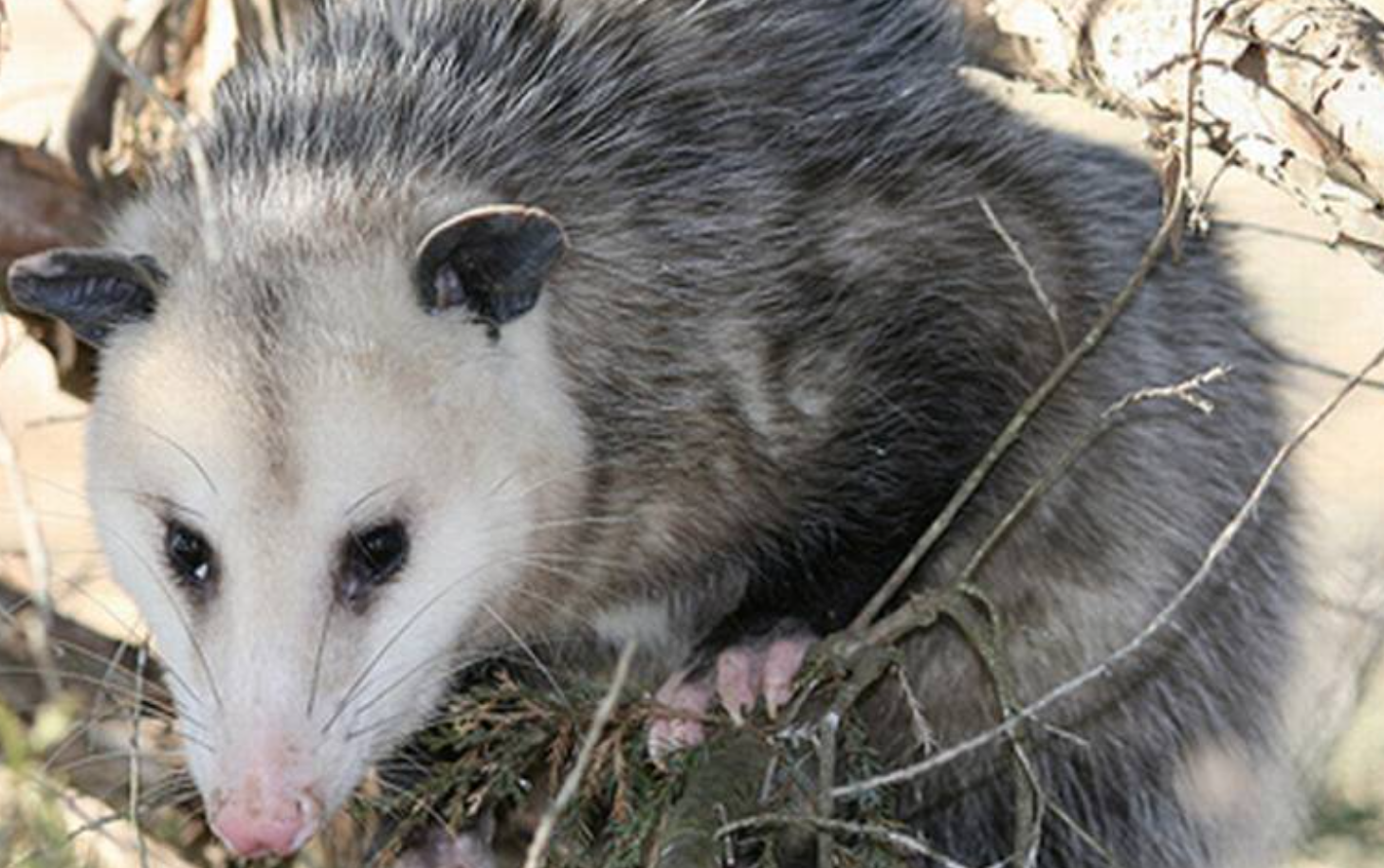
Tlacuache, fauna nativa de Uriangato.

La fauna silvestre del municipio, aún se puede considerar abundante, ya que aunque algunas especies han migrado por el crecimiento urbano, la mayoría aún se pueden encontrar, como es el caso del gorrión, la paloma huilota, el cardenal, la calandria, el petirrojo, la codorniz, el cenzontle, el cuervo, el correcaminos y la aguililla. Algunos mamíferos como el conejo, la ardilla, el tejón, el tlacuache, el topo, la rata de campo, el coyote, el zorrillo y la tuza. Así como reptiles como la víbora de cascabel, el coralillo, el camaleón, la lagartija, el hocico de puerco y la salamandra.
Dentro de las especies de corral se encuentran principalmente la gallina, el guajolote, el avestruz, la torcaza, el gallo, el cerdo, el caballo, el asno, las cabras y los borregos.

## Aspectos electorales

### Geografía electoral
Uriangato es la sede del Distrito Electoral Federal X que comprende los municipios de: Tarimoro, Salvatierra, Santiago Maravatío, Yuriria, Moroleón y Uriangato.
Lo anterior fue modificado en la reconfiguración de distritos electorales federales realizada en 2010, ya que anteriormente la sede del distrito se encontraba en Yuriria, sin embargo al ser Uriangato la cabecera municipal más poblada de la región la sede del distrito electoral se cambió. 
Uriangato pertenece al Distrito Electoral Estatal XX con sede en Yuriria que incluye a los municipios de: Santiago Maravatío, Yuriria, Moroleón y Uriangato.

## Desarrollo humano

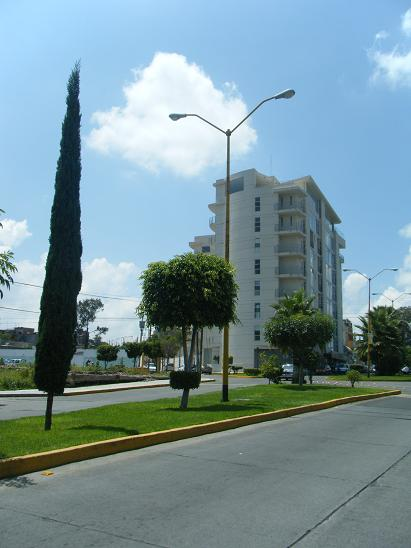
Edificio Palmeiras en Uriangato.

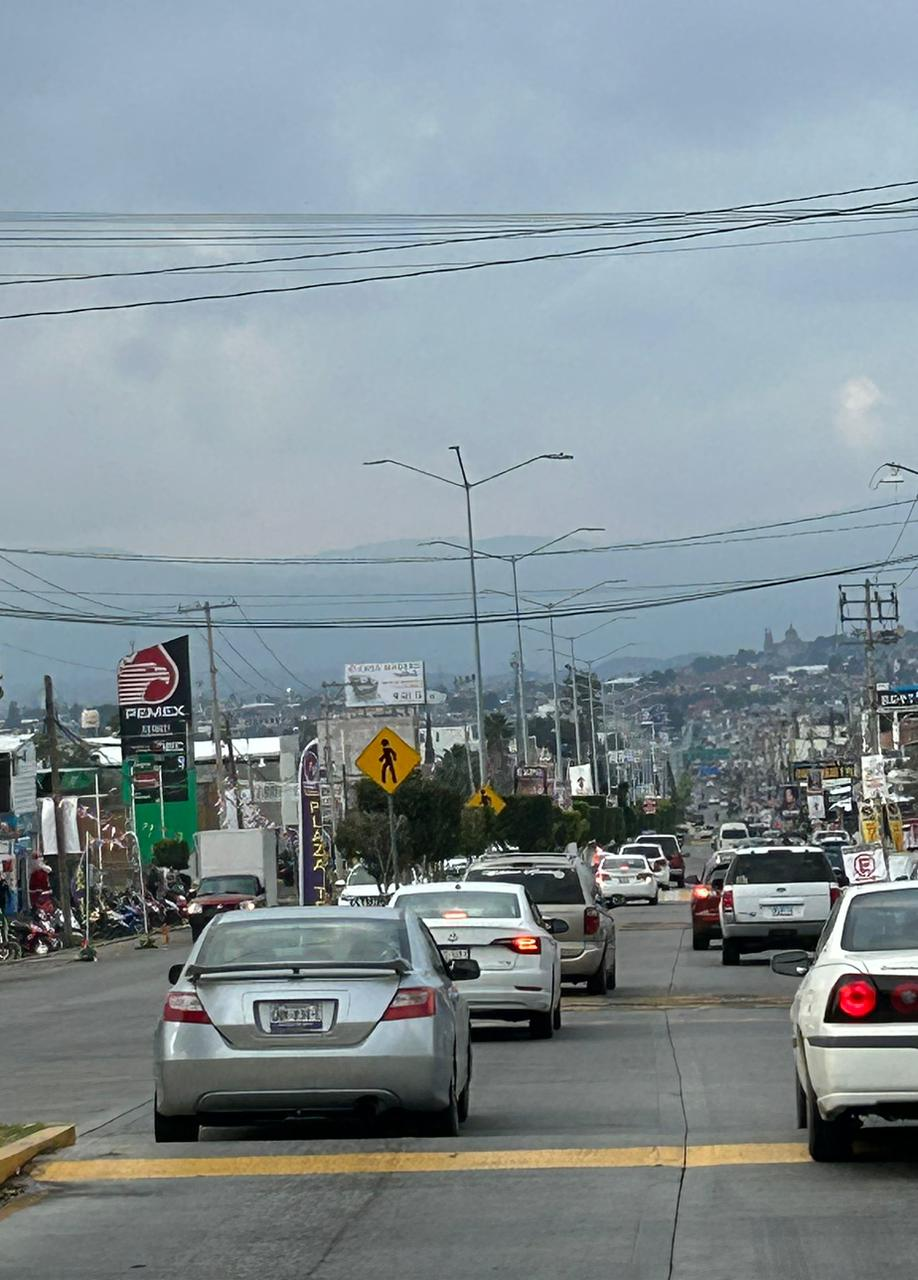
Blvd Leovino Zavala en Uriangato.

De acuerdo al informe de la ONU/PNUD para el desarrollo humano 2015, Uriangato es un municipio de desarrollo humano alto.
El índice de desarrollo humano es de 0.707 (escala del 0 al 1), este indicador se construye con 3 índices que miden el estado general de la población en tres diferentes aspectos (esto se encuentra estandarizado a nivel mundial por la ONU):
El índice del componente de salud es de 0.838. El índice del componente de educación es de 0.569. El índice del componente de ingreso económico es de 0.742.
Esto sitúa al municipio en el lugar 812 a nivel nacional (2456 municipios de México) y 11 a nivel estatal (46 municipios de Guanajuato). En el estado de Guanajuato los primeros lugares pertenecen a Celaya (0.779) y León (0.776), mientras que los últimos lugares pertenecen a Jerécuaro (0.622) y Xichú (0.603).
Dentro del municipio la localidad de mayor desarrollo humano es la cabecera municipal y las localidades con menor desarrollo humano son: Los Rodríguez, La Lagunilla del Rico y La Lagunilla del Encinal.
En el año 2015, un habitante de Uriangato en promedio percibía 2,430 dólares al año (48 114 pesos), lo que ubica al municipio en el lugar 620 a nivel nacional (2456 municipios de México) y 15 a nivel estatal (46 municipios de Guanajuato) en cuanto a los municipios con mayor ingreso económico promedio (ingreso per cápita).
Uriangato, al igual que toda la zona sur de Guanajuato es considerado por CONAPO como un municipio con alta intensidad migratoria, pues más del 10 % de los hogares son receptores de remesas de Estados Unidos, situación que ha mejorado notablemente la calidad de vida de los Uriangatenses, sin embargo, esto ha ocasionado un fenómeno de polarización urbana de la población, generando que las localidades rurales se encuentren semivacías debido al éxodo masivo de mano de obra rural a Estados Unidos. En el tercer trimestre de 2023, Uriangato registró un monto de remesas de 35 millones de dólares, lo que representa que en Uriangato se reciban anualmente más de 130 millones de dólares en remesas. 
Sin embargo, en la zona urbana del municipio, el crecimiento poblacional, así como el desarrollo humano y económico se ha visto impulsado por la industria textil y el comercio tanto textil como de bienes diversos que hacen que esta ciudad y su zona metropilitana sean el principal proveedor de bienes y servicios de la región.

## Migración

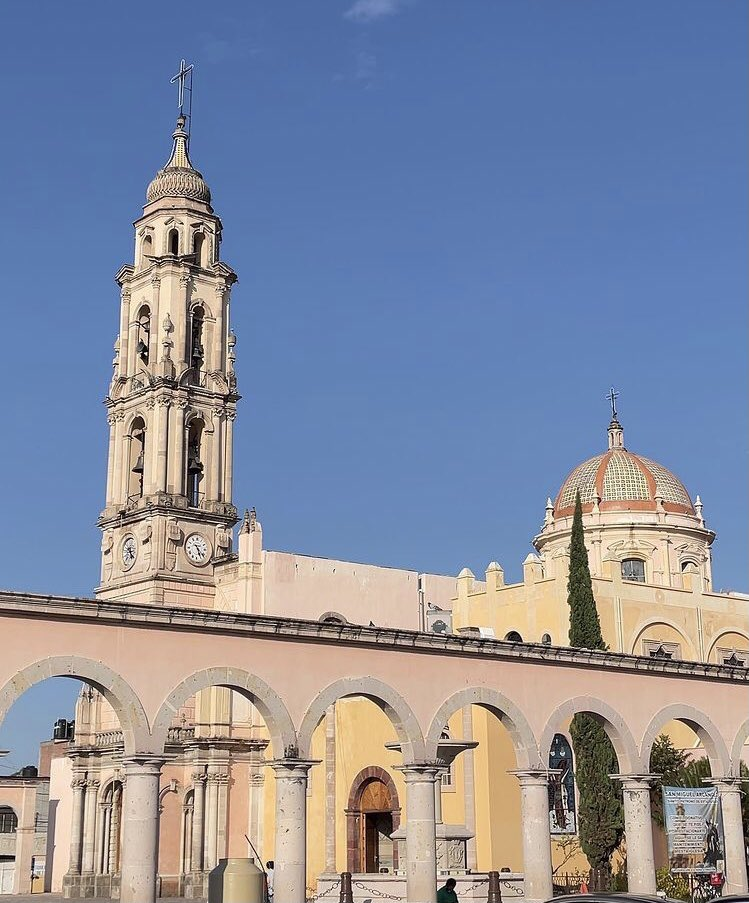
Centro histórico de Uriangato.

Los datos migratorios son difíciles de cuantificar y se realizan mediante estimaciones de la Secretaría de Relaciones Exteriores y el Instituto Nacional de Migración. De acuerdo a estas estimaciones de migración publicadas por el Consejo Nacional de Población CONAPO y el Instituto Nacional de Migración se estima que un equivalente a 35 % de la población de los municipios del sur de Guanajuato vive en Estados Unidos, lo que nos hace inferir que en Estados Unidos residen 20 000 Uriangatenses quienes radican de manera permanente en Estados Unidos por estado de residencia: Illinois 24 %, California 21 %, Texas 17 %, Misuri 10 %, Pensilvania 4 %, Nueva Jersey 4 %, Nueva York 3 %, Delaware 3 %, Florida 3 % y otros estados 11 %.
En algunas localidades el efecto migratorio ha sido masivo, el caso más significativo es la localidad de El Derramadero cuya población en 1980 era de 3500 habitantes y en 2010 vivían menos de 1000 personas. Otras localidades donde el fenómeno también ha cobrado fuerza significativa son: El Charco, Rancho El Cerro, La Peonía, La Cinta, El Aguacate, La Lagunilla del Rico, La Lagunilla del Encinal y El Comal. En las localidades del norte de Uriangato como Cupuato, La Presa y Huahuemba.
En la zona urbana el fenómeno no es tan notorio debido a que la inmigración de habitantes de otros municipios hacia Uriangato por cuestiones comerciales, compensa el flujo de migrantes del municipio de Uriangato hacia los Estados Unidos.

## Actividades económicas

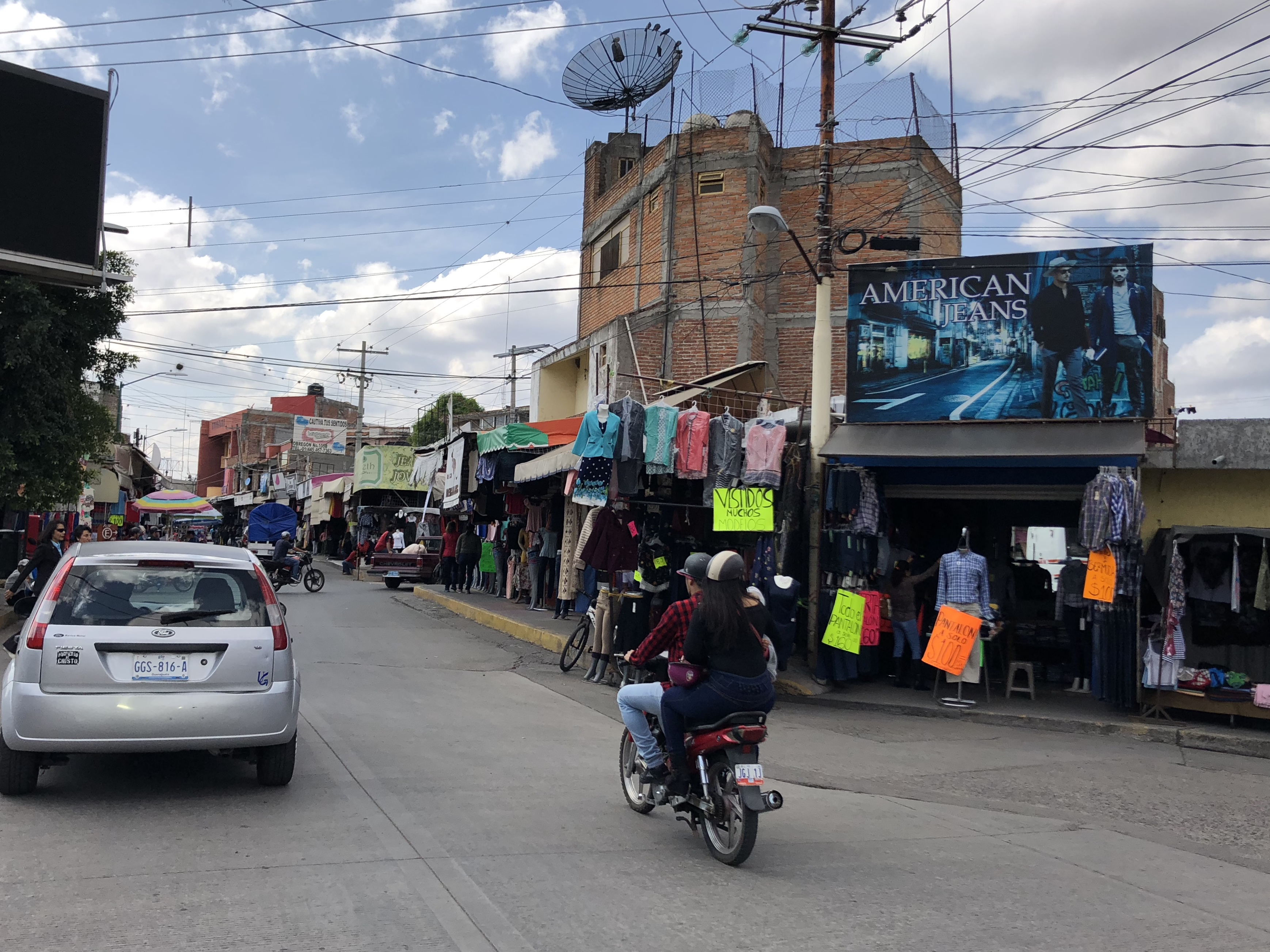
Locales de ropa de la zona comercial de Uriangato, Gto.

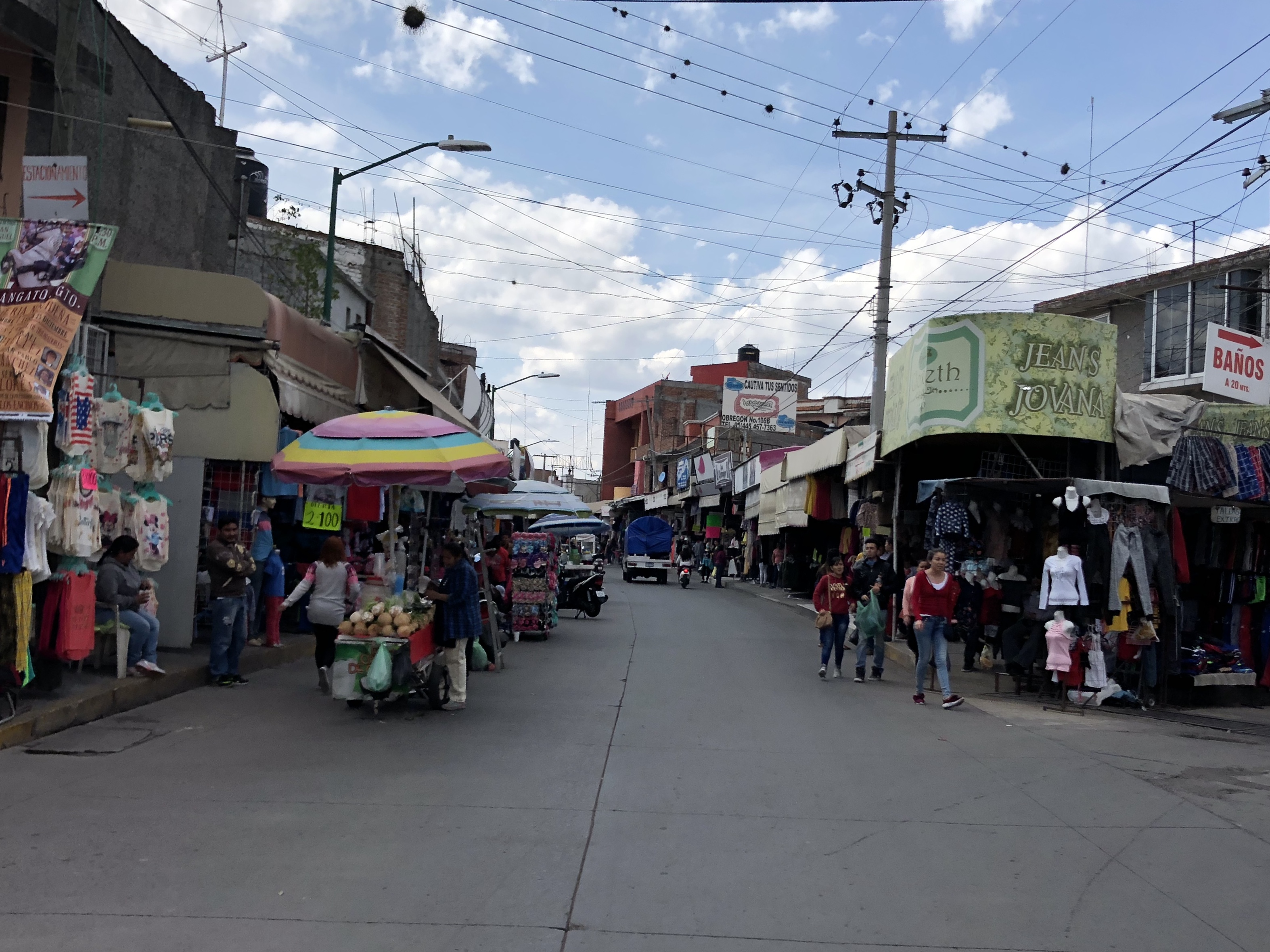
Comercio textil en Uriangato.

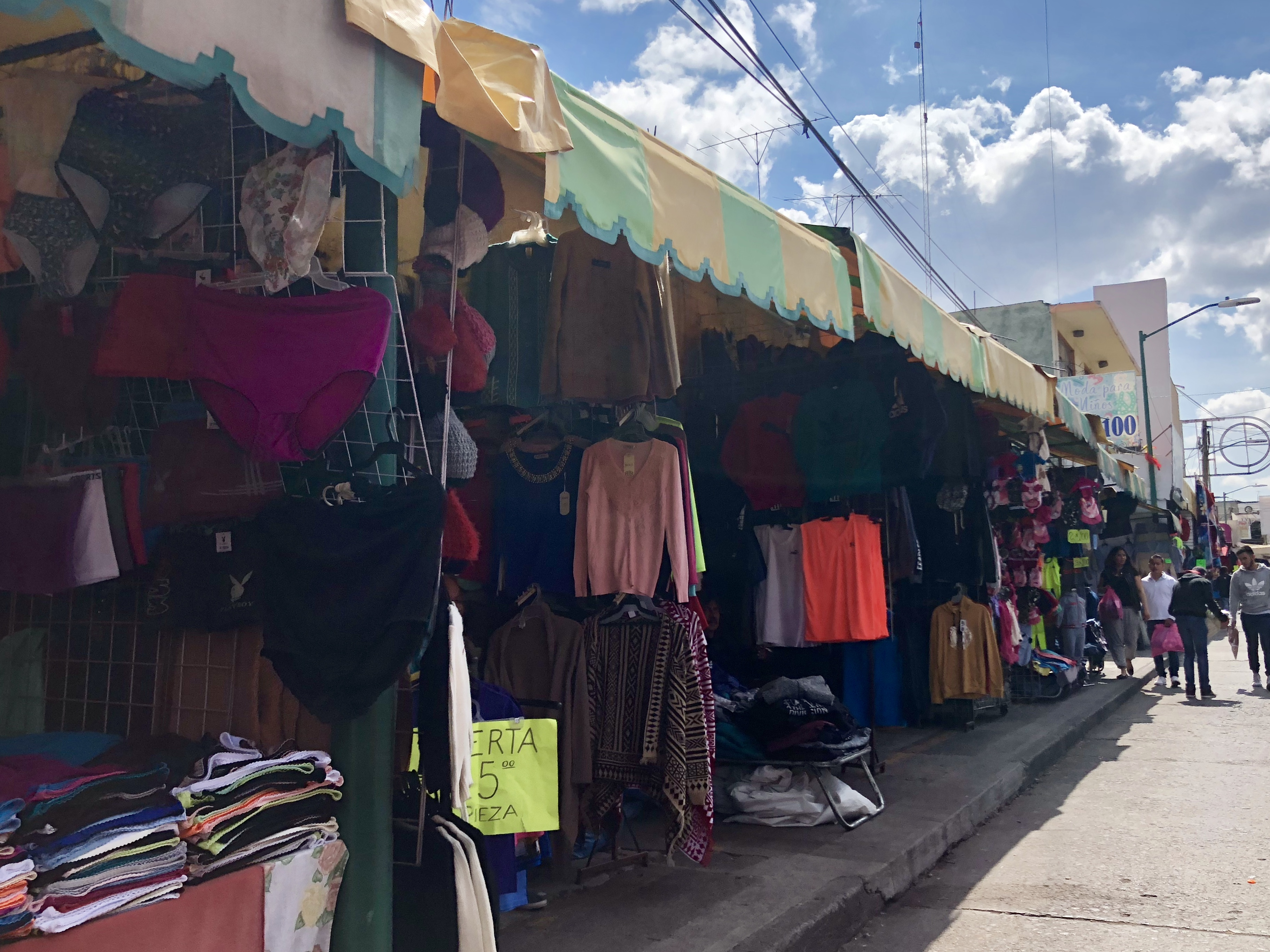
Prendas de ropa vendidas en Uriangato.

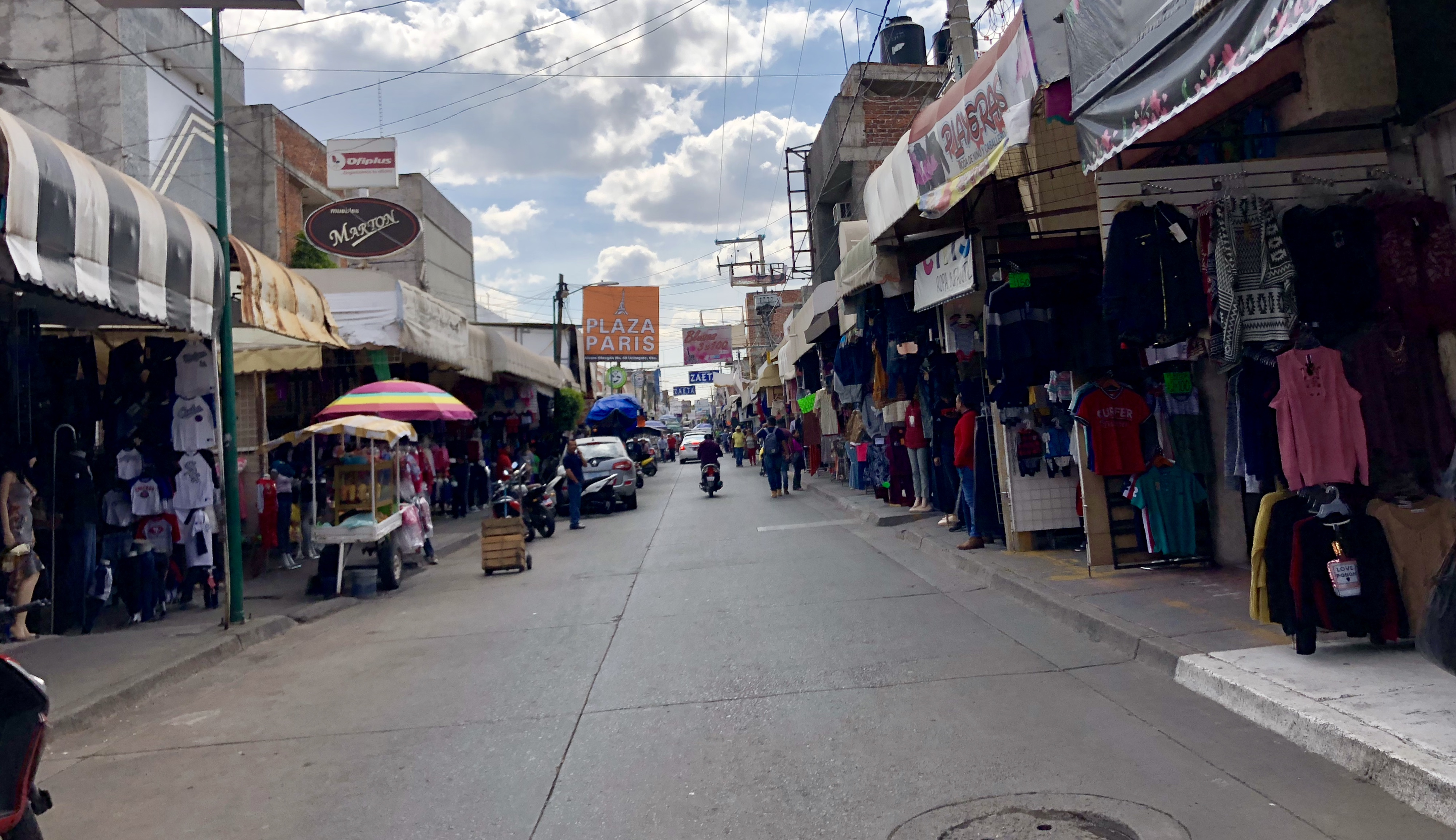
Prendas de ropa vendidas en Uriangato.

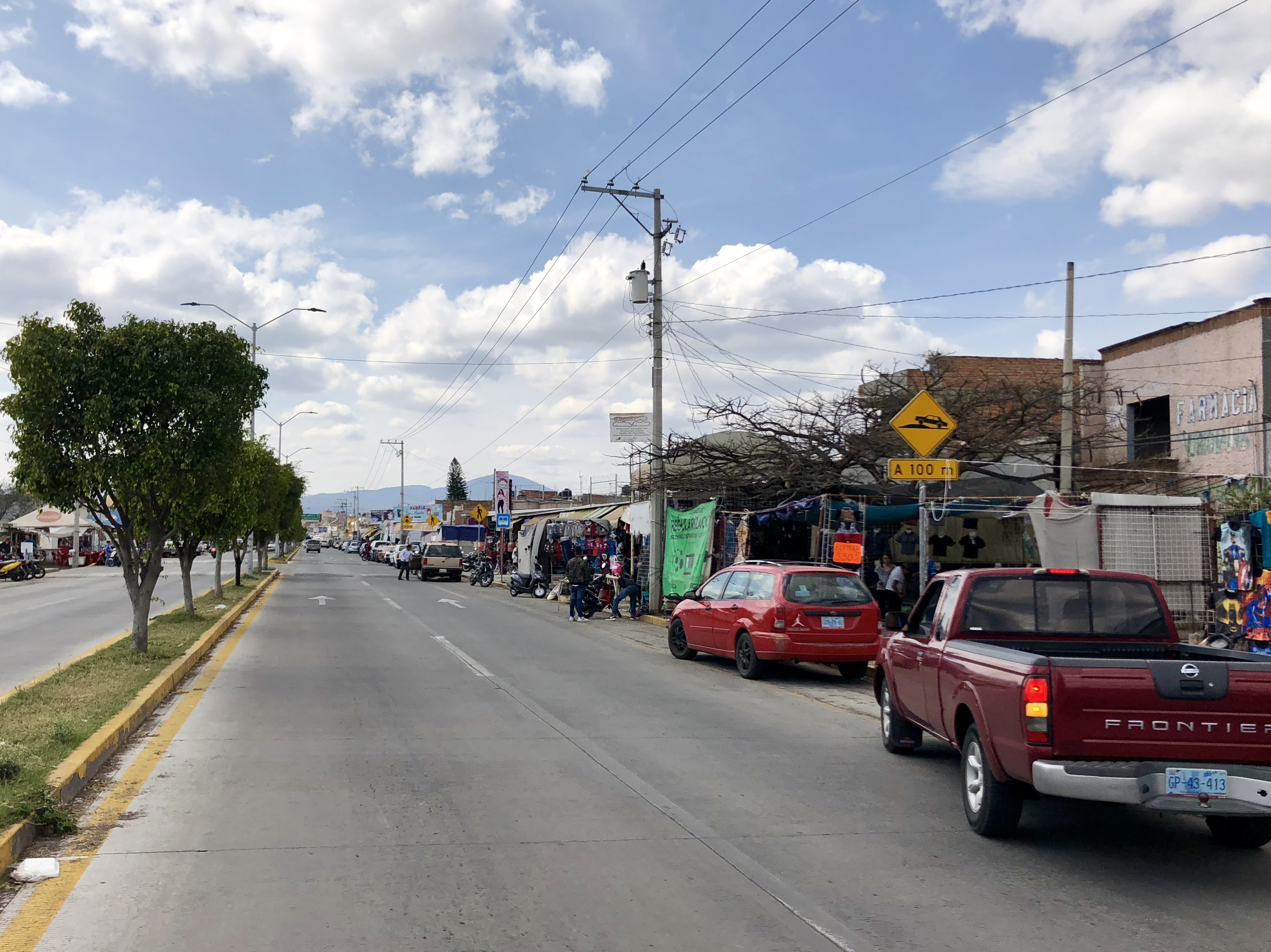
Corredor comercial textil: Bulevar Leovino Zavala.

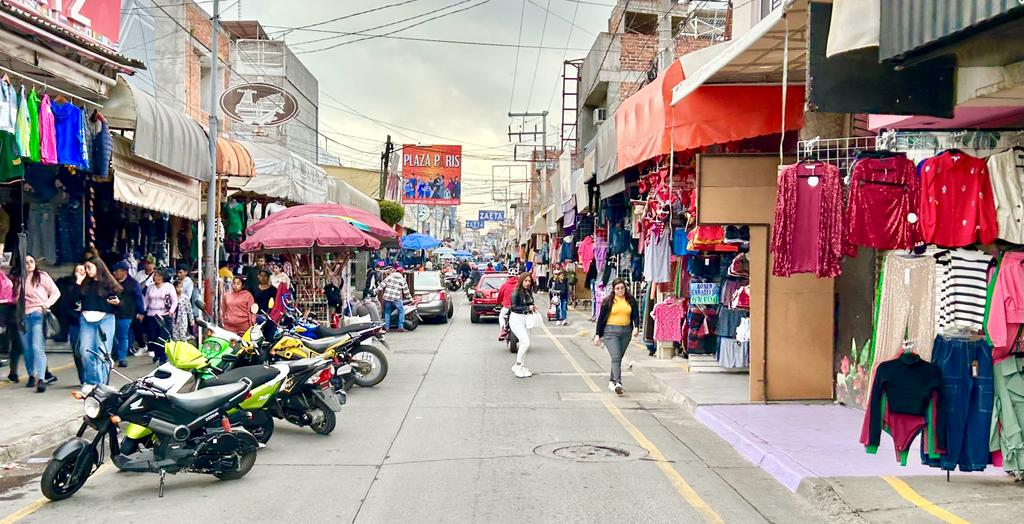
Corredor comercial textil: Av. Álvaro Obregón en Uriangato.

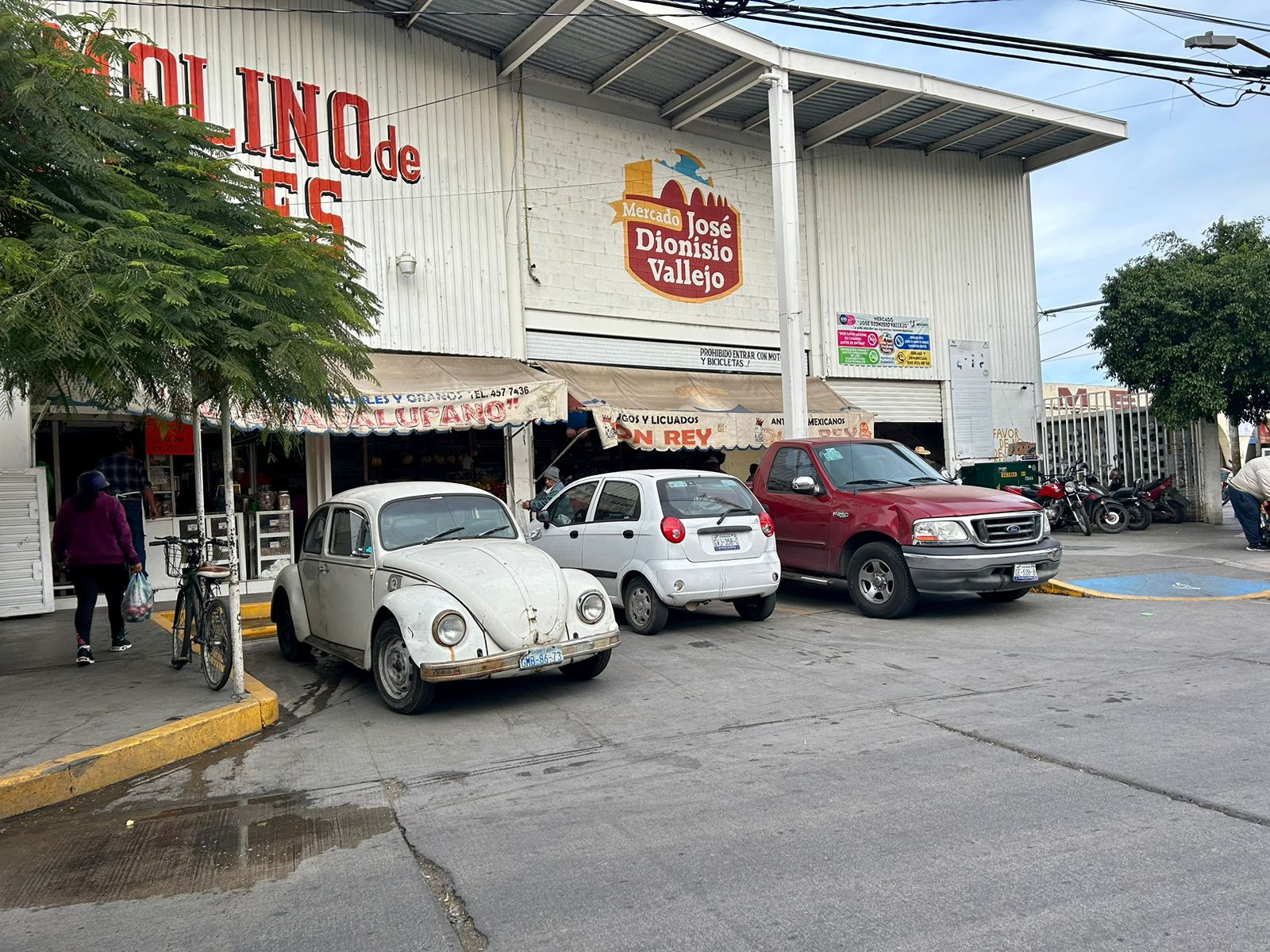
Mercado municipal de Uriangato.

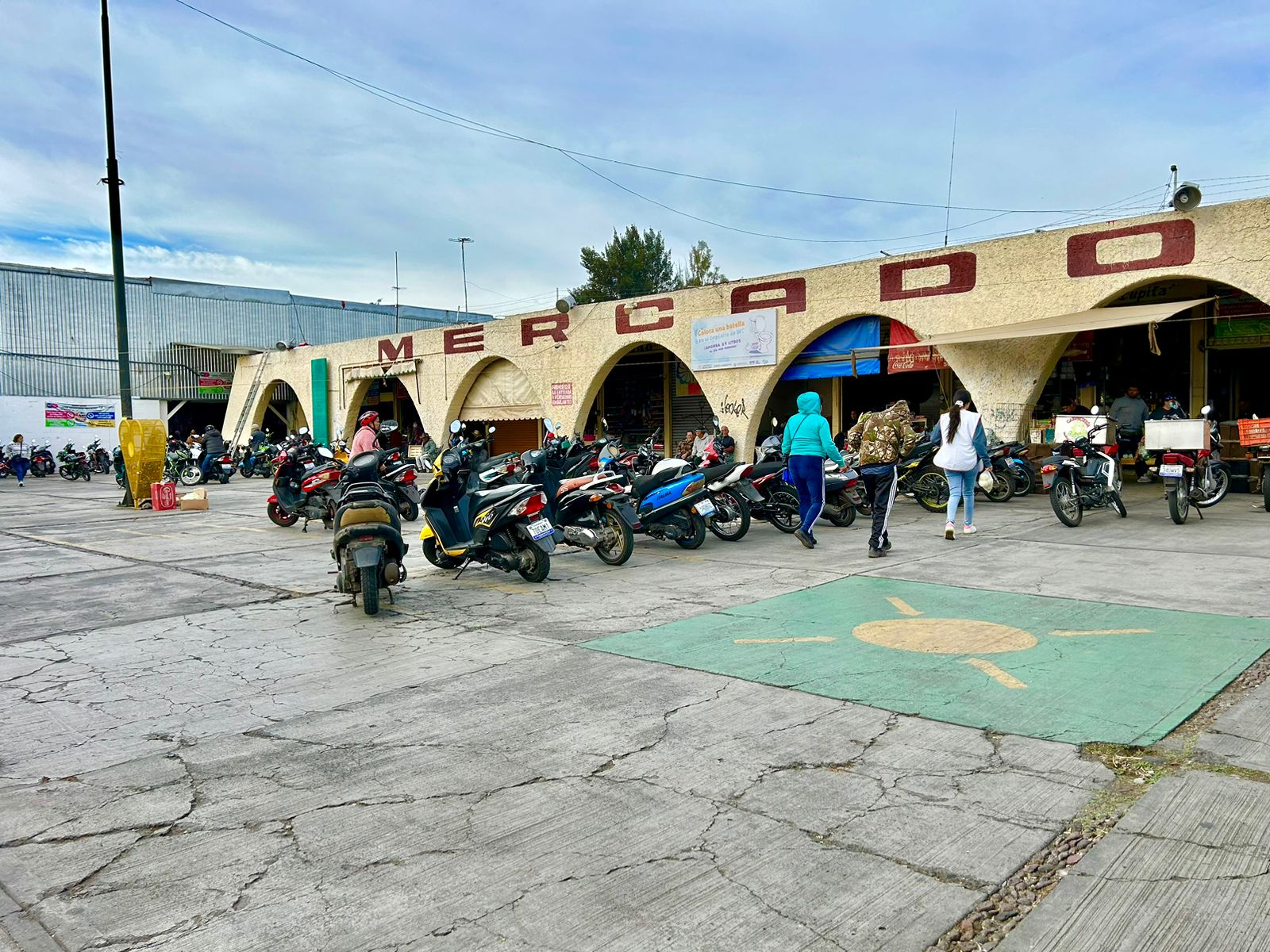
Explanada del mercado Uriangato.

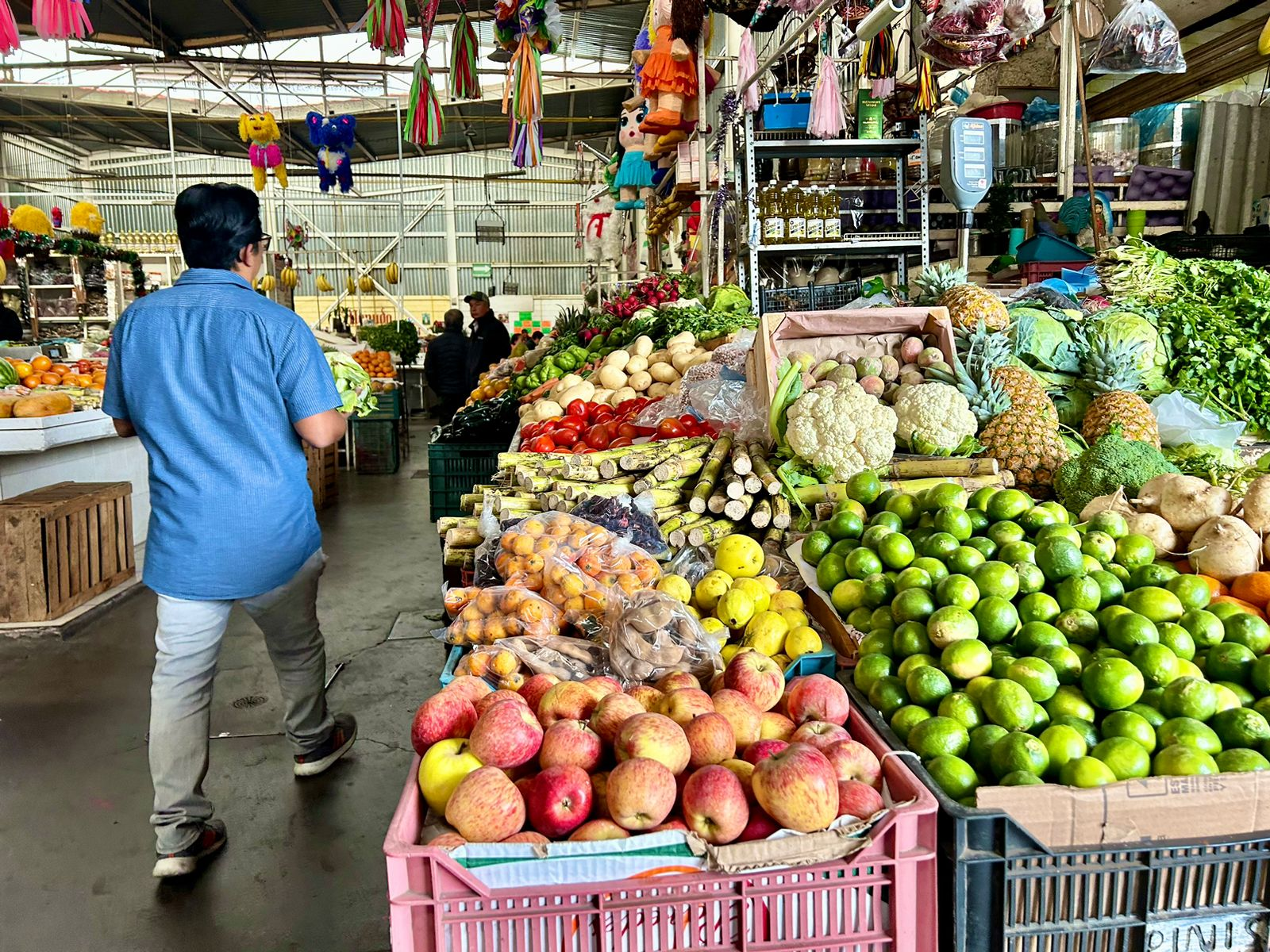
Comercio de frutas y verduras en mercado de Uriangato.

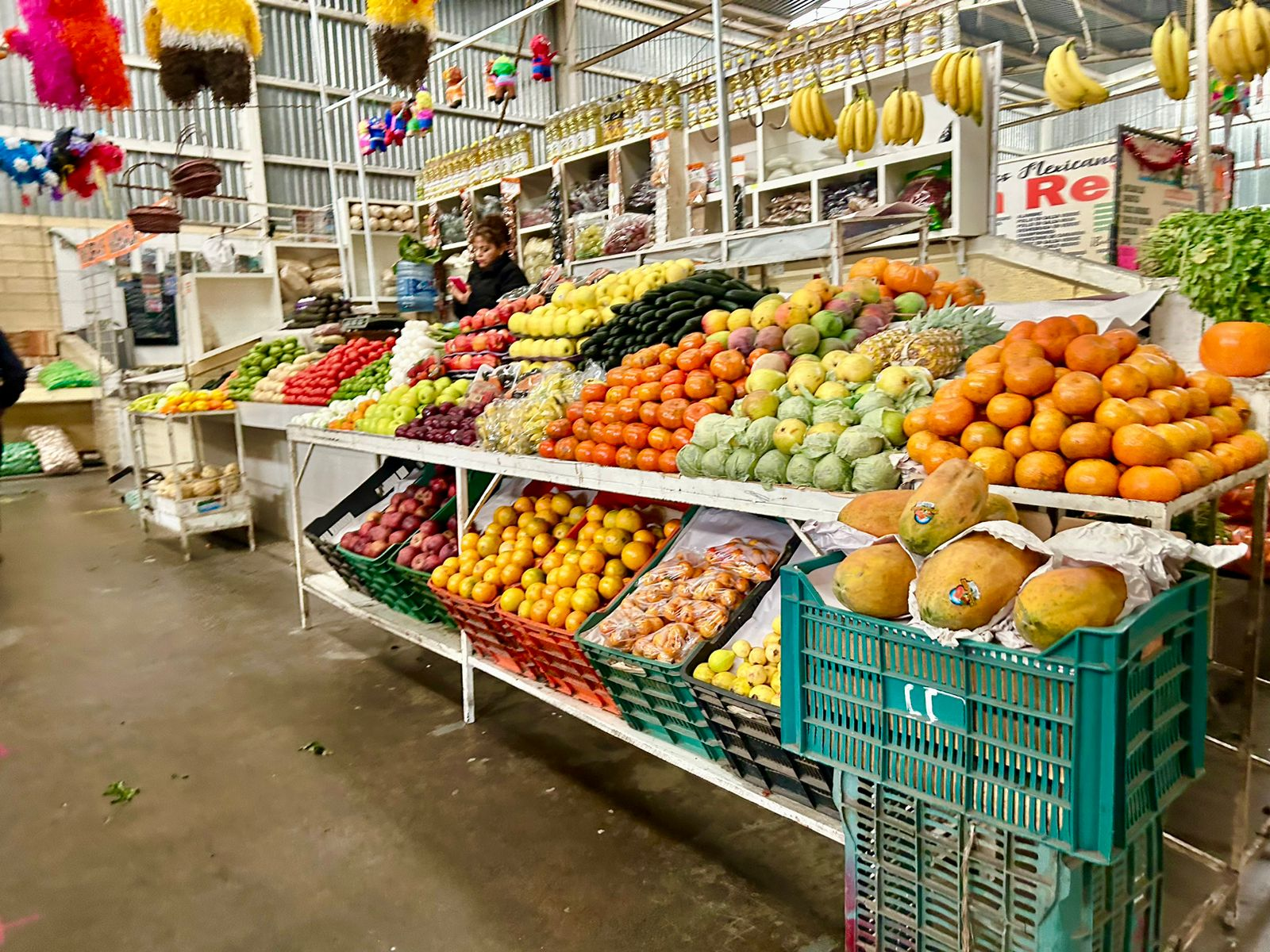
Interior del mercado de Uriangato.

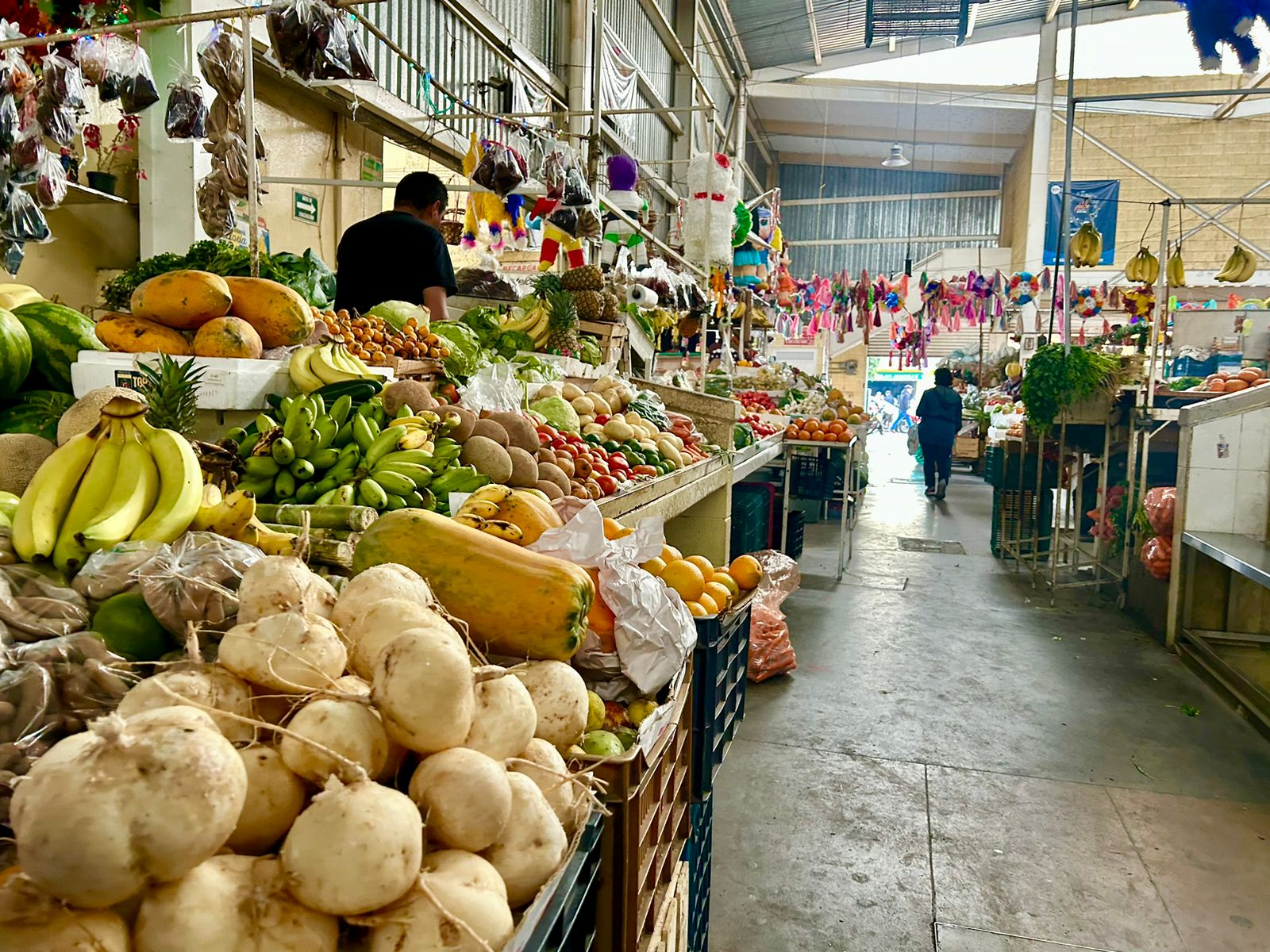
Comercio en el mercado de Uriangato.

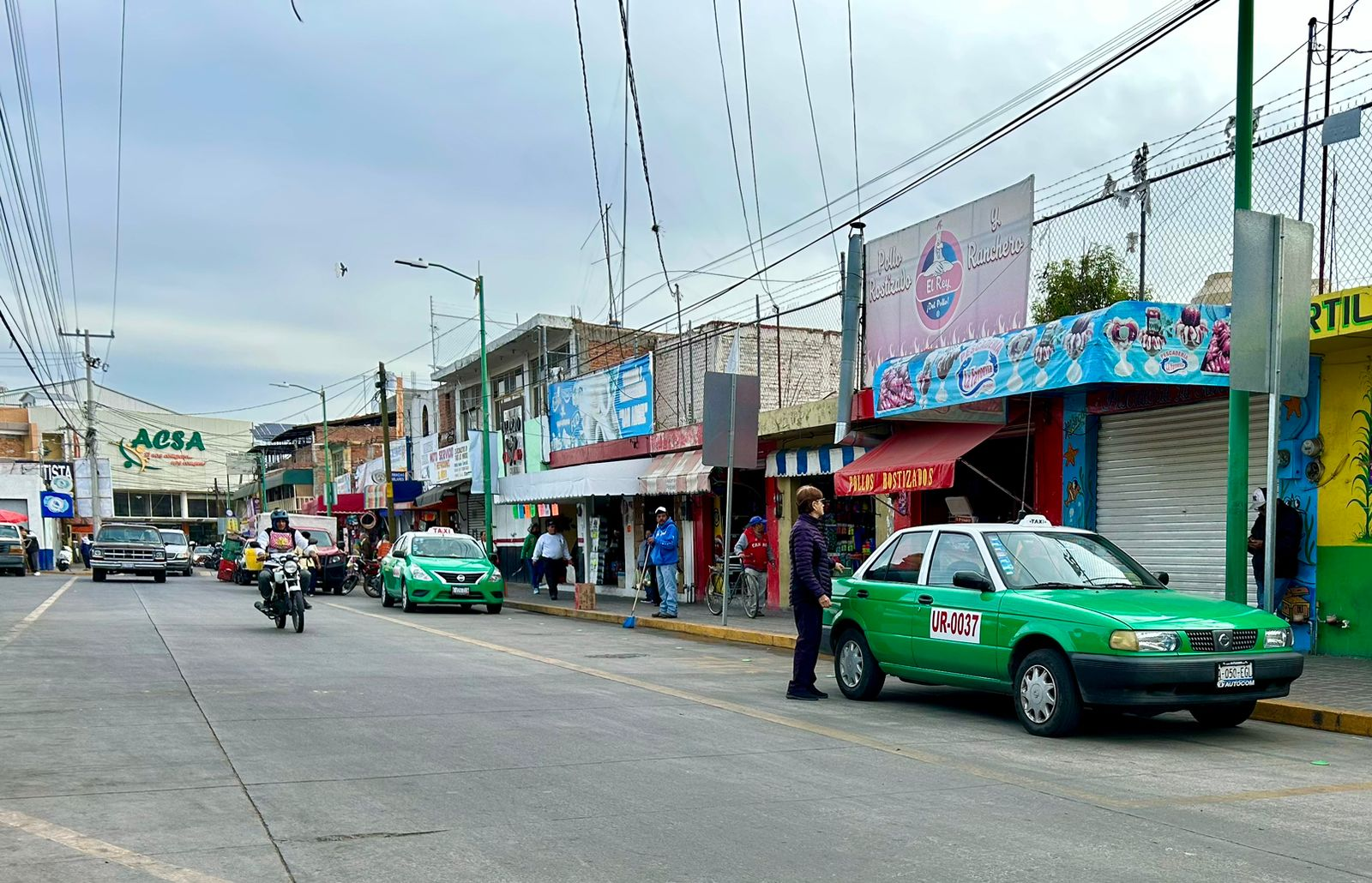
Zona comercial del mercado de Uriangato.

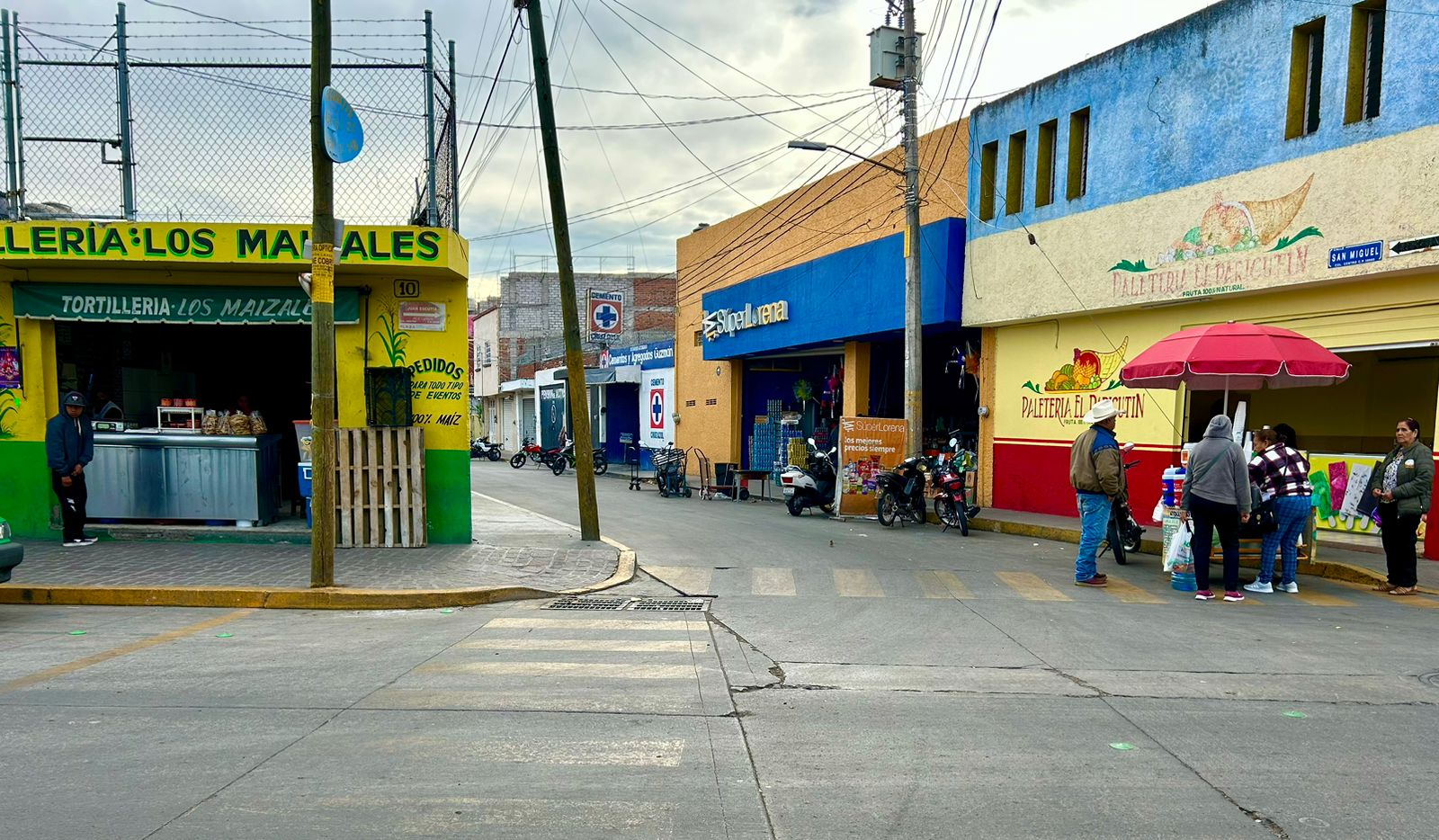
Zona comercial del mercado de Uriangato.

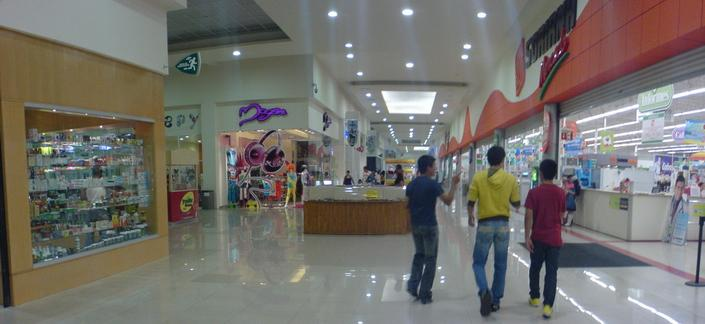
Interior de Galerías Metropolitana en Uriangato.

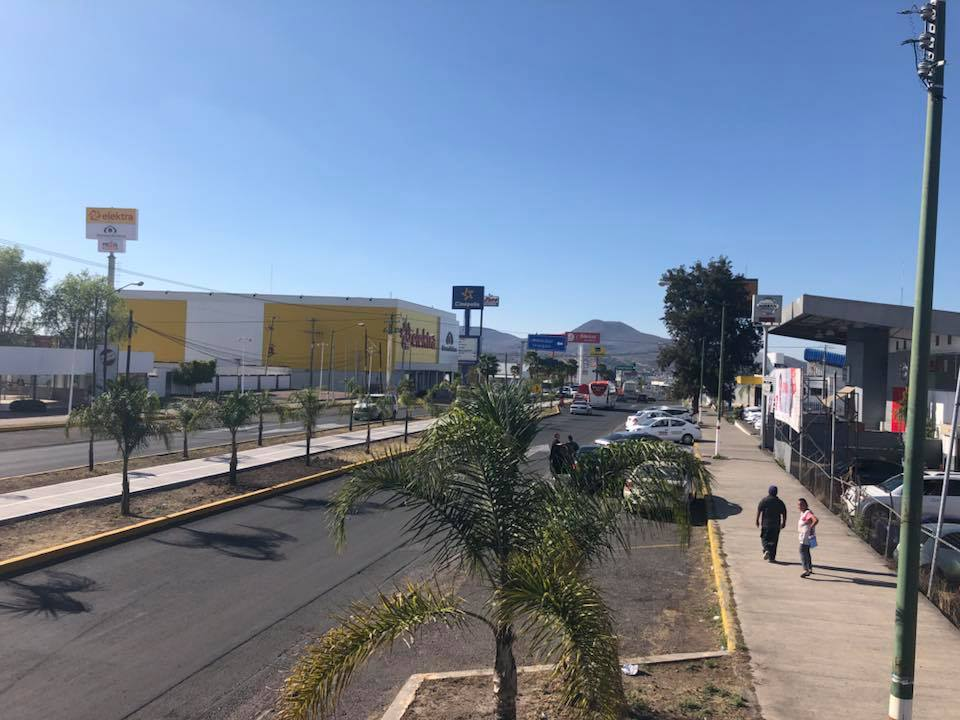
Centro comercial Galerías Metropolitana.

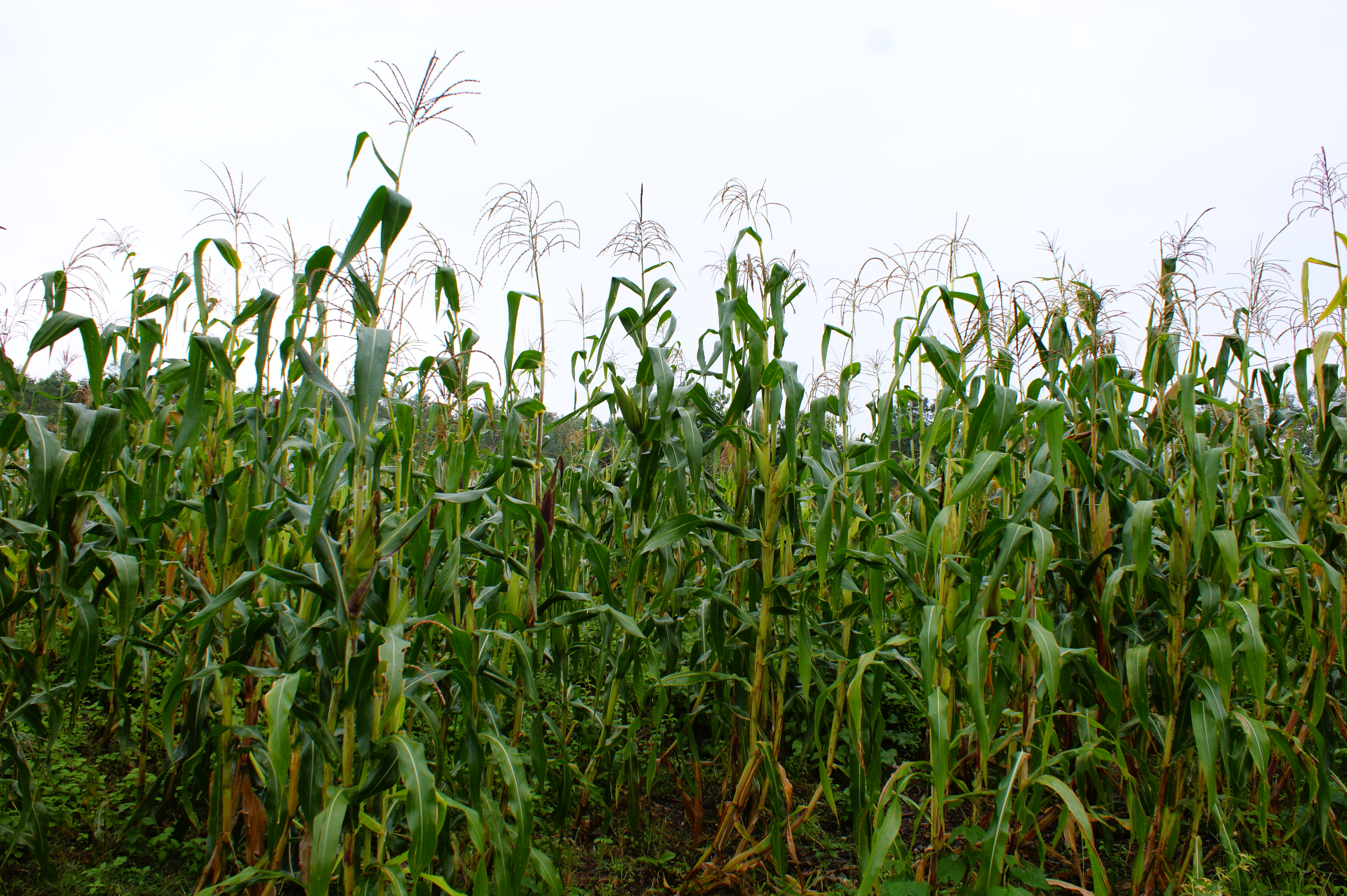
Maíz, principal cultivo de temporal en Uriangato.

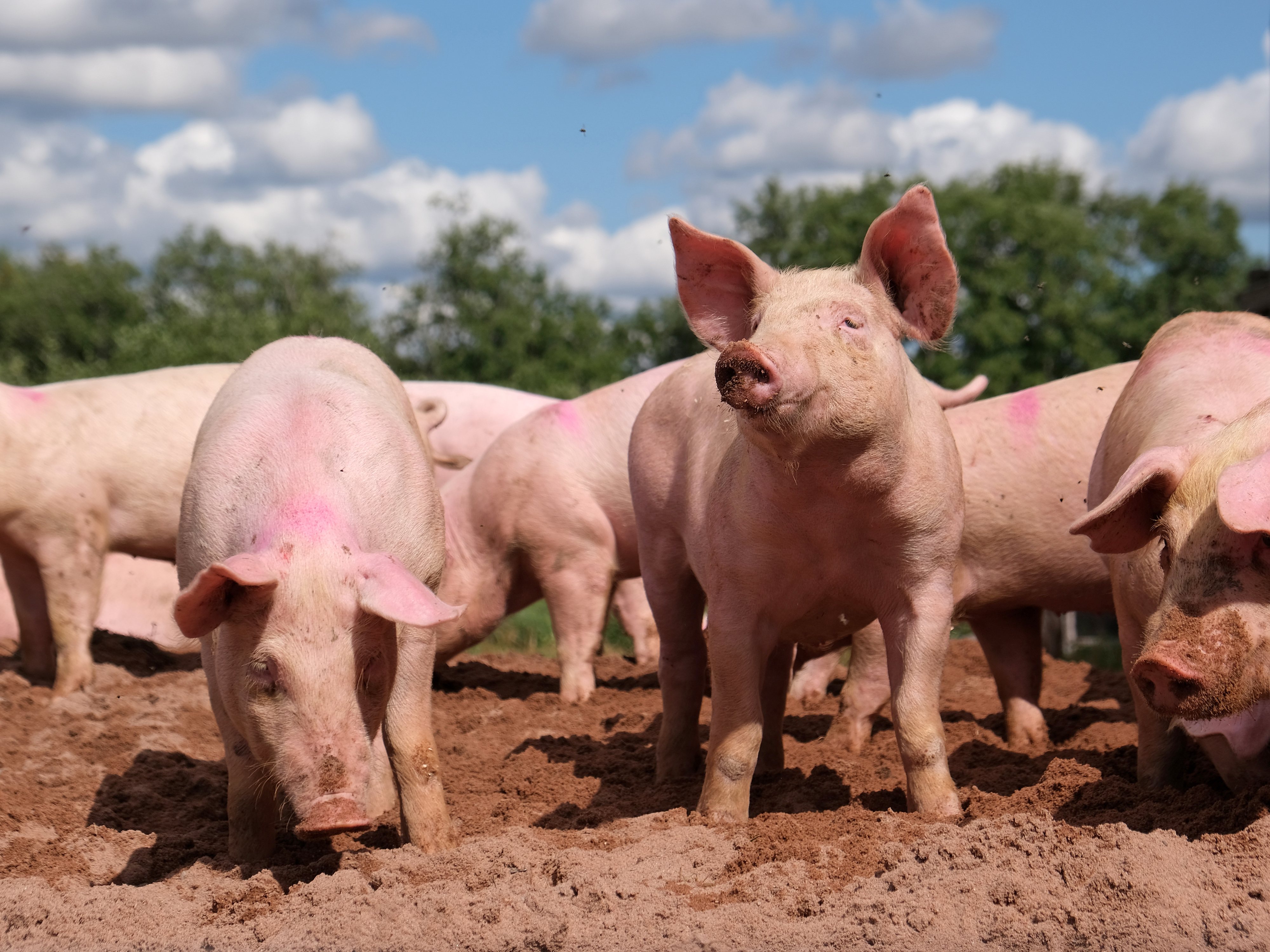
Ganadería Porcina, principal actividad ganadera de Uriangato.

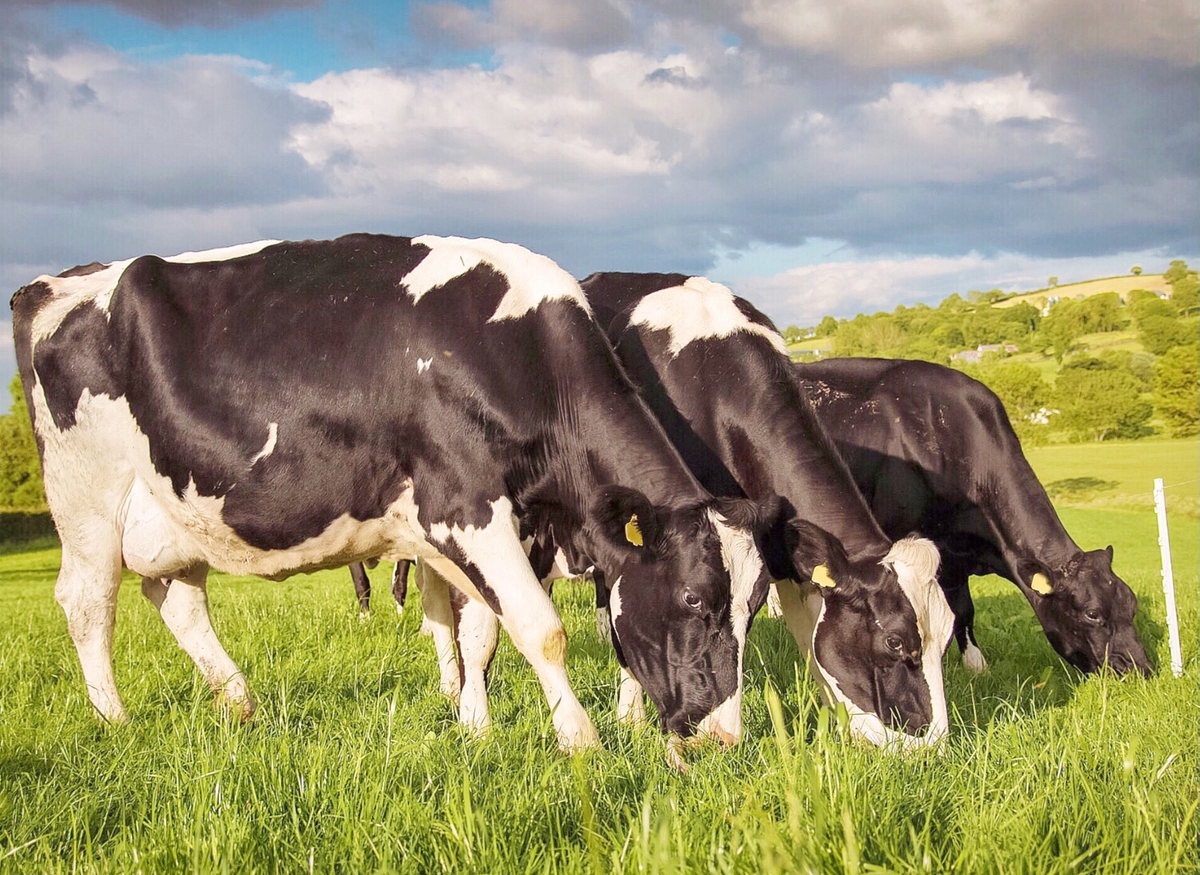
Ganado vacuno, la segunda actividad ganadera de Uriangato.

### Antecedentes
Durante la guerra de Independencia de México los lugares donde se llegaba a concentrar la actividad comercial se vieron abandonados en gran medida por el temor a la guerra, este fue el caso de Yuríria en el año de 1815, cuando el Padre Torres incendió el poblado, ocasionando con ello que los comerciantes establecidos en ese punto huyeran hacia otros lugares, encontrando en San Miguel Uriangato un sitio menos expuesto a los inconvenientes de la guerra. Terminada la guerra (1821) Yuríria reclamó que el comercio regresara a su plaza, lo que no logró y dio pie a que los vecinos de ambas poblaciones se enemistaran, acentuándose aún más este problema con la tendencia de Uriangato de separarse de Yuríria, queriendo hacerse cabecera de los pueblitos de San Lucas, Curumbatío y Piñícuaro. Puede considerarse este hecho como el inicio de la actividad comercial e industrial en esta ciudad. Esto lo podemos observar en algunos documentos, que muestran que entre los años 1842-1846 se llevaban a vender a otros lugares como a las ciudades de México y Puebla, productos Uriangatenses como: rebozos y cerdos principalmente, así como camballa y el aguardiente al que se le conocía como chinguirito. De este último Uriangato fue uno de los productores más importantes en la región durante los siglos XIX y XX.
La elaboración de textiles en Uriangato tiene desde 1500, sus raíces en la época prehispánica, se han encontrado en el municipio un sinnúmero de “malacates de barro” que eran utilizados para hilar y producir primitivas prendas textiles netamente precolombinas, sin embargo la industria textil como tal y el comercio de Uriangato se remontan al año 1815 con el establecimiento de los comerciantes foráneos, que huyendo por los inconvenientes bélicos suscitados en Yuríria durante la guerra de independencia, se trasladaron a Uriangato iniciándose así el comercio en gran escala, propiciando el establecimiento de telares que producían rebozos y camballa, la producción de aguardiente y la crianza de cerdos en Uriangato productos que se vendían en otras ciudades. Fue durante la Segunda Guerra Mundial cuando se origina el crecimiento de la industria textil, debido a la demanda de artículos textiles en Estados Unidos, pues su industria no producía lo necesario debido a su participación en aquel conflicto internacional, viéndose en la necesidad de adquirir productos mexicanos. Incluso muchos Uriangatenses se fueron a trabajar a aquel país debido a la demanda de mano de obra. En muchos hogares se comenzaron a establecer talleres textiles familiares, algunos impulsados por el dinero que se recibía de quienes se habían ido a Estados Unidos.
La venta de los productos textiles Uriangatenses tiene su auge en la segunda mitad del siglo XX, por lo que al paso del tiempo la producción y el comercio textil se han convertido en la actividad económica principal de Uriangato ya que actualmente algunos de los textiles producidos aquí se exportan, aunque la mayoría son comercializados en México.
De acuerdo al censo económico realizado en 2009 por el INEGI, el municipio de Uriangato cuenta con los siguientes indicadores económicos:
- Población económicamente activa: 31 916 habitantes
- Porcentaje estimado de población ocupada: 96.98 %
- Porcentaje estimado de desempleo: 3.02 %
- Comercios fijos existentes: 2062 comercios
- Producto Interno Bruto Municipal: 466 462 185 dólares
- Ingreso per cápita: 8813 dólares
- Lugar a nivel estatal en ingreso per cápita: 7
- Ingresos brutos municipales  (2010) 173 028 000 pesos

### Comercio e Industria Textil
El comercio y la industria textil son la actividad predominante, pues esta actividad da empleo a 4542 personas que perciben un salario y a 3297 propietarios y familiares que no perciben un salario directo, lo cual representa el 38.09 % de la población económicamente activa del municipio.
La actividad económica más importante de Uriangato es el comercio textil, ya que además de vender la producción textil maquilada en Uriangato se vende lo que producen otros municipios y estados del país, ello provoca que visitantes de todo el país viajen a la ciudad de Uriangato a abastecerse de las prendas de vestir que además tienen precios muy accesibles, incluso en las marcas reconocidas. Las calles principales donde se instalan los comercios de ropa son: El Bulevar Leovino Zavala, las avenidas Álvaro Obregón, Guadalupe Victoria y 16 de septiembre. La gran cantidad de fábricas ofertan sus productos a través de más de 3000 establecimientos a lo largo de un corredor comercial de más de 4 kilómetros lineales donde puede encontrar una enorme variedad de prendas de vestir en las marcas de mayor prestigio del país, lo que permite satisfacer todos los gustos y necesidades a precios muy atractivos. Durante gran parte del siglo XX el comercio textil se concentró en el vecino municipio de Moroleón sin embargo ha sido desde la década de 1990 que la mayor parte del comercio se ha reubicado en Uriangato, en donde se encuentra el 80 % del comercio textil de la región, ya que por razones de logística y ubicación este municipio ofrece mayores ventajas comerciales.
Mención aparte merece otra actividad importante y muy relacionada con el comercio textil: la vigorosa industria textil, con una amplia producción de Suéter, Colchas, Ropa para bebe, Ropa deportiva, Ropa casual, Tejido de punto y plano, entre otros son sus principales productos, siendo uno de los principales productores a nivel nacional. La Ciudad de Uriangato cuenta con una eminente vocación textil la cual encuentra su origen en la elaboración ancestral de rebozo y actualmente se han ido incorporando mejoras en tecnologías y diseño por lo cual los productos cuentan con un amplio reconocimiento nacional e internacional. La gente de Uriangato siempre se ha caracterizado por su espíritu emprendedor e innovador, que a través de los años ha venido desarrollando exitosamente su industria, los últimos 40 años han sido dedicados a la creación de la moda que la gente de México viste, durante este tiempo Uriangato se ha desarrollado vigorosamente en la industria del vestir y hoy por hoy es reconocido como la tienda de ropa más grande en México.
Uriangato participa en la Expo Vestir del Sur de Guanajuato desde el año 2013, esta exposición es el evento más importante del estado de Guanajuato para el sector de la moda, ya que es uno de los principales canales de comercialización de las MiPyMEs de Moroleón, Uriangato, Yuriria, León e Irapuato del sector textil-confección para difundir las nuevas tendencias en moda y a los expertos en el ramo textil-confección y cuero-calzado.
Por lo anterior el eje de la economía de Uriangato son el comercio y la industria textil, esto ha impactado en que el resto de las actividades económicas del municipio se hayan fortalecido. En la localidad se cuenta con 11 tianguis y 5 plazas comerciales textiles permanentes formando los más de 4 km continuos conocidos como el corredor comercial donde se vende ropa al mayoreo y menudeo.

### Comercio en general
Del comercio no textil de Uriangato podemos mencionar que se concentra en tres lugares: el mercado municipal "Dionisio Vallejo", el Jardín Principal y el Centro Comercial Galerías Metropolitana.
Mercado Municipal Dionisio Vallejo
El mercado municipal "Dionisio Vallejo" está ubicado en la Av. Juan de la Barrera desde 1989, anteriormente se ubicaba en el centro de la ciudad en el terreno que actualmente ocupa el atrio de la Parroquia de San Miguel con el nombre de Mercado Fernández Martínez, sin embargo debido a las necesidades de mejorar las condiciones de sanidad del viejo inmueble se decidió reubicar en el lugar en el que hoy se encuentra. Actualmente ha comenzado a tomar auge comercial, ya que en los años que siguieron a su ubicación la afluencia de compradores era baja y ni siquiera se encontraban ocupados los locales del interior del mercado, sin embargo poco a poco se ha fortalecido con la unión de los locatarios del Mercado y los comercios que en los alrededores se han ido ubicando, tales como súper de abarrotes con venta de mercancías por mayoreo,  fruterías, carnicerías, tiendas de abarrotes, papelerías, mueblerías, zapaterías, salones de belleza, tortillerías, carpinterías, entre otros.
El mercado Dionisio Vallejo es el principal lugar de abastecimiento de frutas, verduras, carnes, lácteos, abarrotes y alimentos en general en el municipio de Uriangato.
Comercio en el Jardín Principal
En esta zona se ubican diferntes tipos de comercio como: bancos, cajeros automáticos, cajas populares de ahorro y casas de cambio, farmacias, tiendas de abarrotes tiendas de conveniencia, papelerías, cafés y restaurantes.
Centro Comercial Galerías Metropolitana
Este complejo comercial inaugurado en 2008, es ll centro comercial más grande de Uriangato, cuenta actualmente con una tienda ancla Soriana un complejo de Cinepolis y sucursales de Suburbia, Coppel, siendo estos los principales comercios, también se encuentran en el centro comercial, un banco, un centro de atención de telefonía celular, un área de comida rápida con varios restaurantes, cafés, un bar, establecimiento de videojuegos, tiendas de ropa, zapaterías, tiendas de accesorios, oficinas de la presidencia municipal, gobierno del estado, entre otros. El centro comercial se encuentra en expansión ya que próximamente se anexarán más comercios contemplados en su construcción.
Otras actividades comerciales dispersas en la ciudad incluyen hoteles de tres y cuatro estrellas, restaurantes, fondas, tiendas de abarrotes, tiendas de conveniencia, fruterías, carnicerías, expendios de lácteos, ostionerías, carpinterías, salones de belleza, negocios de accesorios gasolineras.

### Agricultura
En cuarto lugar se encuentra la agricultura, esta actividad se lleva a cabo principalmente en las comunidades rurales, los principales cultivos son: maíz, frijol, alfalfa, garbanzo, cebada, trigo, sorgo, camote, entre otras hortalizas.
Actualmente la mayor parte de las personas que se dedican a la agricultura, son las que cuentan con propiedades en los alrededores del canal de Uriangato (La Joyita, Las Peñitas, La Deseada, El Cuitzillo, Col, Lázaro Cárdenas), así como algunos habitantes de las comunidades de La Presa, Huahuemba, El Comal, El Cerro, Le Peonía, El Derramadero, El Aguacate, Los Rodríguez, Los Zavala y La Lagunilla del Rico.
La agricultura de temporal ha ido decreciendo en las últimas décadas, debido a que la gran parte de los habitantes que se dedicaban a esta actividad han migrado hacia los Estados Unidos en busca de mejores oportunidades laborales, por lo que actualmente predominan los cultivos de riego en las localidades antes mencionadas.
Durante la década de 1990-2000, los principales cultivos fueron el maíz y el frijol. Se sembraron en promedio por año 2304 hectáreas de las cuales el 52 % fue de maíz, 27 % fueron de fríjol, el 84.5 % fueron de temporal y 15.5 % de riego.
Durante el año 2010, la superficie sembrada en Uriangato fue de 1715 hectáreas, mientras que la superficie cosechada fue de 1670 hectáreas.

### Ganadería
Durante la primera mitad del siglo XX, la ganadería porcina fue la actividad predominante en el municipio de Uriangato, llevándose incluso importantes reconocimientos en las ferias estatales más importantes de México, sin embargo, la urbanización fue dejando sin espacio a las granjas que se encontraban en la cabecera municipal, aunado a la poca rentabilidad y a la creciente y productiva industria textil.
Desde finales de la década de 1990 se comenzaron a clausurar las granjas ubicadas dentro de la zona urbana por las autoridades de regulación sanitaria de la secretaría de salud, lo que relevó esta actividad económica predominante hace 100 años, como principal de la economía Uriangatense, relegándola al quinto lugar en importancia económica actualmente, predominando el ganado porcino y vacuno, aunque también se realiza la cría de ganado caprino, bovino y aves de corral.
En el año 2020, la producción ganadera del municipio de Uriangato contabilizó las siguientes cabezas de ganado: Bovino 9 705, Porcino 18 705, Ovino 705, Caprino 19 270,  Aves 19 840.

### Comercio exterior
Los principales productos fabricados de exportación son suéteres, jerseys, pulóvers, cárdigan, chalecos, tejido de punto y textiles en general. El principal mercado de exportación es Estados Unidos el cual recibe anualmente el 99% de las exportaciones de Uriangato. Los principales productos de importación en Uriangato son productos plásticos de China. 

## Indicadores Sociodemográficos

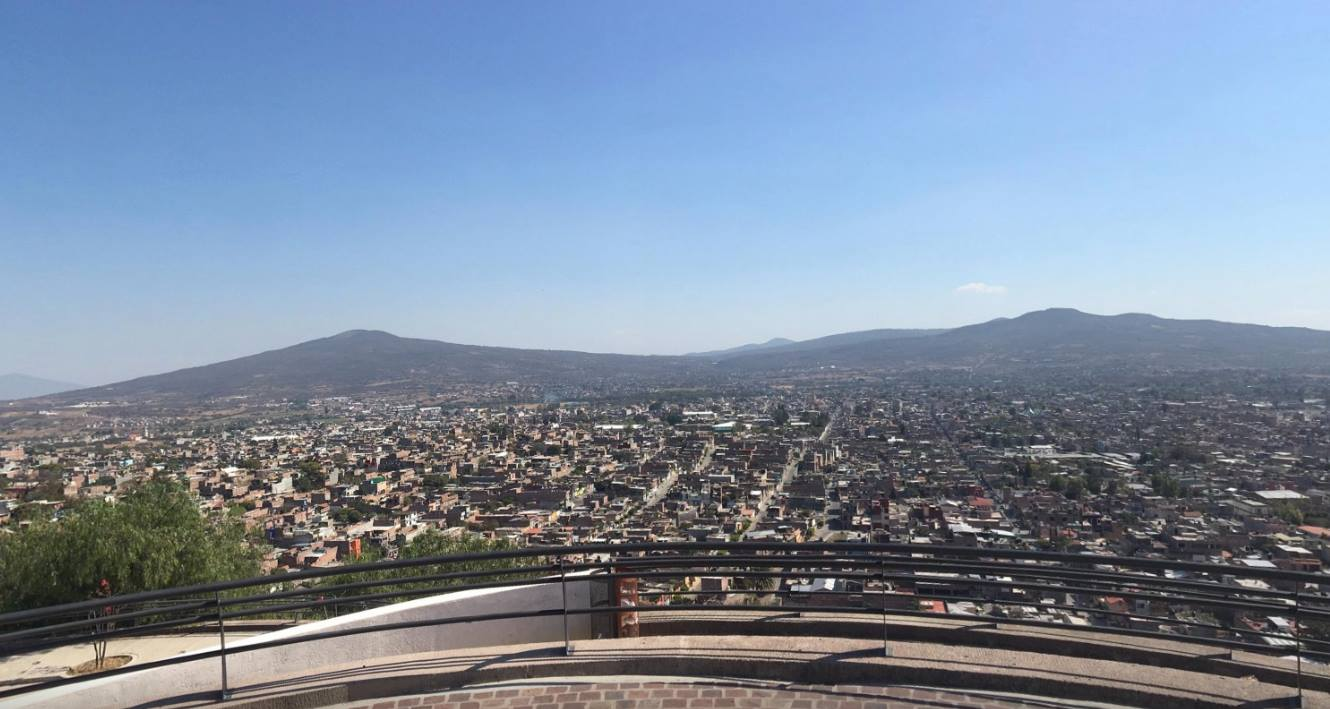
Vista panorámica de Uriangato desde el Mirador

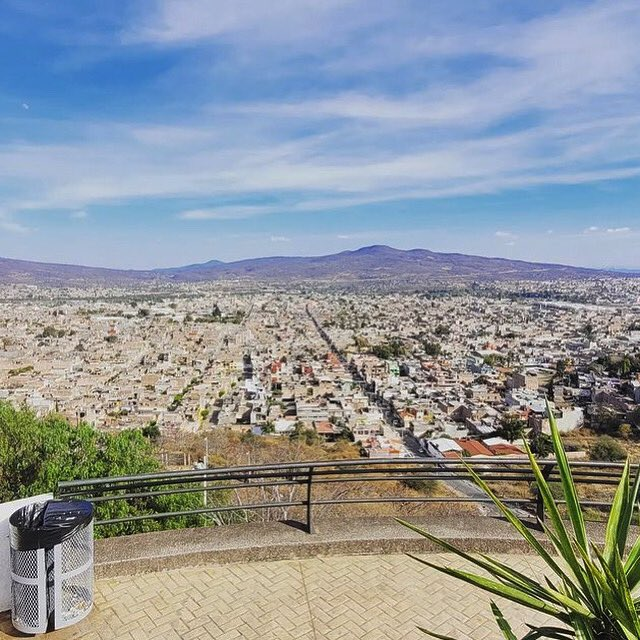
Vista panorámica de Uriangato desde el Mirador

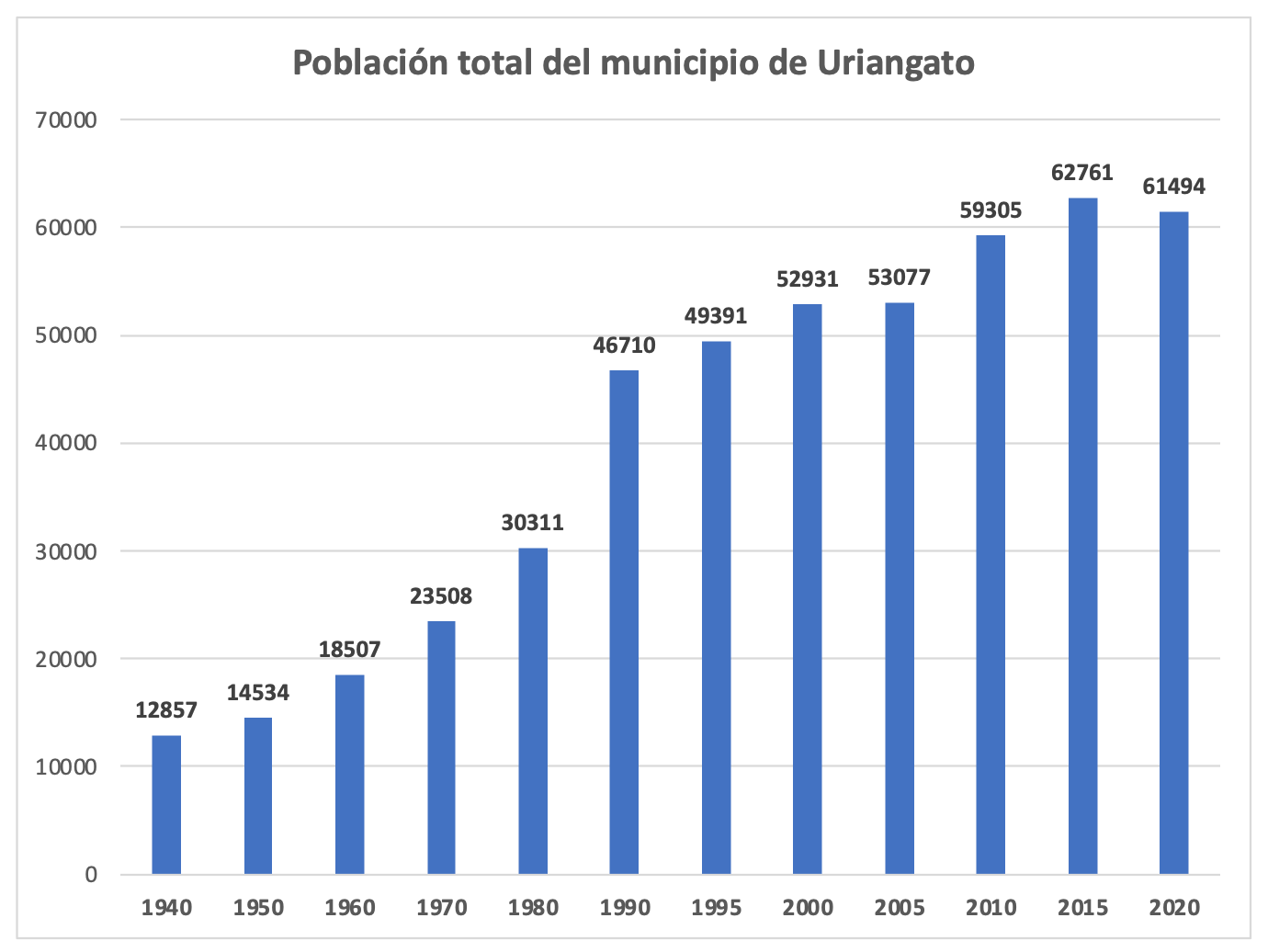
Población 1940-2020 (INEGI).

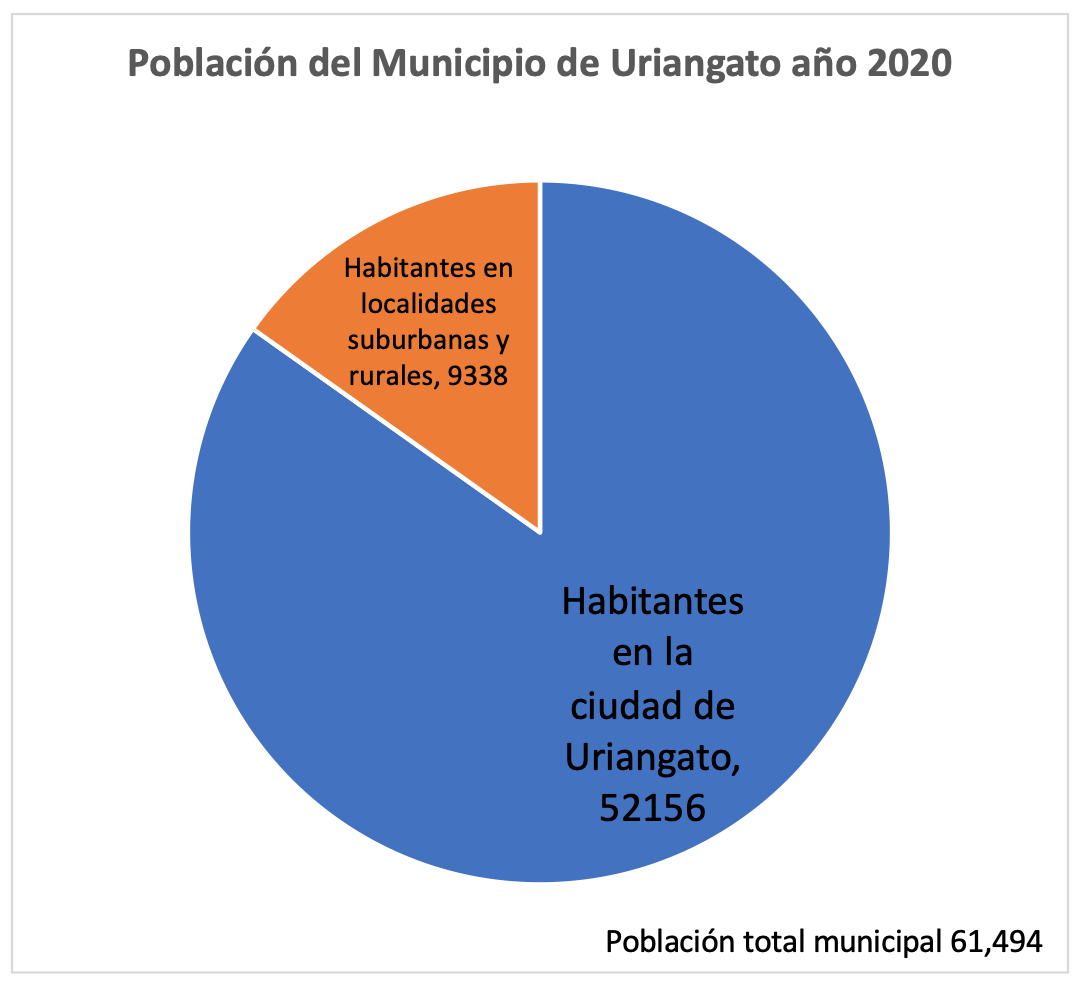
Población urbana y rural en 2020.

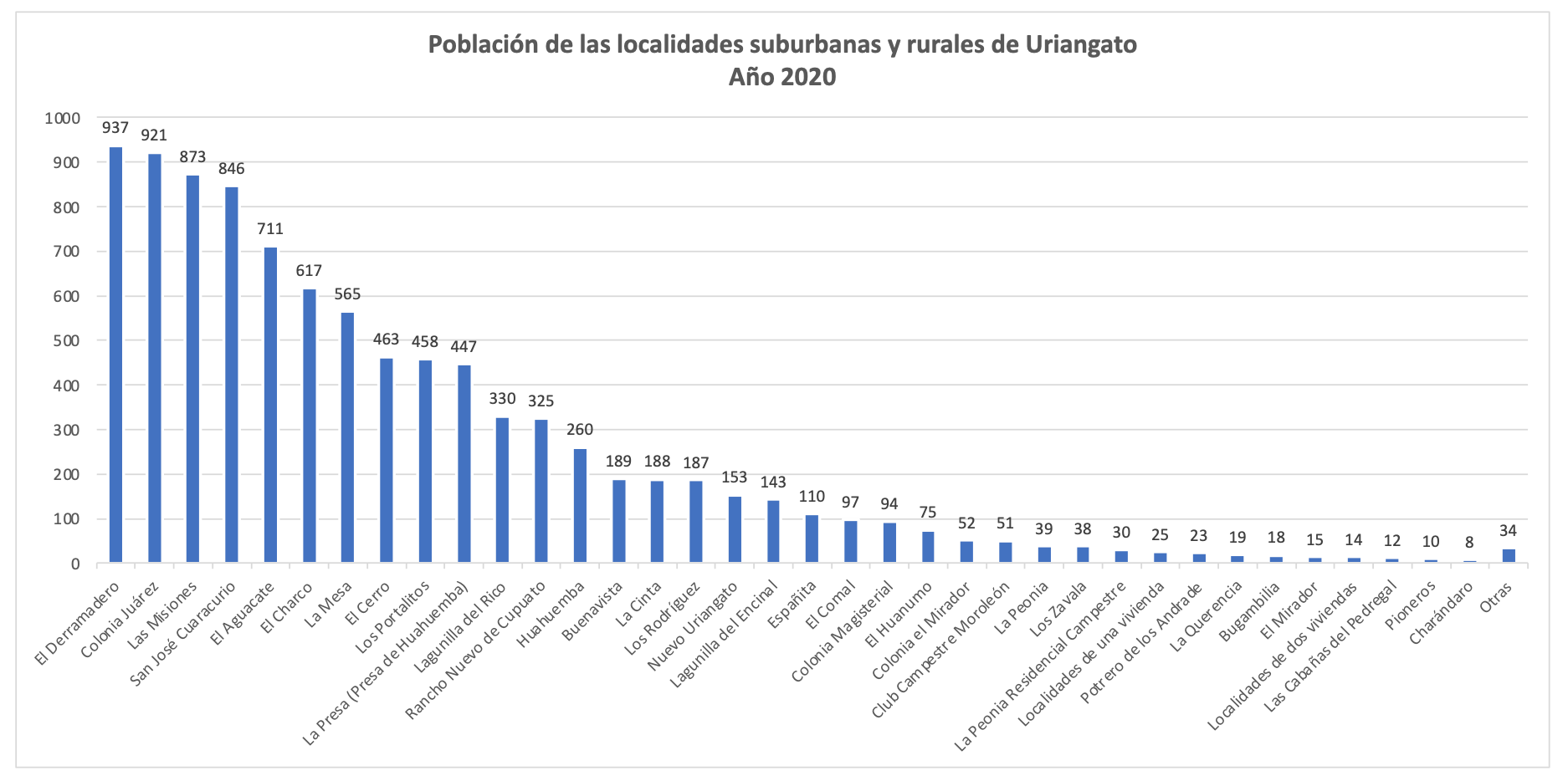
Población suburbana y rural en 2020.

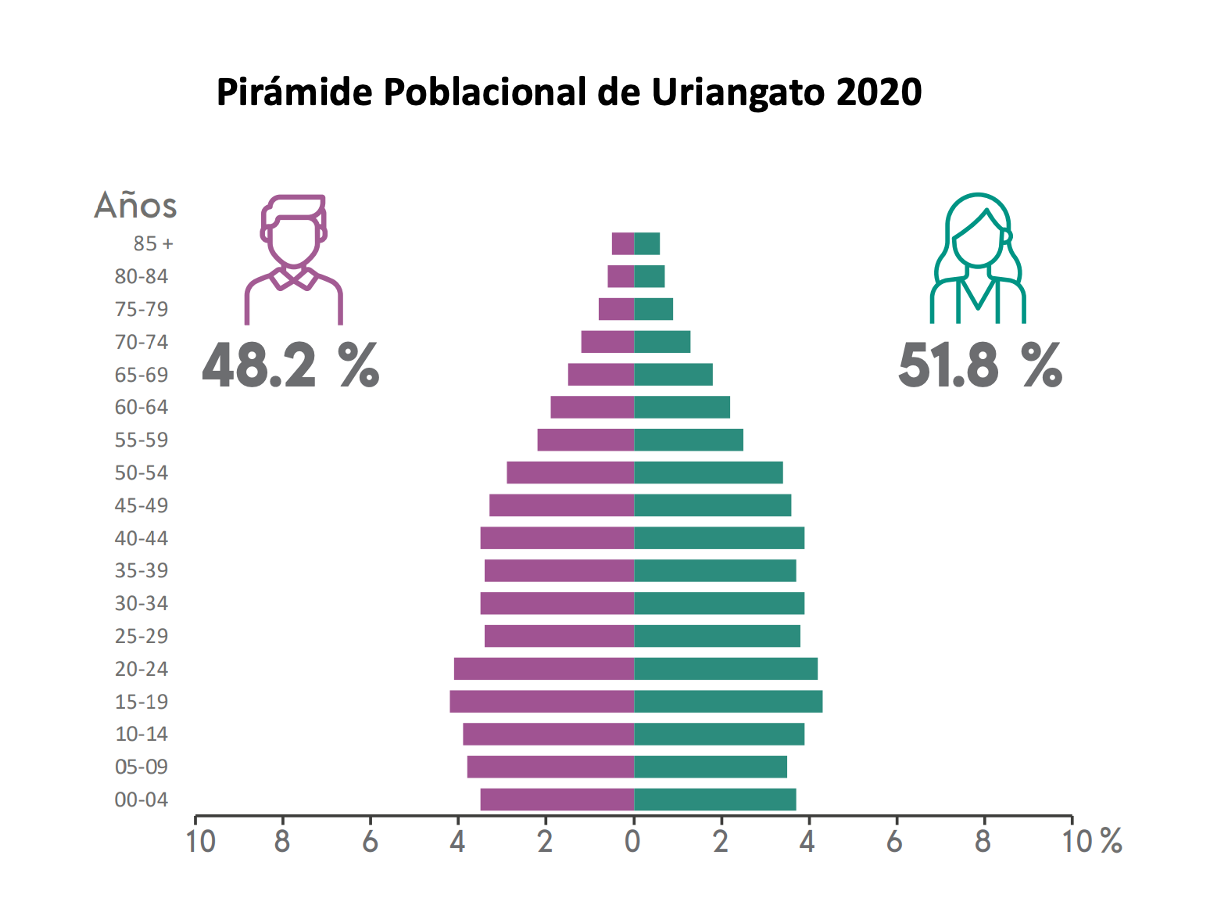
Pirámide poblacional de Uriangato.

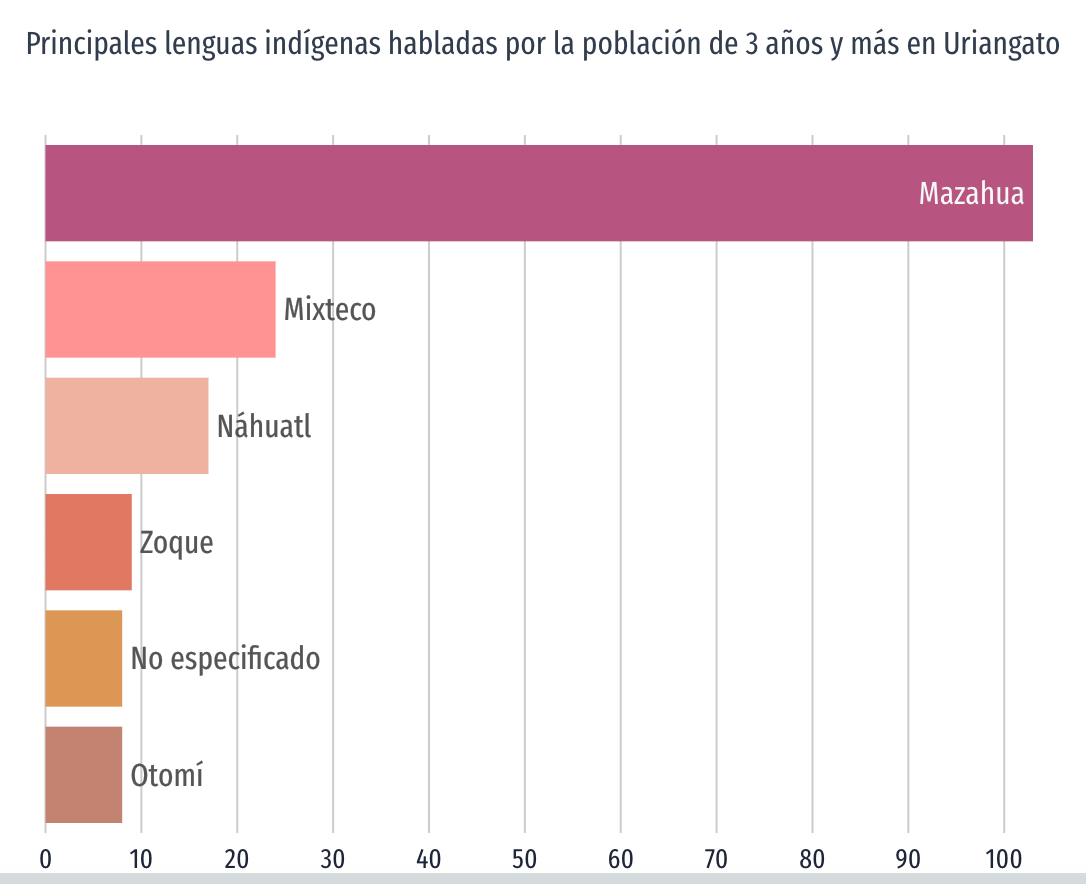
Población indígena de Uriangato.

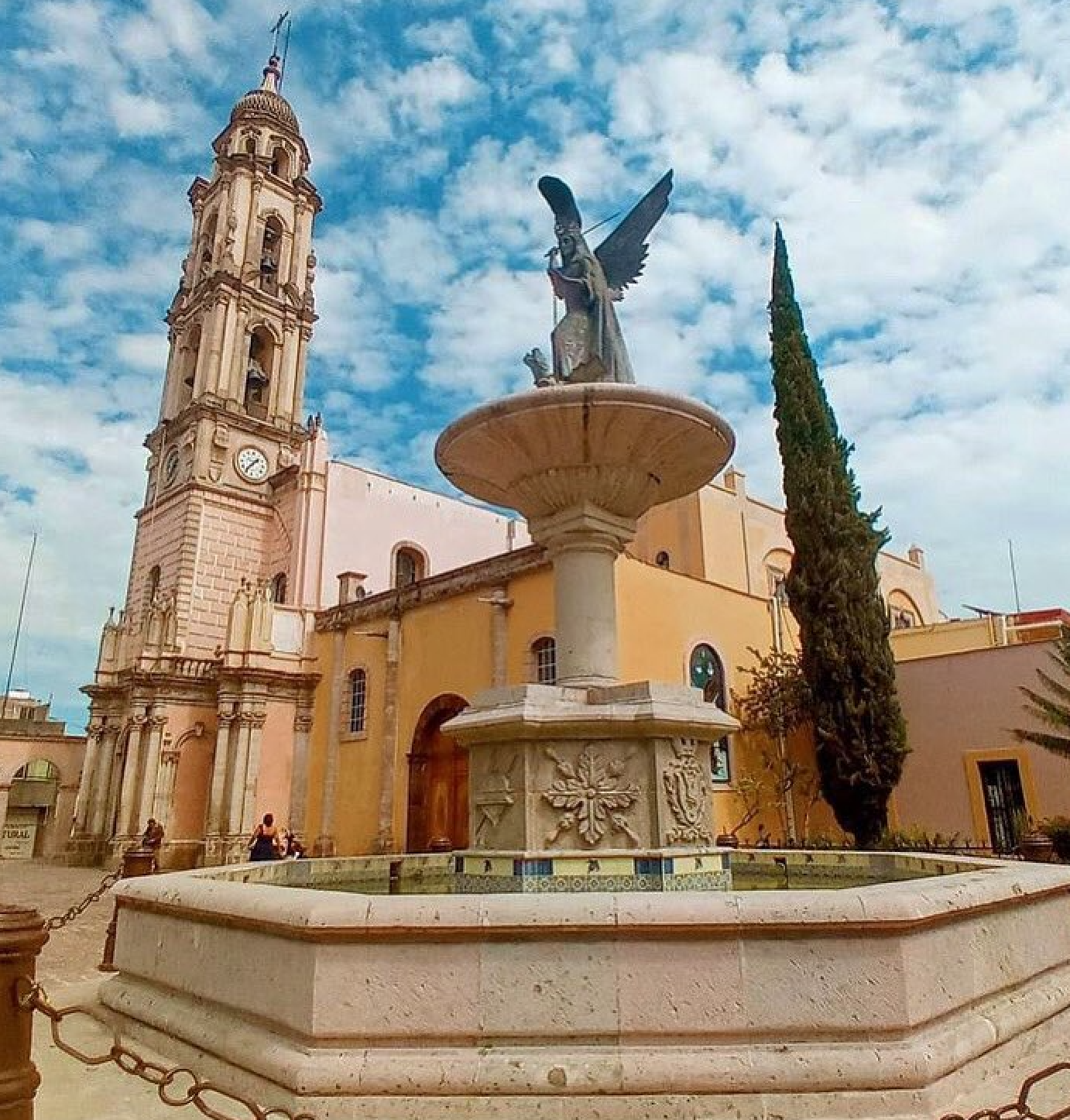
Ciudad de Uriangato, cabecera municipal.

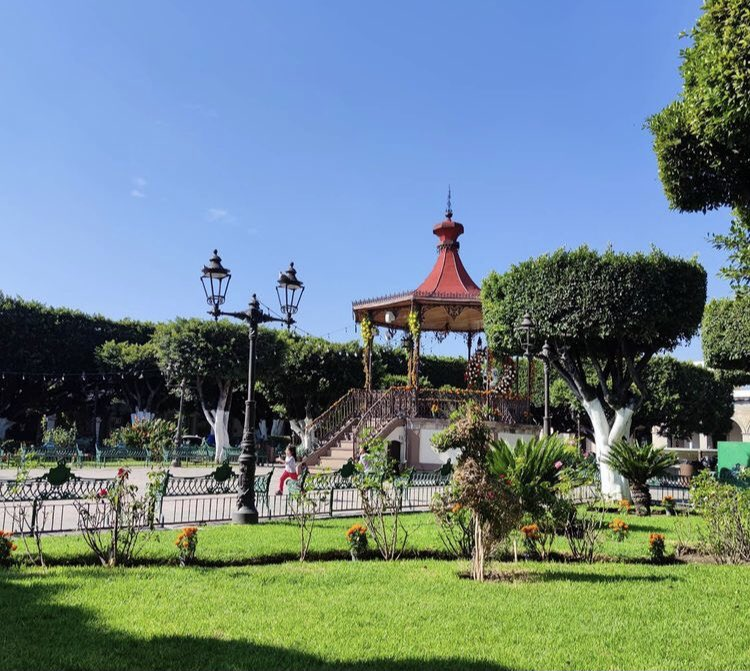
Jardín principal de la ciudad de Uriangato.

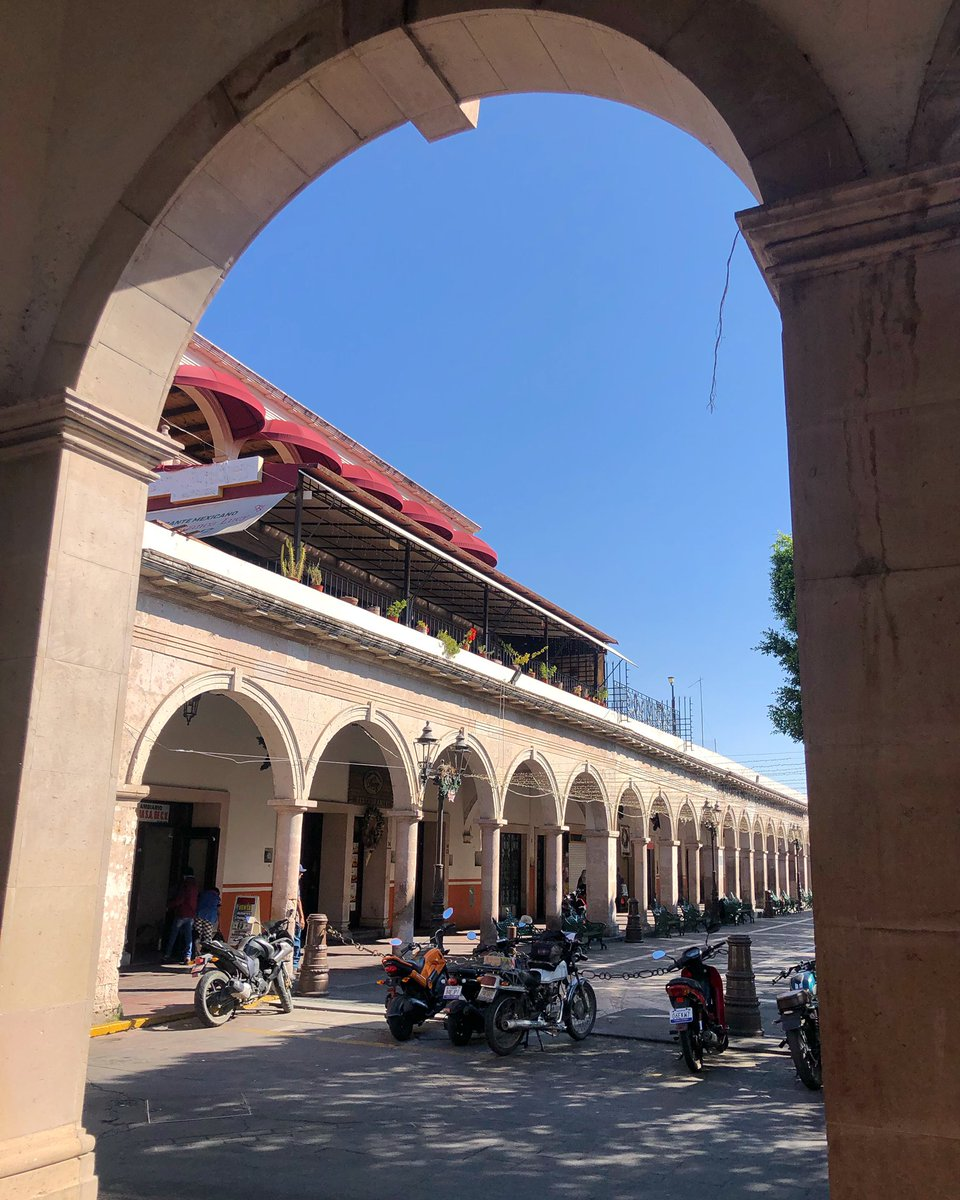
Centro histórico de la ciudad de Uriangato.

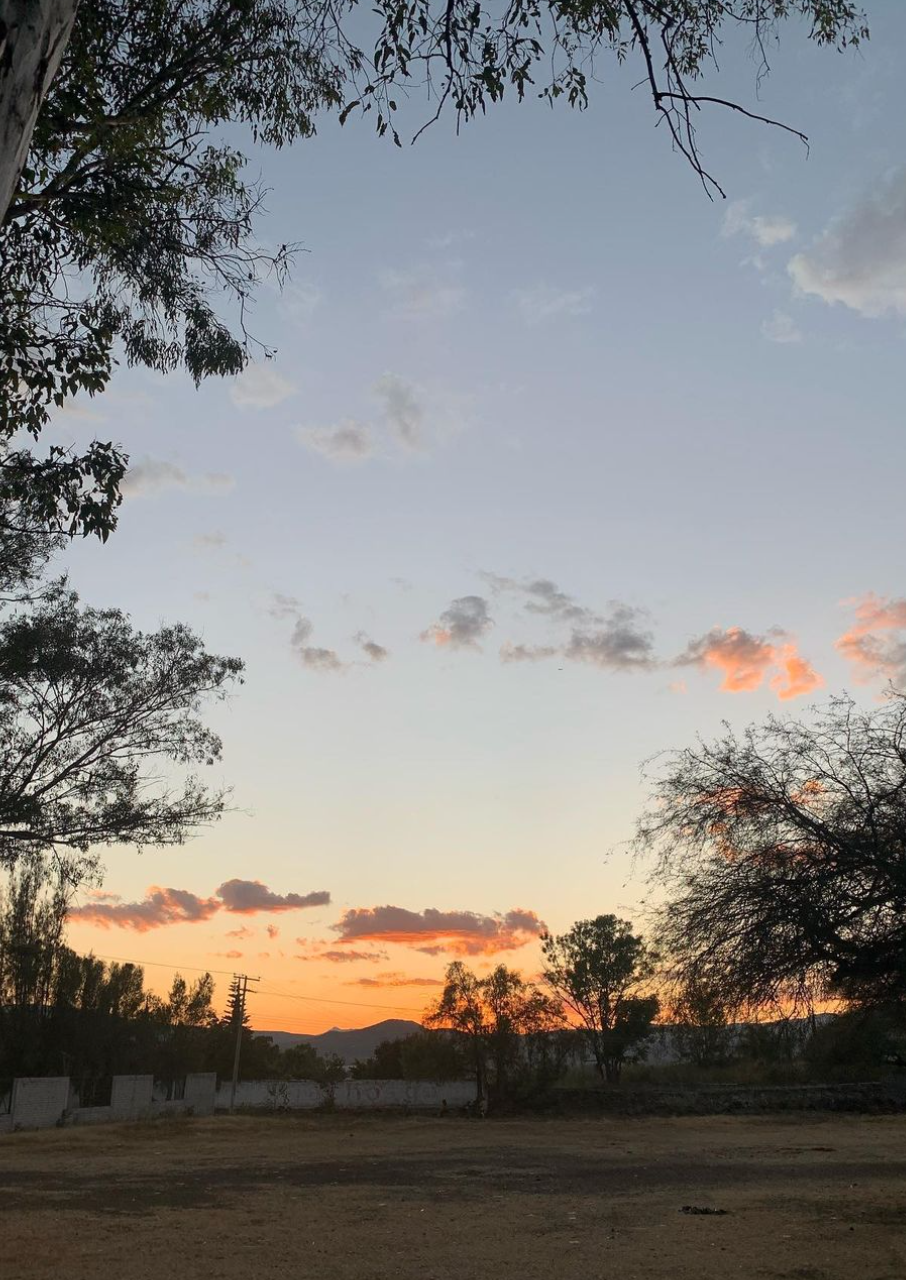
Cancha de futbol en El Derramadero.

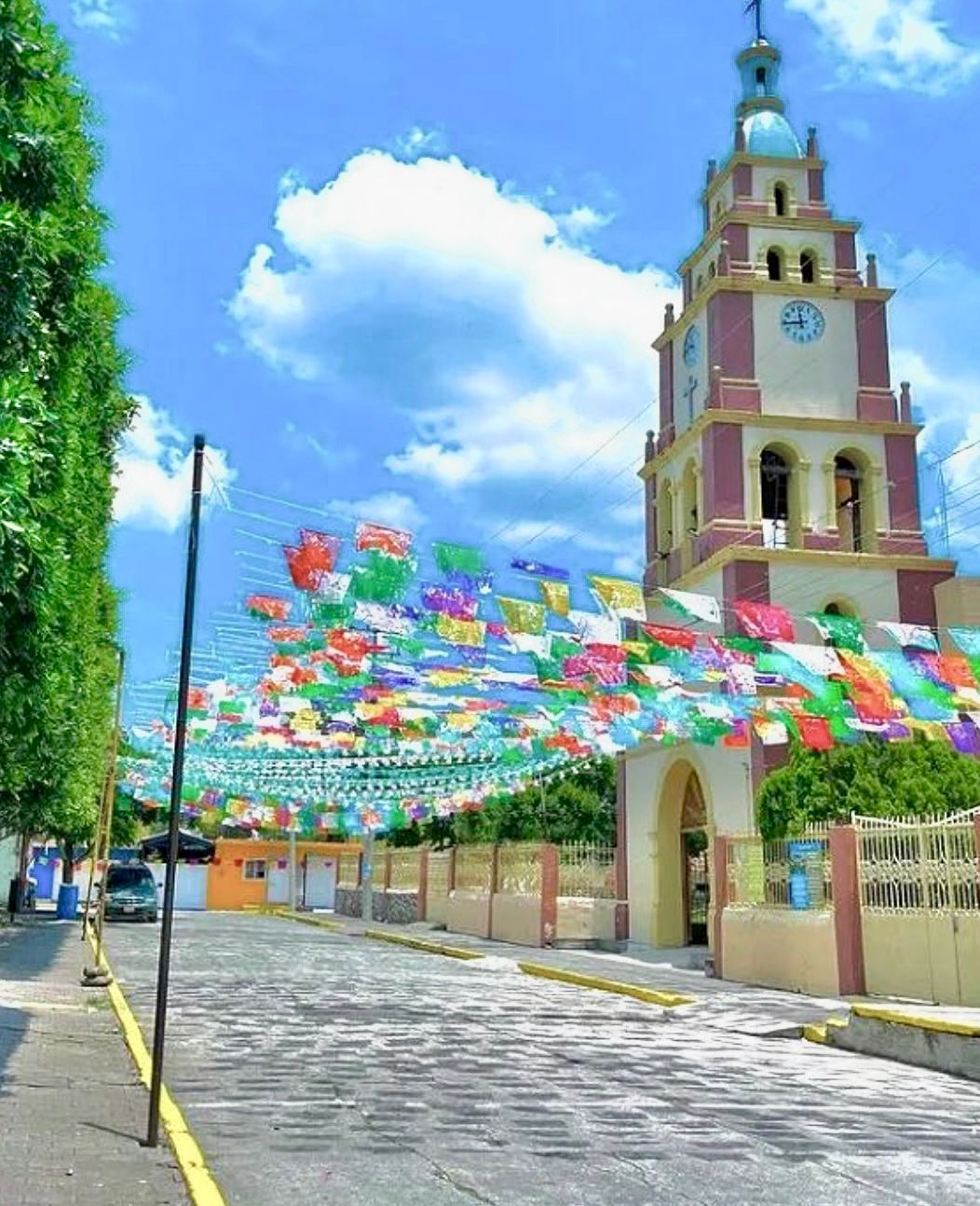
Iglesia de la Santa Cruz en El Derramadero.

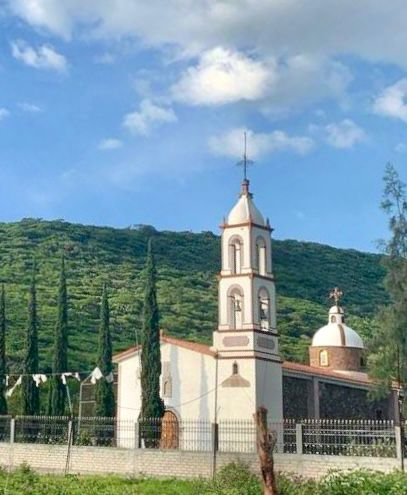
Iglesia de la localidad El Aguacate.

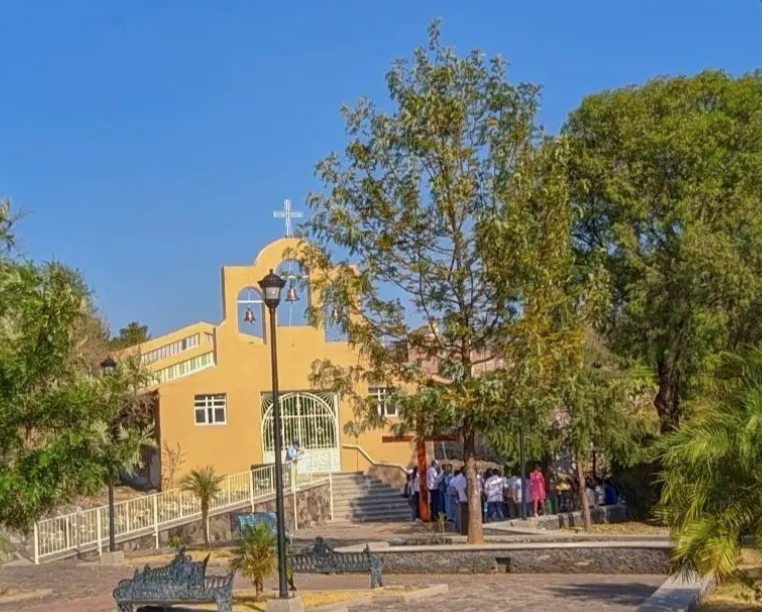
Iglesia de la localidad El Charco.

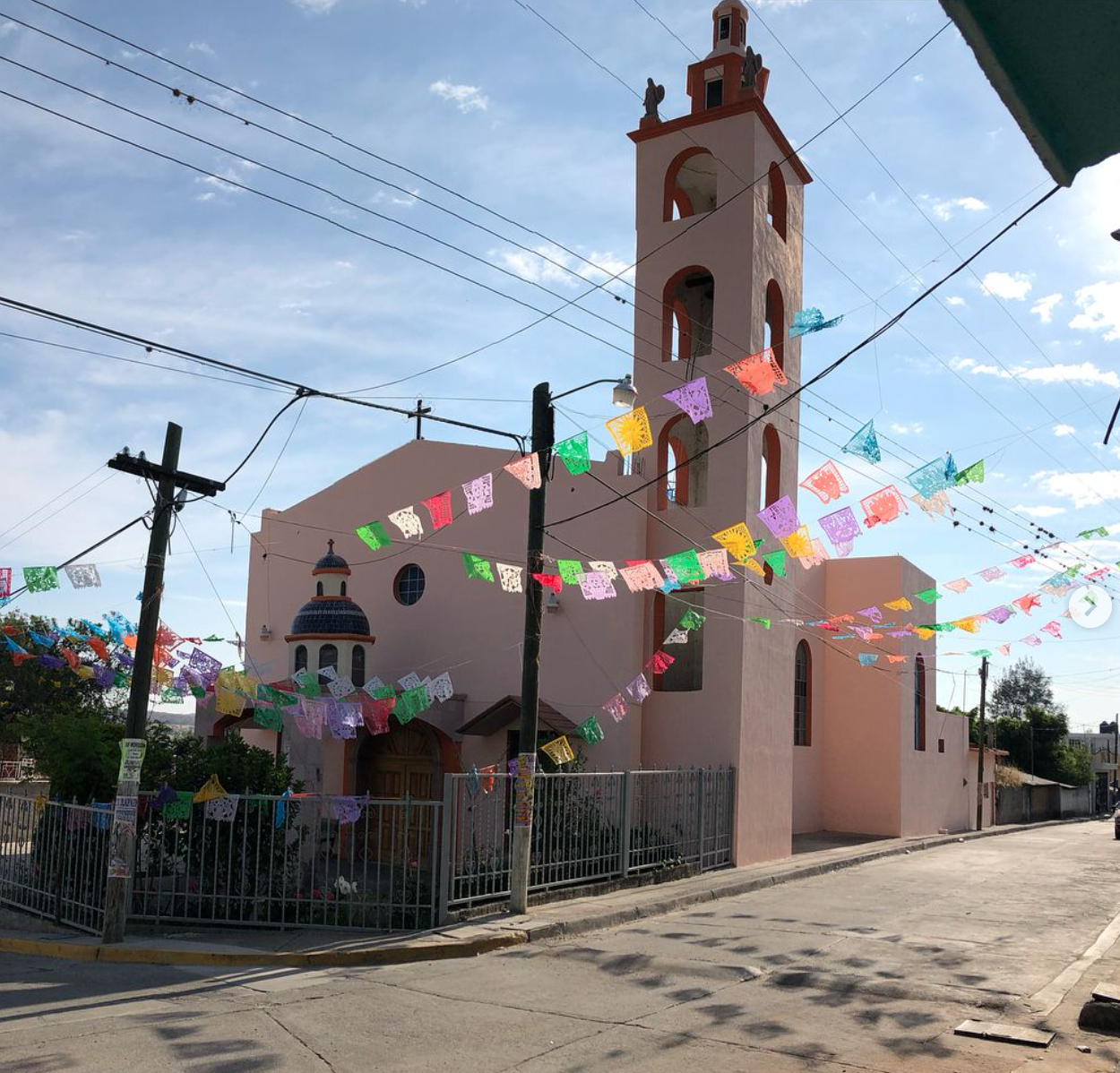
Iglesia de la localidad El Cerro.

### Demografía
El municipio de Uriangato cuenta con una población total de 61,494 habitantes de acuerdo al censo de población y viviena del INEGI de 2020, el 48.2% de la población son hombres y el 51.2% son mujeres. 
En Uriangato, durante 2020 el tiempo promedio de traslado del hogar al trabajo fue 16.7 minutos, 83.3% de la población tarda menos de una hora en el traslado, mientras que 1.15% tarda más de 1 hora en llegar a su trabajo. Por otro lado, el tiempo promedio de traslado del hogar al lugar de estudios fue 14.5 minutos, 96.5% de la población tarda menos de una hora en el traslado, mientras que 2.1% tarda más de 1 hora. 
Uriangato es clasificado por la CONAPO como un municipio con marginación baja y la cabecera municipal es una ciudad con marginación muy baja. El índice de marginación del municipio de Uriangato es de -1.14593 lo que lo coloca en el lugar 2,131, de los 2454 municipios del país en cuanto a grado de marginación.
La presencia indígena en el municipio es muy pequeña, en 2020 se contabilizaron 169 habitantes indígenas de 3 años y más que hablan al menos una lengua indígena, estas 169 personas corresponden a 0.27% del total de la población de Uriangato.Las lenguas indígenas más habladas fueron Mazahua (103 habitantes), Mixteco (24 habitantes) y Náhuatl (17 habitantes).
La densidad de población de Uriangato es de 528.6 habitantes/km², lo cual lo convierte en el cuarto municipio más densamente poblado de todo el estado, solo después de León, Irapuato y Celaya. El municipio tiene una tasa de crecimiento anual del 0.9 % y una relación de hombres y mujeres de 93, es decir hay 93 hombres por cada 100 mujeres. 

### Pobreza
De acuerdo al reporte de la CONEVAL realizado en el año 2010: En Uriangato (59 305 habitantes) la población sin carencias y que acumula algún tipo de riqueza alcanza la cifra de 2906 personas (4.9 %), mientras que la clase media está formada por 19 867 personas (33.50 %), por su parte la población vulnerable es de 36 532 personas (61.6 %); de estas últimas 31 372 personas (52.9 %) viven en pobreza moderada o vulnerables a la pobreza y 5159 personas (8.7 %) viven en pobreza extrema.
30.8 % de la población en Uriangato vive vulnerable por carencias sociales, 2.7 % vive vulnerable por ingresos (desempleada). El 92.4 % de la población cuenta con una carencia social, mientras que solo 27.5 % de la población cuenta con tres carencias sociales.
El rezago educativo afecta al 25.4 % de la población, el acceso a los servicios de salud corresponde al 43.4 % de la población, el acceso a la seguridad social es de 86.8 %. La población con ingreso inferior a la línea de bienestar mínimo es de 19.2 % y la población con ingreso inferior a la línea de bienestar corresponde a 64.3 %
Uriangato es el 4.º municipio con menos pobreza de capacidades del estado de Guanajuato con 19.9 % de la población que no cuenta con nivel básico de educación ni capacidades laborales (solo superado por León, Moroleón y Celaya).
Uriangato es el 9.º municipio con menos pobreza de patrimonio del estado de Guanajuato con 50.4 % de la población que no cuenta con vivienda propia. (solo superado por León, Santiago Maravatío, Celaya, Guanajuato, Moroleón, Tarandacuao, Irapuato y Salamanca).
Uriangato es el 13.º municipio del estado de Guanajuato con un menor porcentaje de población en pobreza extrema, ya que solo el 8.7 % de los Uriangatenses viven en esta condición. Los municipios de Guanajuato que tienen menor porcentaje de su población en pobreza extrema en comparación al 8.7 % de Uriangato son: Celaya, Cortazar, Guanajuato, Jaral del Progreso, León, Moroleón, Purísima del Rincón, Salamanca, San Francisco del Rincón, San José Iturbide, Santiago Maravatío y Villagrán.

### Distribución de la población por género
Población total en 2020: 61 494 habitantes (100 %)
Masculino: 29 632 habitantes (48.18 %)
Femenino: 31 862 habitantes (51.82 %)

### Distribución de la población por localidad
A continuación se desglosa la población del municipio de Uriangato de acuerdo a la distribución de INEGI durante el censo de población realizado en el año 2020.
La población de la ciudad de Uriangato no solo incluye la población del centro de la ciudad, sino colonias urbanas y suburbanas como La Joyita, La Mora, La Manga del Pirul, Los Pinos, Colinas, Plaza Textil Bedolla, Joyas del Pedregal, Las Aguilillas, Loma Linda, Loma Bonita, Las Peñitas, Deseada de arriba, Deseada de abajo, El Cuitzillo, Lázaro Cárdenas, Independencia, Pedregal del Rancho Viejo, Agrícola, Deportiva, Emiliano Zapata, Roma, Francisco Villa, Plan de Ayala; Revolución, Lindavista y 24 de Junio. 

Municipio de Uriangato: 61 494 habitantes.
Ciudad de Uriangato:   52 156 habitantes.
El Derramadero:       937 habitantes.
Colonia Juárez:       921 habitantes.
Las Misiones:         873 habitantes.
San José Cuaracurío:  846 habitantes.
El Aguacate:          711 habitantes.
El Charco:            617 habitantes.
Fracc. La Mesa        565 habitantes.
Rancho El Cerro:      463 habitantes.
Los Portalitos:       458 habitantes.
La Presa:             447 habitantes.
Lagunilla del rico:   330 habitantes.
Rancho Nuevo Cupuato : 325 habitantes.
Huahuemba:            260 habitantes.
Buenavista:           189 habitantes.
La Cinta:             188 habitantes.
Los Rodríguez:        187 habitantes.
Nuevo Uriangato        153 habitantes.
Lagunilla del Encinal: 143 habitantes.
Españita:             110 habitantes.
El Comal:              97 habitantes.
Magisterial            94 habitantes.
Huanumo                75 habitantes.
El Mirador             52 habitantes.
Cub Campestre          51 habitantes.
La Peonía:             39 habitantes.
Los Zavala:            38 habitantes.
La Peonía Residencial 30 habitantes.
Potrero de Los Andrade 23 habitantes.
La Querencia:          19 habitantes.
Bugambilia:            18 habitantes.
El Mirador:            15 habitantes.
Las Cabañas del Pedregal 12 habitantes.
Pioneros                10 habitantes.
Charándaro:             8 habitantes.
Quinta Loma             7 habitantes.
Peñón del Divisadero    6 habitantes.
Predio La Lomita        5 habitantes.
El Pretil               5 habitantes.
Rancho Alegre           3 habitantes.
Cabañas                 2 habitantes.
El kilómetro Uno        2 habitantes.
La Presa del Conejo     2 habitantes.
Granja los Ángeles      1 habitante.
Jara Brava              1 habitante.
Localidades de 1 vivienda 14 habitantes habitantes.

### Vivienda
De acuerdo a los resultados definitivos del censo de población del INEGI 2020, la población Uriangatense habita en 18 250 viviendas, de las cuales 78 % son de jefatura masculina, y 22 % están a cargo de una mujer, esto último debido en gran medida a que los jefes de familia se encuentran en Estados Unidos. 
La situación de la vivienda en el municipio de Uriangato es mejor que las condiciones de la vivienda promedio del estado de Guanajuato, pues de las 18 250 viviendas, 2.14% cuentan con un cuarto, 16.5% cuentan con dos cuartos, 31.4% cuentan con tres cuartos, 27.5% cuentan con 4 cuartos, 14.4% cuentan con 5 cuartos, 8.01% cuentan con 6 cuartos. El 36.8 % se encuentran habitadas con menos de 5 personas, el resto de las viviendas (63.2 %) cuenta con 5 o más ocupantes, sin embargo las dimensiones de la vivienda promedio en Uriangato es mayor que el tamaño promedio de la vivienda en el resto del estado, a continuación se enlistan los indicadores de vivienda del municipio de Uriangato: 
Índice de hacinamiento 36.69 % (promedio Estatal: 41.32 %)
Viviendas con piso firme: 17 142
Viviendas con piso de tierra: 208
Viviendas con drenaje: 17 041
Viviendas con agua entubada de la red pública: 16 635
Viviendas con luz eléctrica: 17 222
Viviendas con teléfono celular: 15 385
Viviendas con lavadora: 12 051
Viviendas con refrigerador: 13 929
Viviendas con computadora: 5310
Viviendas con internet: 7519
Viviendas con televisión: 14 151
Promedio de ocupantes por vivienda: 3.49

## Turismo

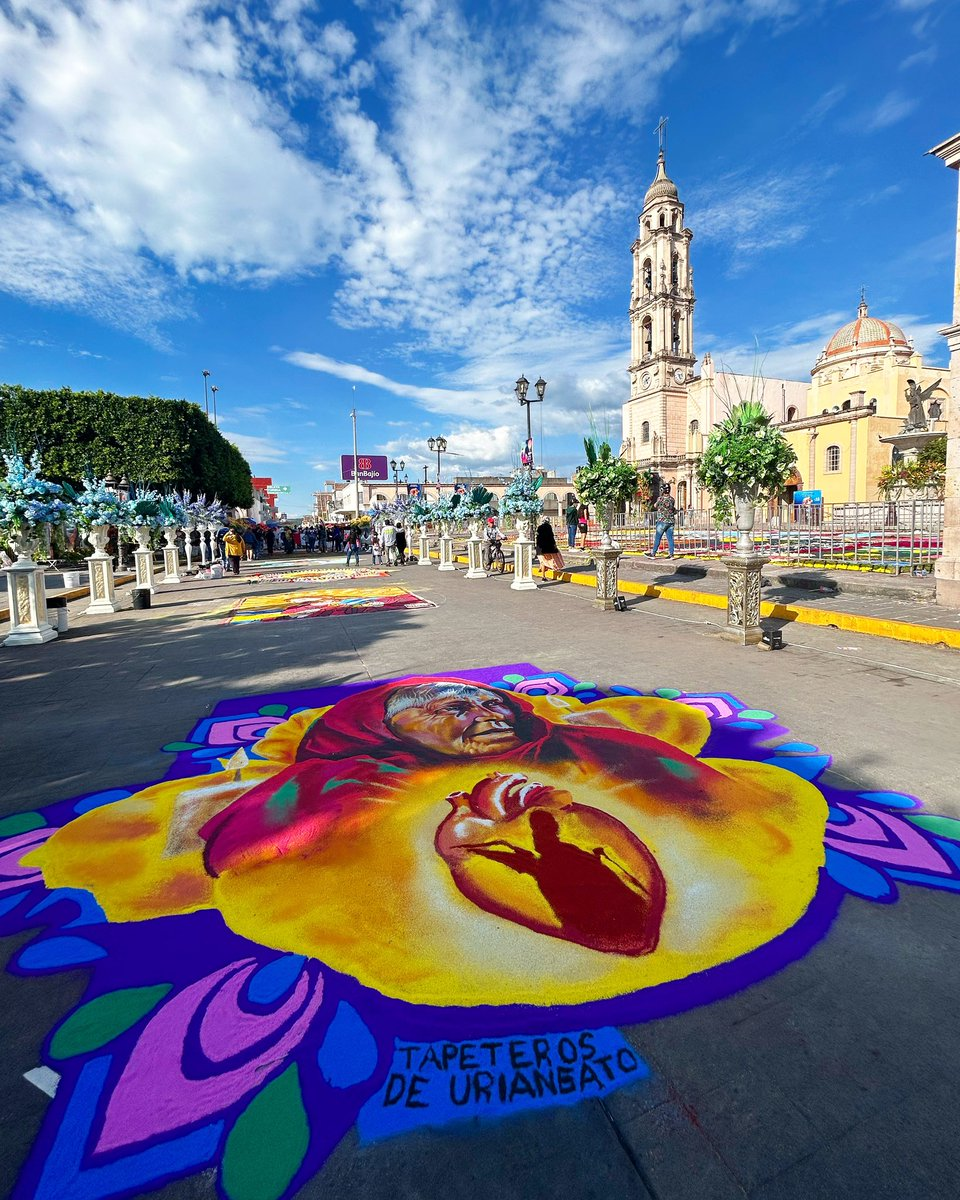
La octava noche en Uriangato.

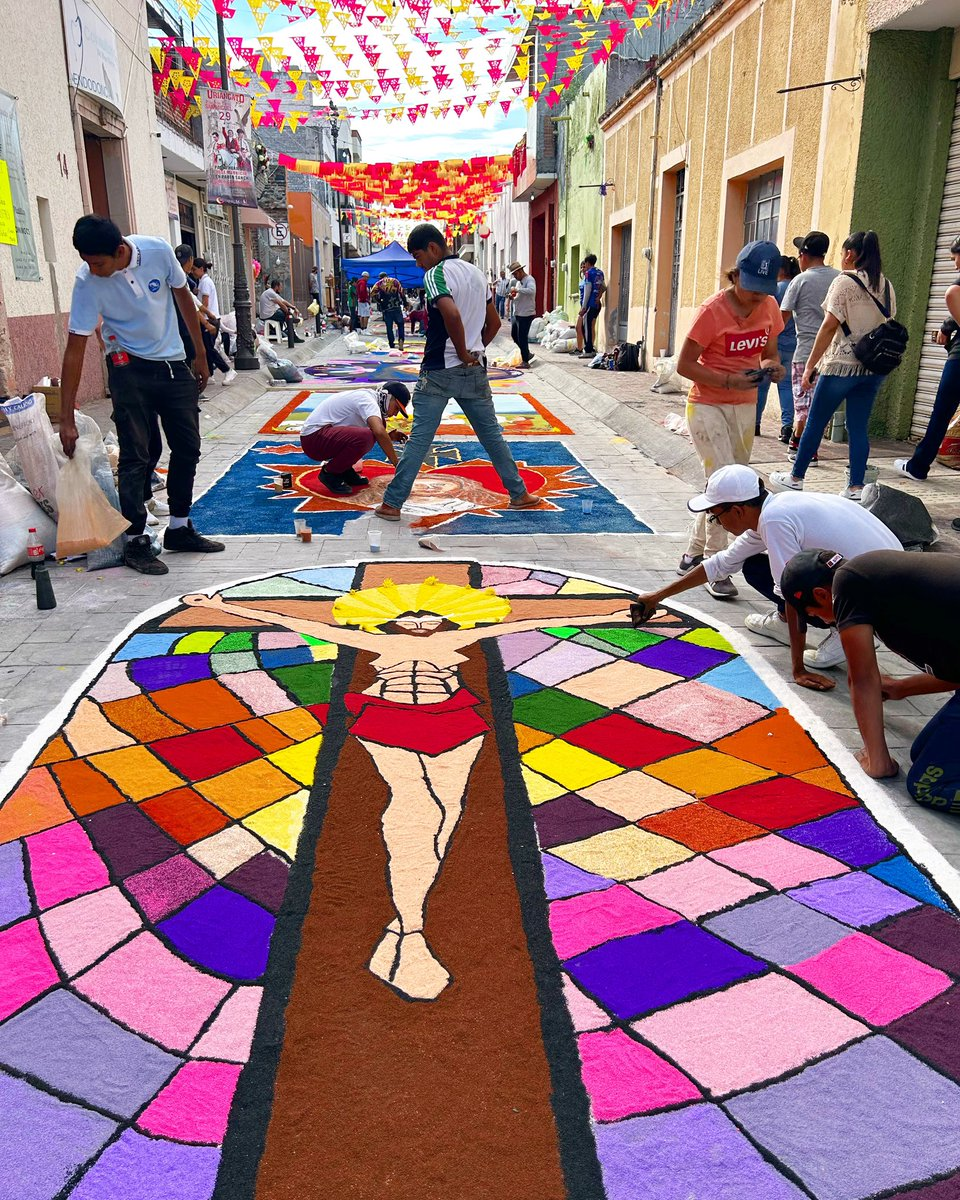
Festividad de la octava noche.

El turismo en la localidad es de carácter comercial, ya que la ciudad no es muy visitada por sus monumentos o su belleza colonial, sin embargo es visitada por muchas personas de diversos estados como: Guanajuato, Michoacán, Jalisco, Querétaro, Aguascalientes, Durango, Zacatecas, San Luis Potosí, Tamaulipas, Nuevo León, Coahuila, Chihuahua, Sonora, Baja California y la Ciudad de México que viajan a Moroleón y Uriangato para abastecerse de las prendas de vestir producidas en esta región, para ello se han instalado varias plazas textiles en el municipio.
Además se cuenta con un total de 4 km ininterrumpidos de numerosos locales comerciales donde se ofrecen prendas tanto al mayoreo como al menudeo y donde se encuentra desde prendas económicas, hasta la marca más prestigiada, además de que hay tiendas para toda la familia. El centro comercial Galerías Metropolitana se ha ido convirtiendo en un importante promotor del turismo comercial pues es un punto de reunión y esparcimiento para habitantes de Uriangato y municipios vecinos.
El municipio cuenta con edificios de importante belleza arquitectónica como la mayor parte de los municipios de la región del Bajío, los cuales vale la pena visitar tales como: La Iglesia de San Miguel Arcángel de estilo neoclásico, la parroquia del Sagrado Corazón de Jesús de estilo Modernista, el templo de la Santa Cruz en la localidad de El Derramadero, el edificio que alberga la Presidencia Municipal, así como los portales que circundan al jardín principal.
La exhacienda de San José Cuaracurío, que actualmente se encuentra en ruinas es una de las edificaciones que de restaurarse impulsarían el turismo local, sin embargo falta un proyecto de las autoridades municipales para su restauración.
Además del turismo comercial, se están fomentando múltiples actividades propias de la cultura local, como atractivos turísticos para visitantes y oriundos de la región, tales como los candiles y los tapetes.

## Educación

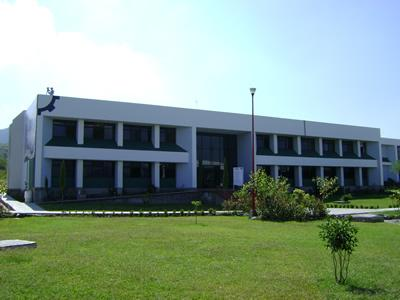
Edificio Académico del ITSUR Uriangato.

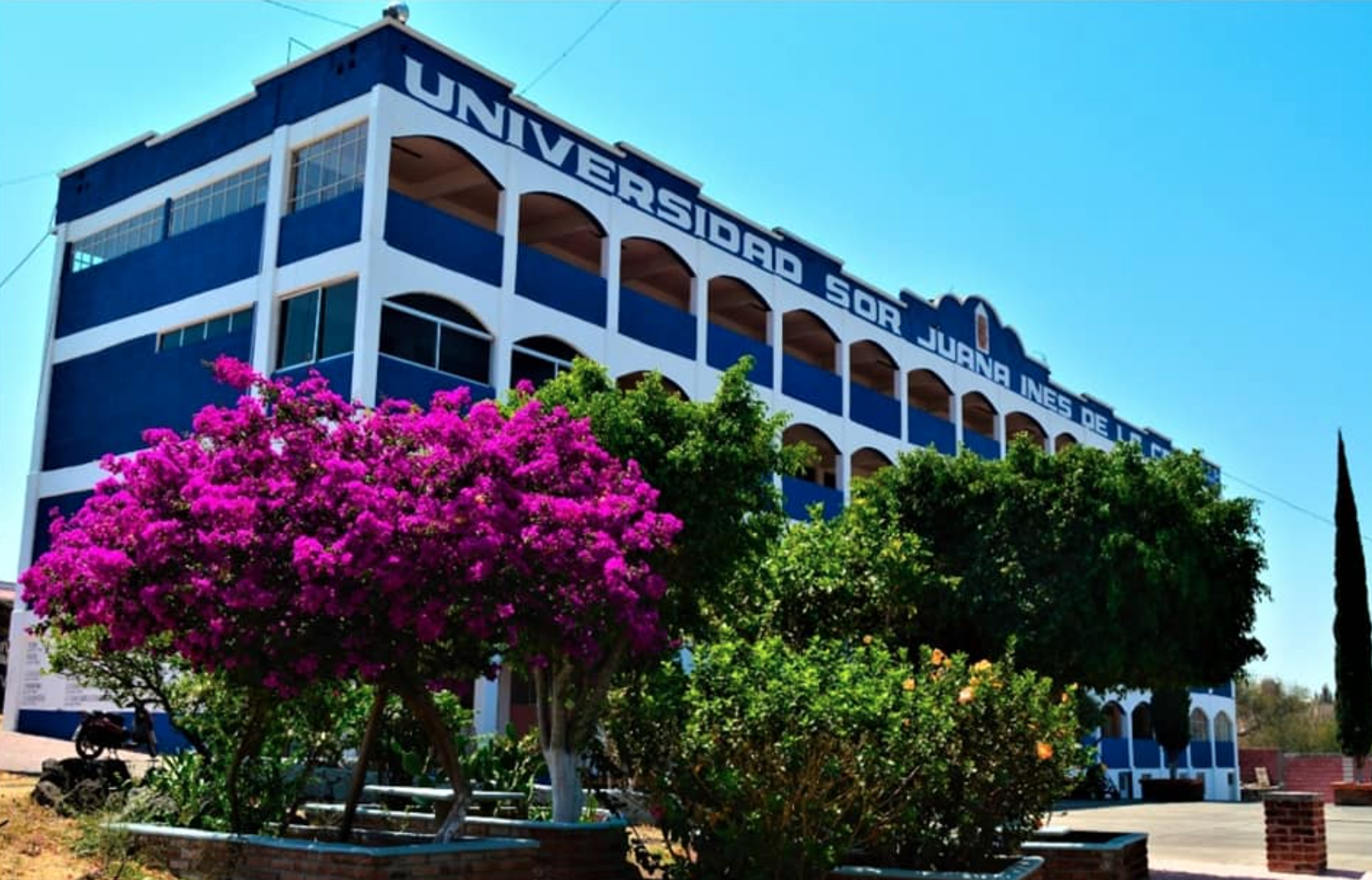
Universidad Sor Juana Inés de la Cruz Uriangato.

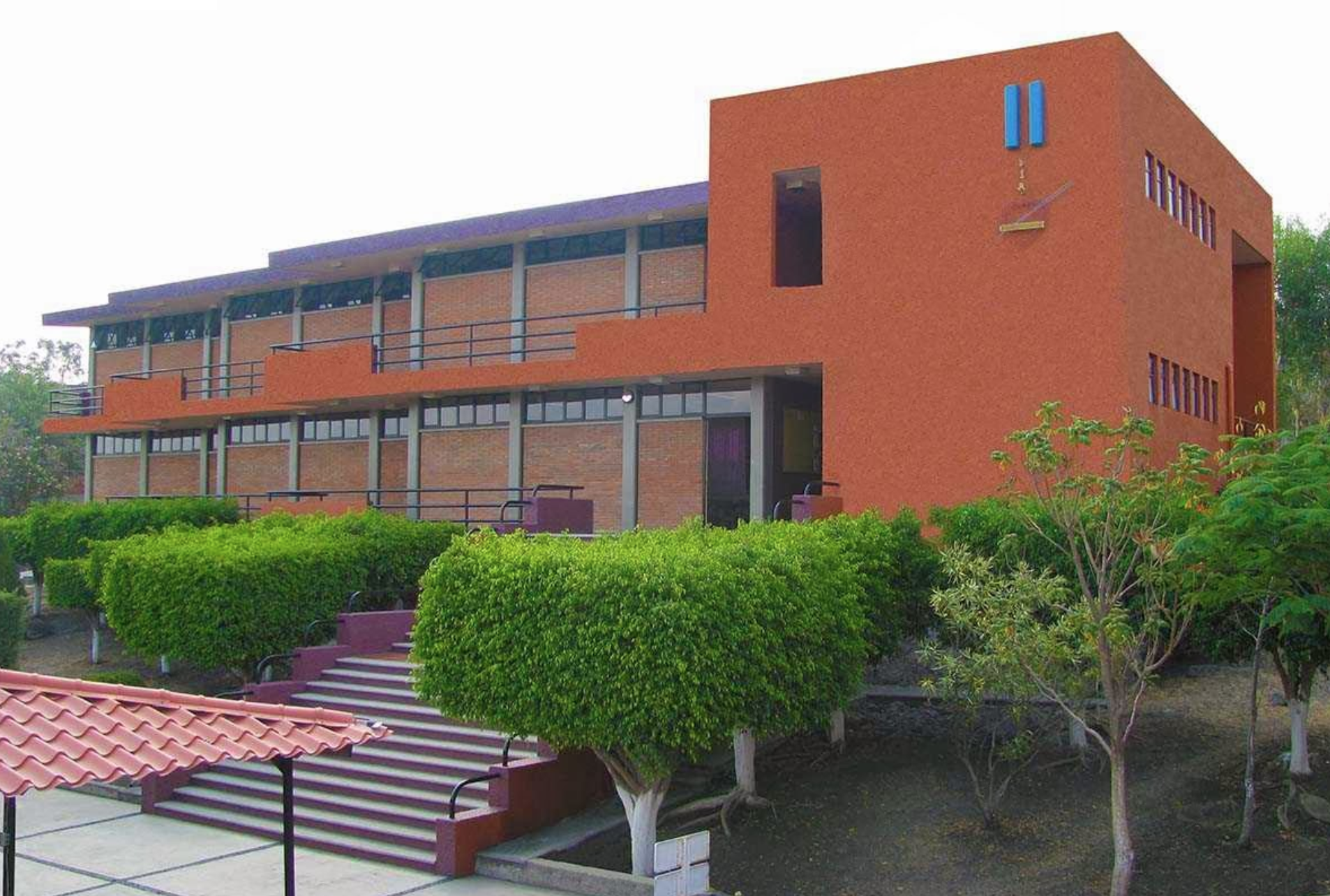
Edificio Académico de la Escuela Praparatoria del Sur de Guanajuato.

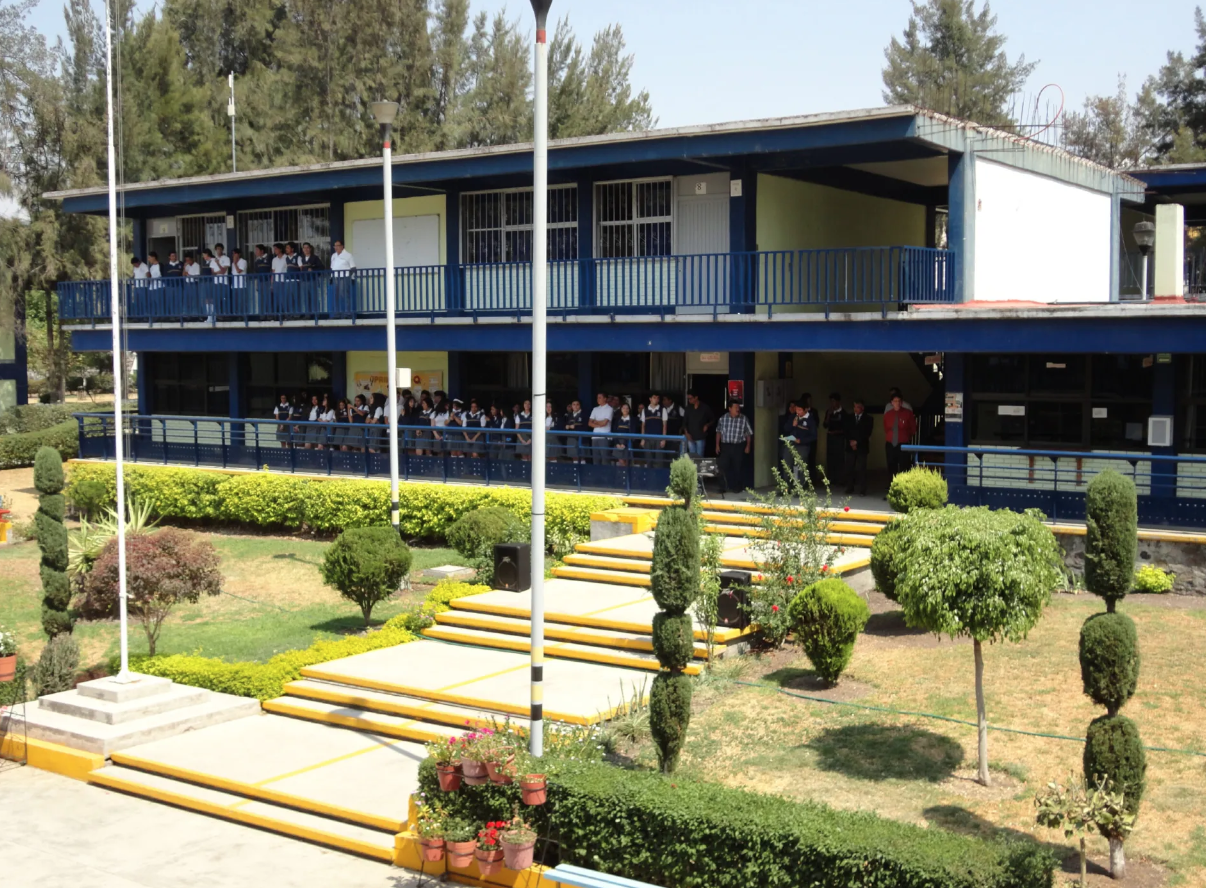
CBTis 217 en Uriangato.

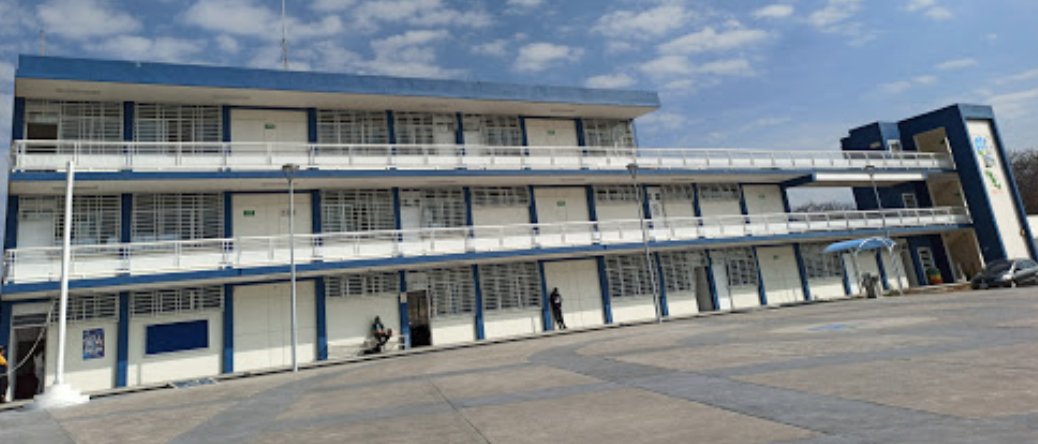
Cecyte Guanajuato EMSaD Uriangato.

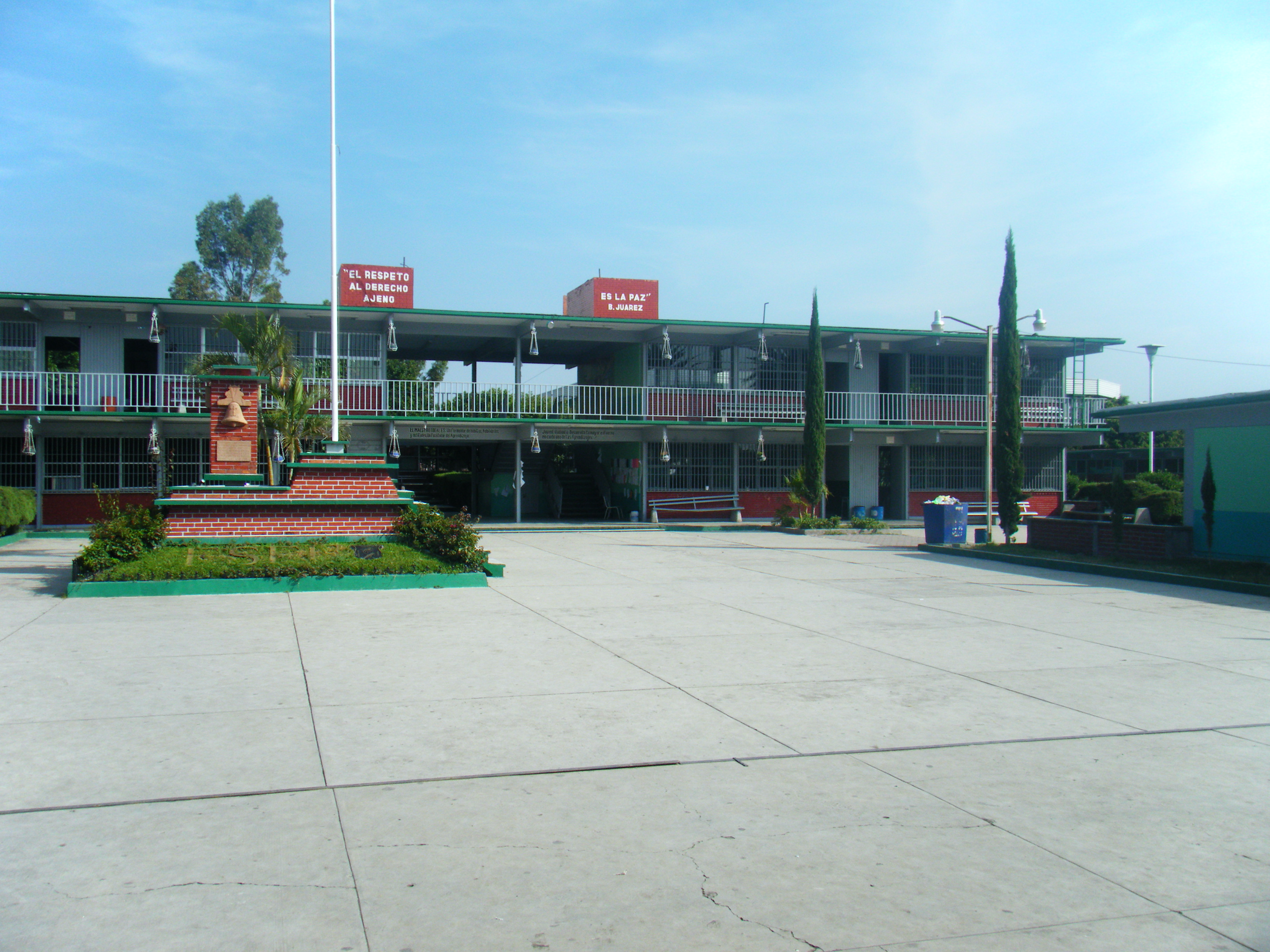
Escuela Secundaria General n.º 10 José Vasconcelos en Uriangato.

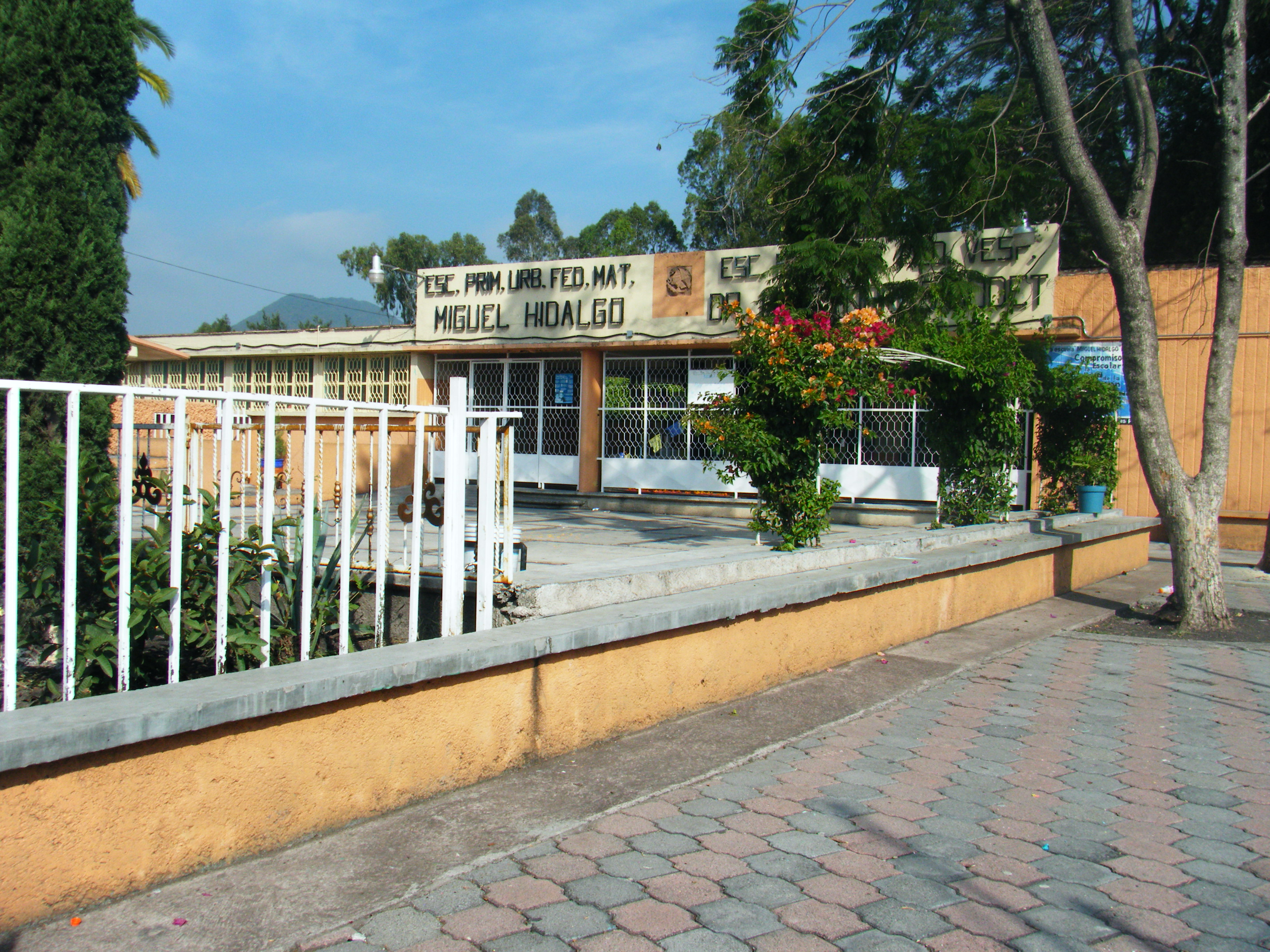
Escuela Primaria Urbana Federal Matutina "Miguel Hidalgo".

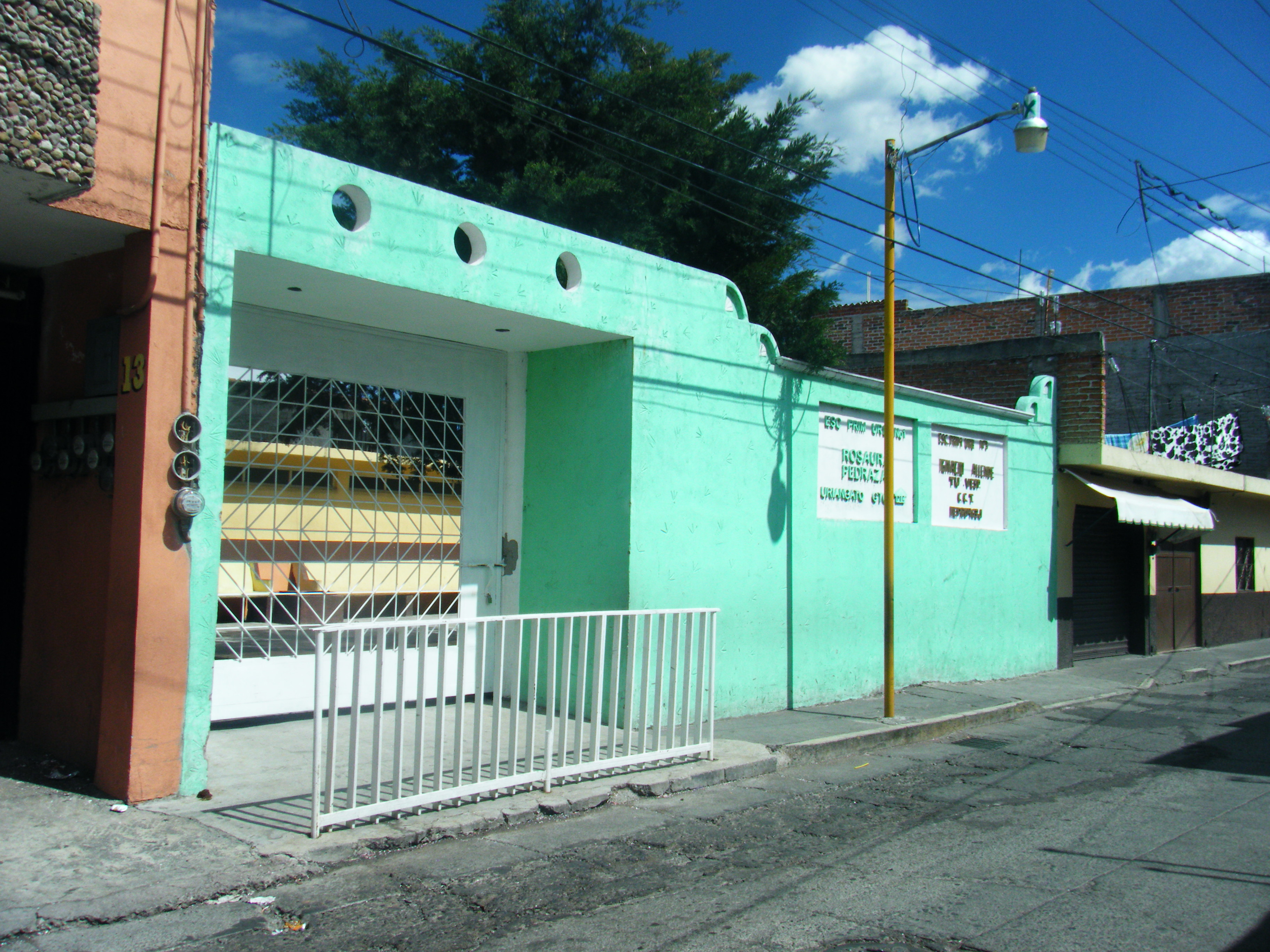
Entrada de la Escuela Primaria No.1 "Rosaura Pedraza".

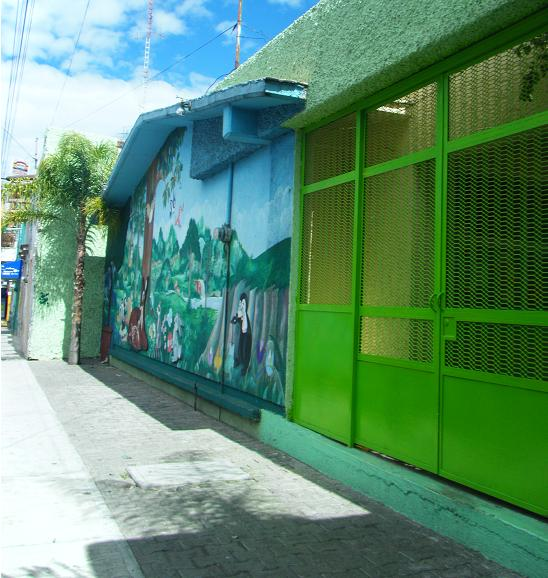
Jardín de Niños en Uriangato.

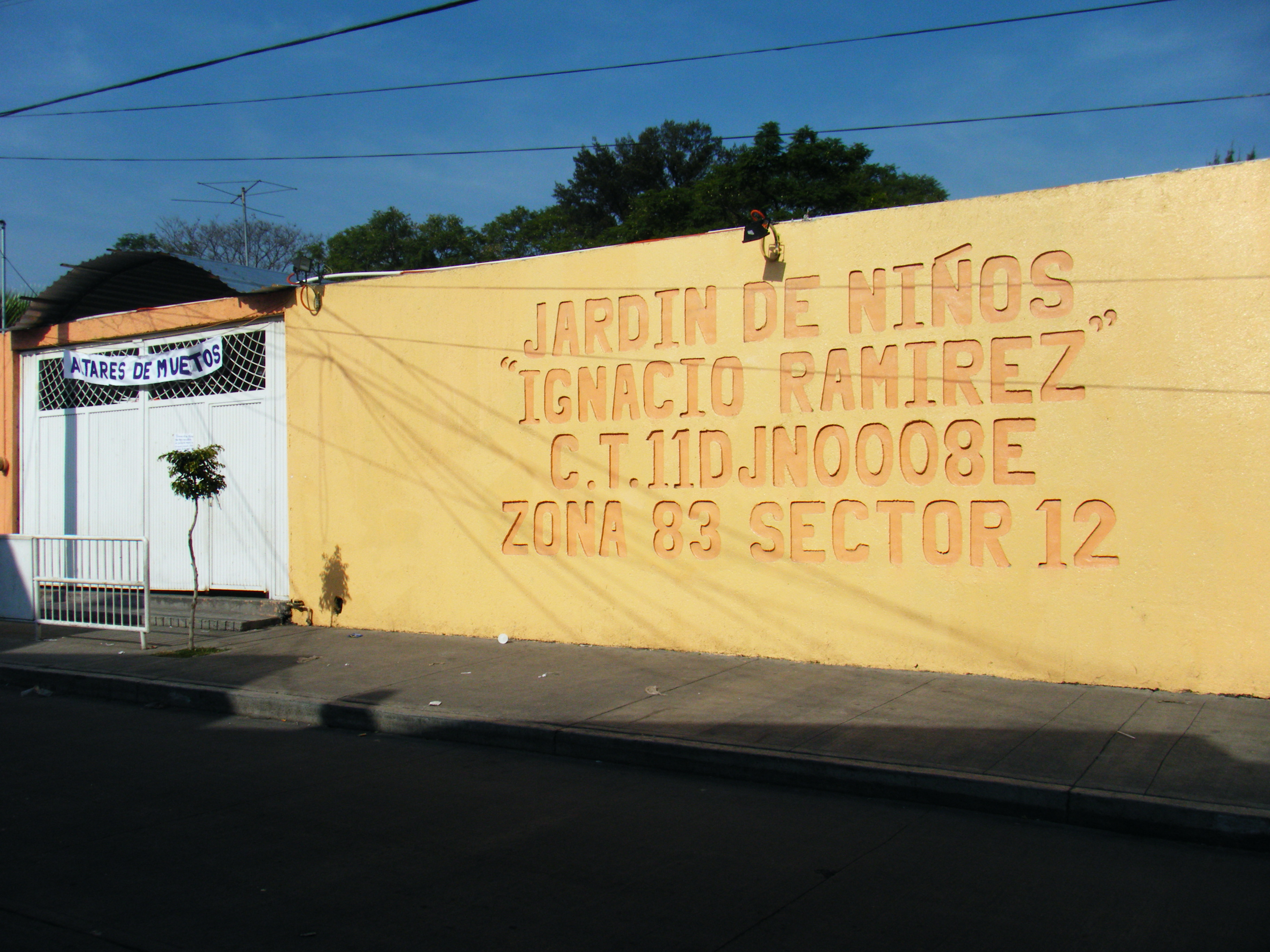
Jardín de Niños en Uriangato.

El nivel de educación de los habitantes de Uriangato, se encuentra por encima del promedio de educación del estado de Guanajuato. Es el 8.º municipio con menos analfabetismo del estado de Guanajuato.
En Uriangato se tiene un censo de 87 planteles educativos en todos los niveles, se cuenta con maternal, preescolar, primaria, secundaria, bachillerato y escuela de nivel superior con posgrados. La infraestructura educativa en el municipio está en crecimiento, debido a las crecientes necesidades de educación que la población demanda, a continuación se citan las Instituciones educativas del municipio.

### Nivel Licenciatura o Profesional
En el nivel superior se encuentran inscritos 568 alumnos del municipio de Uriangato, de los cuales 352 (62 %) están inscritos en Universidades y Tecnológicos fuera del municipio como la Universidad de Guanajuato, Instituto Tecnológico de Celaya, Universidad Michoacana UMSNH, Universidad DeLaSalle, Instituto Tecnológico de Morelia, Universidad de Guadalajara, Universidad Autónoma de Guadalajara UAG, Universidad Autónoma de Querétaro UAQ, UNAM e ITESM.
La Institución de más alto nivel educativo en Uriangato es el Instituto Tecnológico Superior del Sur de Guanajuato (ITSUR), esta institución fue fundada en 1996 por gestión del Prof. Ramón Pérez García Presidente Municipal, con el apoyo de un comité ciudadano de Uriangatenses comprometidos con la educación en el municipio, concebido como ITESUR (Instituto Tecnológico y de Estudios Superiores de Uriangato), nombre con el que es conocido por la mayoría población, actualmente cuenta con las carreras de: Ingeniería Ambiental, Ingeniería en Sistemas Computacionales, Ingeniería Industrial, Ingeniería Electrónica, Ingeniería en Informática e Ingeniería en Gestión Empresarial.
Se cuenta también con un plantel de la Universidad Sor Juana Inés de la Cruz en donde se imparten las Licenciaturas en: Educación Preescolar, Educación Primaria, Educación Física, Educación Secundaria, en las especialidades de Matemáticas, Español e inglés.
La Universidad Vasco de Quiroga, inició clases en la colonia La Joyita, el primer semestre tuvo un total de 24 alumnos del Bachillerato.
La Universidad Pedagógica Nacional (UPN), inició funciones en el año 1998, permitiendo a los Maestros de la región contar con preparación y obtener el Título de Licenciatura en Pedagogía.

### Nivel Intermedio: Preparatoria o Bachillerato
En nivel bachillerato se encuentran inscritos 1689 alumnos.
La Institución más importante del nivel bachillerato es el 'CBTis 217' dependiente de la Subsecretaria de Educación Media Superior con sus especialidades en dos turnos. Este plantel se distingue entre los 400 planteles de DGETi porque cuenta con un jardín botánico, en el que actualmente las plantas se están clasificando. Cuenta también con una cancha de fútbol empastada y dos de basquetbol. La matrícula para el ciclo escolar 2012-2013 es de 965 alumnos inscritos. Las carreras que cursan estudiantes de la región sur en este plantel son BT en Programación, BT en producción Industrial de alimentos, BT en Administración de recursos Humanos, BT en Mecánica Industrial y BT en Contabilidad.
El Cecyte Guanajuato EMSaD Uriangato ubicado al norte de la ciudad en la colonia Las Misionescuenta es una institución de nivel medio superior con 1,300 alumnos inscritos.
La Preparatoria del Sur de Guanajuato incorporada a la Universidad de Guanajuato, cuenta con cuatro bachilleratos: Ciencias Naturales y de la Salud, Ciencias Sociales y Humanidades, Ciencias Económico Administrativas y Ciencias Exactas, Ingenierías y Artes. Esta es una institución católica Agustiniana particular.
La Preparatoria Abierta cuenta con 100 alumnos inscritos.

### Nivel Básico: Secundaria
En nivel secundaria hay 2198 alumnos inscritos en las siguientes instituciones:
La Escuela Secundaria Federal de Uriangato ESFU (Secundaria José Vasconcelos).
La Escuela Secundaria Oficial Estatal ESOE (Defensores de Uriangato).
El Instituto Mendel.
La Telesecundaria 180 de El Derramadero.
La Telesecundaria 251 de San José.
La Telesecundaria 292 de El Rancho del Cerro.
La Telesecundaria 293 de El Charco.
La Telesecundaria 472 de El Cuitzillo.
La Telesecundaria 756 de La Presa de Huahuemba.
La Telesecundaria 915 de La Deseada de Arriba.

### Nivel Básico: Primaria
En nivel primaria se encuentran 6221 alumnos en 38 escuelas:
Escuela Primaria Urbana Federal Matutina Miguel Hidalgo (centro)
Escuela Primaria Urbana Federal Vespertina Dr. Jaime Torres Bodet (centro)
Escuela Primaria n.º 1 Rosaura Pedraza (centro)
Escuela Primaria n.º 3 Ignacio Allende (centro)
Escuela Primaria Aguiluchos de Chapultepec (centro)
Escuela Primaria Justo Sierra (centro)
Colegio Fray Alonso de la Veracruz (centro)
Instituto Uriangato A.C. (centro)
Escuela Primaria Melchor Ocampo (colonia Agrícola)
Escuela Primaria Benito Juárez (colonia Lindavista)
Escuela Primaria Francisco I Madero (colonia Lindavista)
Escuela Primaria Club de Leones (colonia Plan de Ayala)
Escuela Primaria Emiliano Zapata (colonia Plan de Ayala)
Escuela Primaria Luis Donaldo Colosio (colonia La Joyita)
Escuela Primaria Guadalupe Victoria (colonia La Joyita)
Escuela Primaria Ignacio M. Altamirano (colonia La Joyita)
Escuela Primaria Miguel Hidalgo (colonia El Cuitzillo)
Escuela Primaria Guadalupe Victoria (colonia El Cuitzillo)
Escuela Primaria Adolfo López Mateos (colonia La Loma Bonita)
Escuela Primaria Vicente Guerrero (colonia La Loma Bonita)
Escuela Primaria Juventino Rosas (colonia La Deseada de Arriba)
Escuela Primaria Lázaro Cárdenas en San José Cuaracurío
Escuela Primaria Valentín Gómez Farías en Los Portalitos
Escuela Primaria Plan de Ayutla en Buenavista
Escuela Primaria Niños Héroes en El Derramadero
Escuela Primaria José María Morelos en Cupuato
Escuela Primaria José María Morelos en El Charco
Escuela Primaria Ignacio Zaragoza en El Charco
Escuela Primaria Tomasa Estévez en El Charco
Escuela Primaria Independencia en La Cinta
Escuela Primaria Huahuemba en Huahuemba
Escuela Primaria El Aguacate en El Aguacate
Escuela Primaria Nicolás Bravo en Lagunilla del Rico
Escuela Primaria Pípila en Lagunilla del Rico
Escuela Primaria Emiliano Zapata en Lagunilla del Encinal
Escuela Primaria Fernando Montes de Oca en Los Rodríguez
Escuela Primaria Cuauhtémoc en Rancho El Cerro
Escuela Primaria 13 de septiembre en El Comal

### Nivel Preescolar
En nivel preescolar hay 2323 alumnos en 36 planteles

### Educación Inicial
Se cuenta con dos módulos de atención y servicios en educación inicial.
Así como cuatro Guarderías particulares.

### Educación Especial
Se cuenta con dos escuelas de Educación Especial.
C.A.M. Decroly
Usaer Paulo Freire.

## Salud

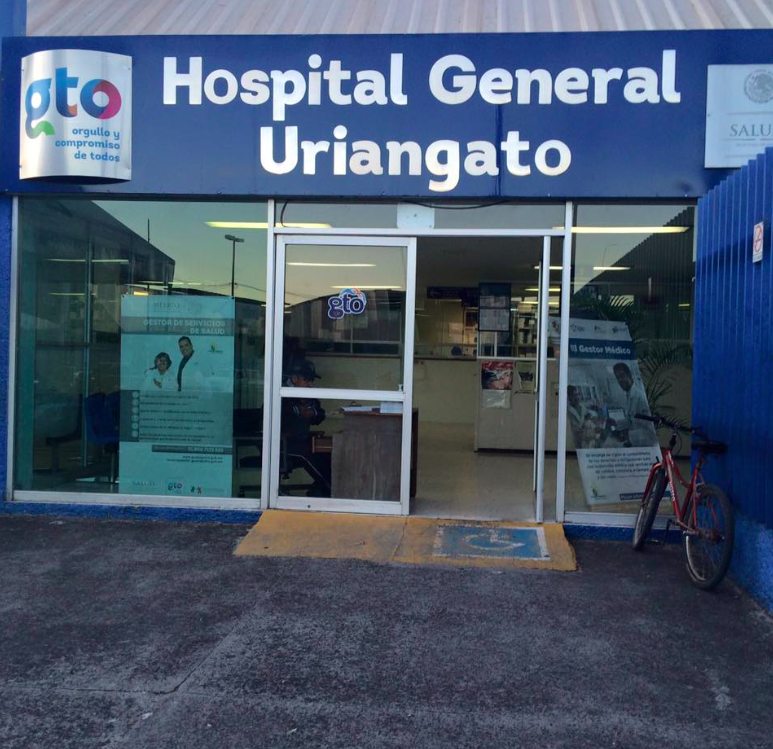
Entrada de pacientes del Hospital General Uriangato

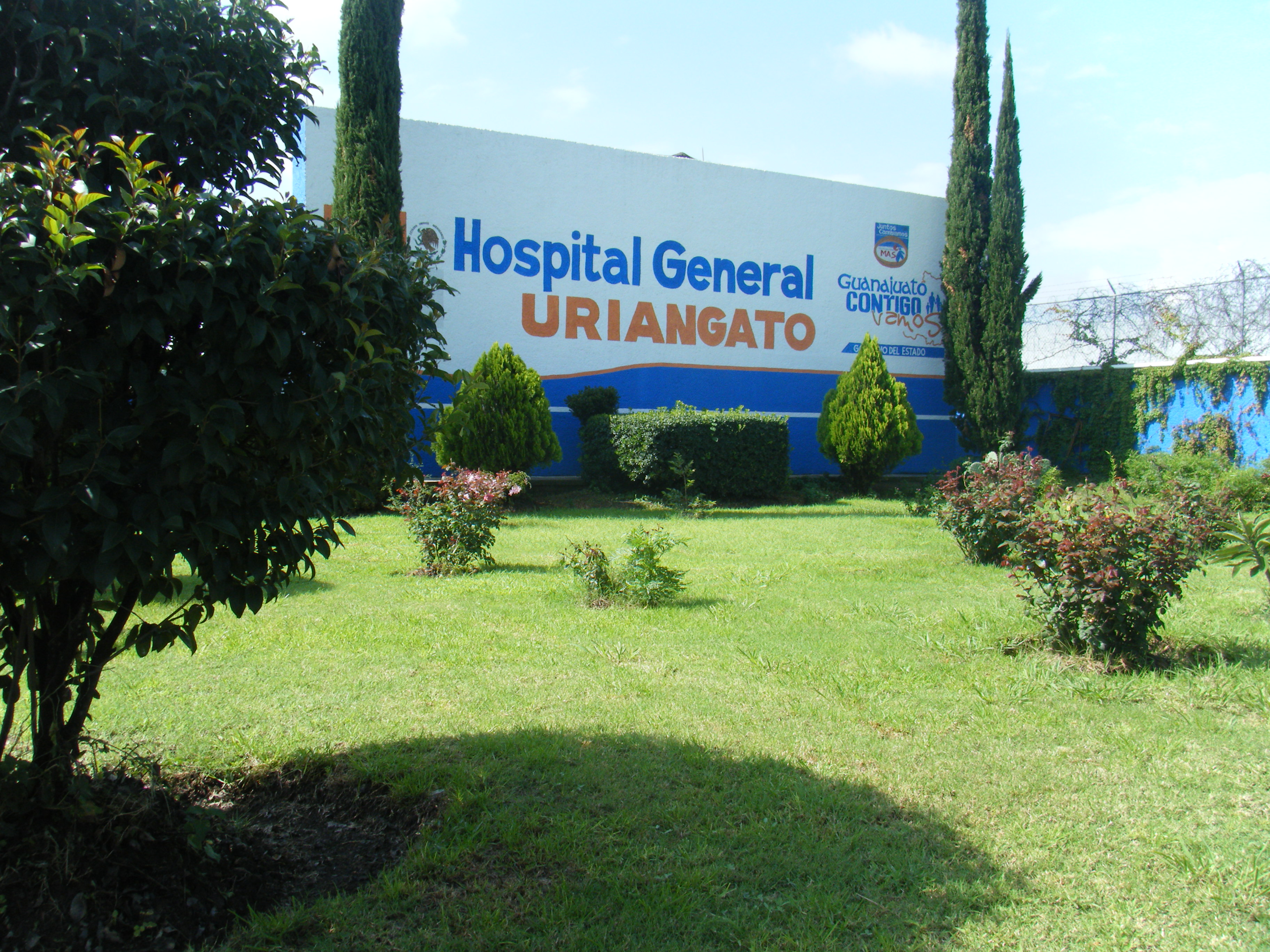
Fachada del Hospital General de Uriangato.

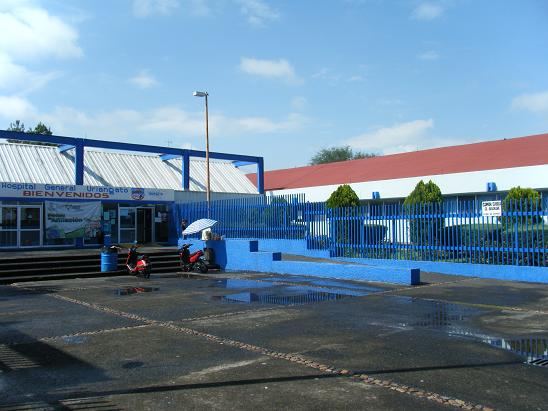
Hospital General de Uriangato.

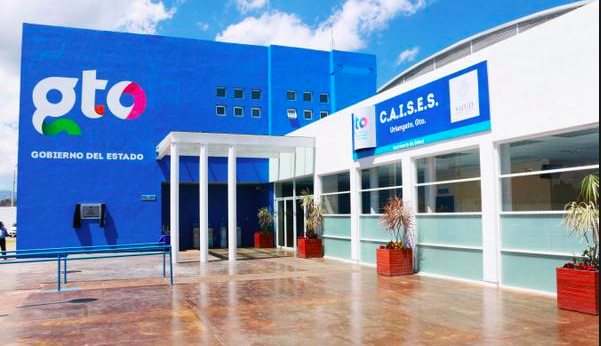
Entrada Principal del CAISES Uriangato en la colonia Las Aguilillas.

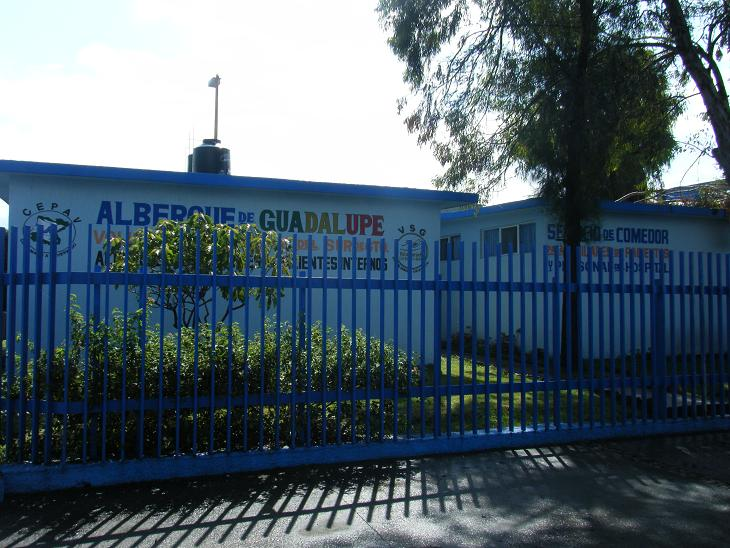
Albergue de Guadalupe en el interior del Hospital General Regional de Uriangato.

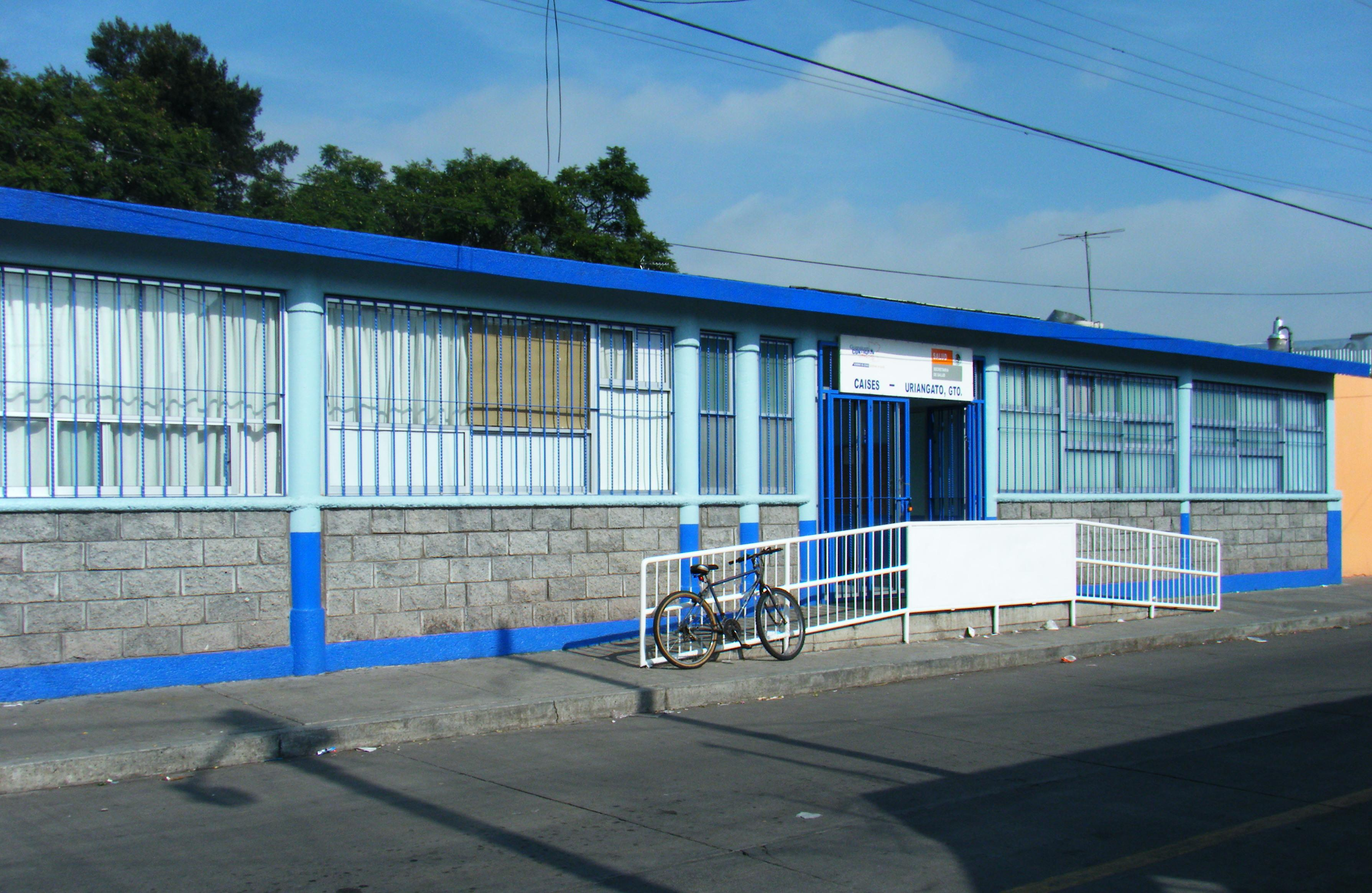
Centro de Salud "CAISES Uriangato" (conocido como "El Hospitalito").

### Causas de consulta médica
En Uriangato se tienen registrados 121 Médicos que dan consulta en las instituciones del sector salud. Durante el año 2020 la Secretaría de Salud reportó en Uriangato un total de 11 780 consultas en unidades de salud públicas, de las cuales: 56.87 % se realizaron en el Hospital General Regional, 36.21 % se realizaron en el Centro de Salud Urbano (CAISES) y 5.01 % se realizaron en los 3 centros de salud rurales y el 1.90 % en el consultorio médico del ISSSTE. 
Las principales 20 causas de consulta médica en Uriangato fueron:
1.- Infecciones respiratorias agudas: 59.15%
2.- Diarreas: 6.72%
3.- Úlceras, gastritis y duodenitis: 4.73%
4.- Infección de vías urinarias: 4.59%
5.- Intoxicación por picadura de alacrán: 4.32%
6.- Otitis media aguda: 3.17%
7.- Amibiasis intestinal: 1.92%
8.- Hipertensión arterial: 1.86%
9.- Parasitosis: 1.68%
10.- Diabetes mellitus: 1.55%
11.- Mordeduras de perro: 1.51%
12.- Asma: 1.09%
13.- Tricomoniasis urogenital: 0.91%
14.- Varicela: 0.62%
15.- Intoxicación por ponzoña de insectos: 0.61%
16.- Amigdalitis estreptocóccica: 0.57%
17.- Salmonelosis: 0.52%
18.- Quemaduras: 0.45%
19.- Candidiasis genital: 0.45%
20.- Intoxicación alcohólica: 0.44%

### Causas de muerte en Uriangato
Durante 2023 se registraron 370 defunciones, 189 hombres y 181 mujeres. lo cual representa una tasa de mortalidad general de 6.02 (defunciones/1000 hab/año) la tasa de mortalidad infantil es de 15.45 por cada 1000 recién nacidos vivos por año (la tercera más baja de todo el estado de Guanajuato), las principales causas de mortalidad en Uriangato fueron: 
1.- Infarto agudo al miocardio: 19.23 %
2.- Tumores malignos de órganos sólidos: 17.37%
3.- Diabetes mellitus 15.52 %
4.- Linfomas y leucemias: 8.54%
5.- Insuficiencia renal crónica 4.18 %
6.- Enfermedad pulmonar obstructiva crónica 3.12 %
7.- Homicidios y agresión con disparo de armas de fuego 2.96 %
8.- Cirrosis hepática alcohólica 2.12 %
9.- Enfermedad vascular cerebral 2.01 %
10.- Insuficiencia cardíaca congestiva 1.70 %
Otras causas de mortalidad: 23.25%

### Derechohabiencia
La derechohabiencia de la población de Uriangato en 2020 se distribuye de la siguiente manera: 
Población total: 61 494 habitantes (100 %).
Población sin derechohabiencia ni seguridad social: 50 701 personas: 82.45%
Derechohabientes del IMSS: 7 932  personas: 12.9%
Derechohabientes del ISSSTE: 1 998  personas: 3.25%
Personas con seguros privados de gastos médicos: 701  personas: 1.1%
Derechohabientes del PEMEX: 95  personas: 0.15%
Derechohabientes del SEDENA: 67  personas: 0.11%

### Infraestructura en Salud
La infraestructura y recursos humanos con que cuenta el municipio ha crecido acorde a al ritmo que lo ha hecho la población. La demanda de atención de la mayor proporción de población que no cuenta con seguridad social en salud (82.45% del total de la población) la absorbe la secretaría de salud del estado de Guanajuato.
La secretaría de salud del estado de Guanajuato cuenta con el Hospital General Uriangato que atiende a la población de Uriangato y de otros municipios del estado de Guanajuato como Moroleón, Yuriria, Valle de Santiago, Santiago Maravatío y municipios del estado de Michoacán como Santa Ana Maya, Cuitzeo, Huandacareo y Villa Morelos en los servicios de urgencias, rayos X, ultrasonido, laboratorio, pediatría, ginecología, obstetricia, cirugía general, traumatología, ortopedia, medicina preventiva, dental y nutrición, cuenta con trabajo social y farmacia para el surtimiento de medicamentos, así como con el servicio de albergue para los familiares de los pacientes. Este es un hospital de segundo nivel perteneciente a la jurisdicción sanitaria V con sede en la ciudad de Salamanca.
El centro de salud urbano, también conocido como "el hospitalito", que brindó servicios de salud por más de 50 años a la población en la zona centro fue cerrado en marzo de 2015 y trasladado a la colonia Las Aguilillas al oriente de la ciudad en donde se construyeron las nuevas instalaciones y se trabaja en tres turnos brindando atención de medicina general, planificación familiar, detección oportuna de cáncer, vacunación, atención de urgencias, curaciones, farmacia y pláticas de promoción de la salud sobre todo a población sin derechohabiencia.
La población de Uriangato cuenta con tres centros de salud rurales en las comunidades de El Derramadero, El Charco y Rancho El Cerro, en las que se brinda consulta de medicina general, surtimiento de medicamentos, métodos anticonceptivos y suplementos alimenticios, se realizan atención de urgencias, detección oportuna de cáncer, vacunación y pláticas de promoción de la salud.
Se cuenta también con un consultorio del ISSSTE que atiende a 1998 derechohabientes.
El municipio de Uriangato no cuenta con una clínica del IMSS, sin embargo en la Unidad de Medicina Familiar del IMSS en la ciudad de Moroleón que atienden a los 7932 derechohabientes del IMSS de Uriangato.
En la cabecera municipal existen también varios hospitales, clínicas y consultorios particulares entre los más reconocidos se encuentran: Hospital Biomédica, Médica, Sur, Hospital Guadalupano, Clínica San Román, Sanatorio San Miguel.

## Desarrollo social

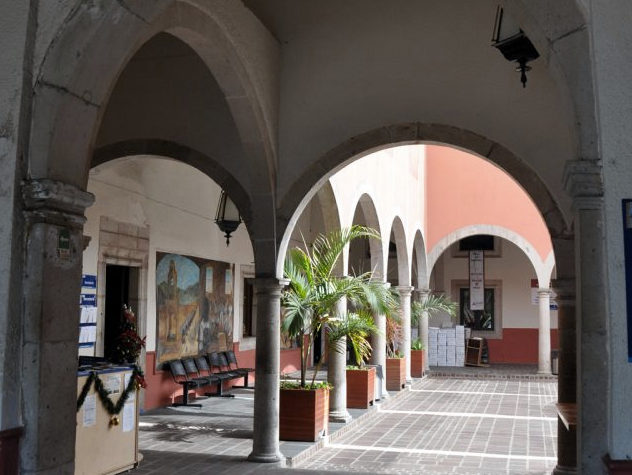
Interior de la Presidencia Municipal de Uriangato, Gto.

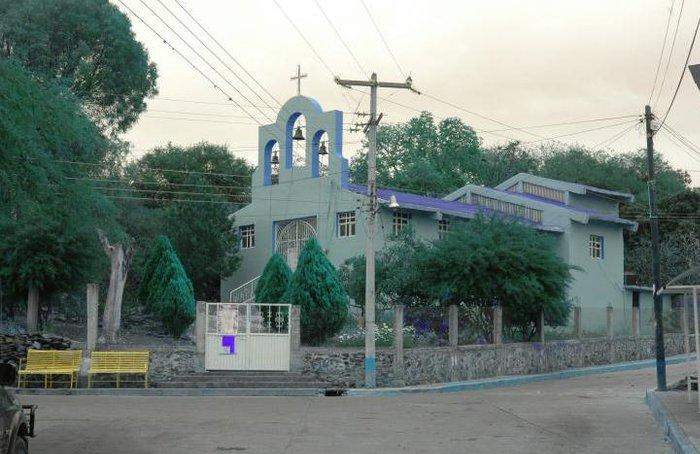
El Charco: la localidad más importante del oriente del municipio.

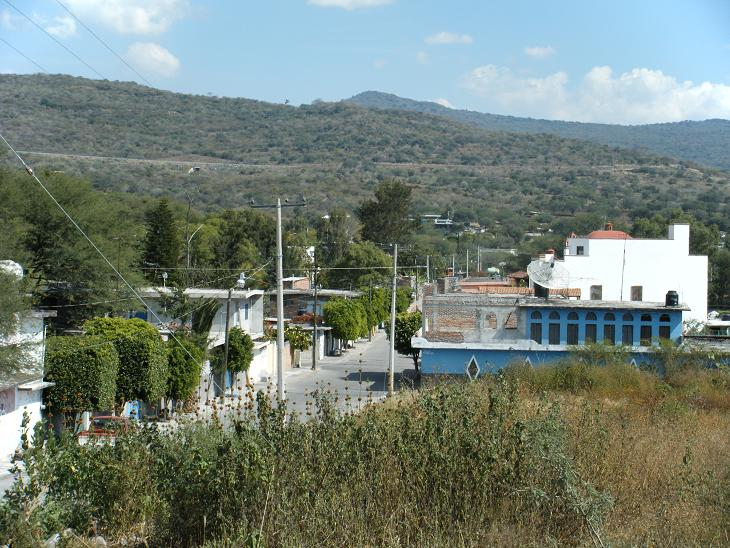
San José Cuaracurío, la localidad más cercana a la cabecera municipal.

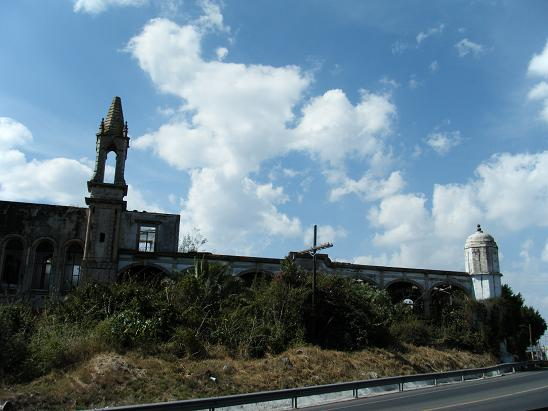
Ruinas de la Exhacienda de San José Cuaracurío.

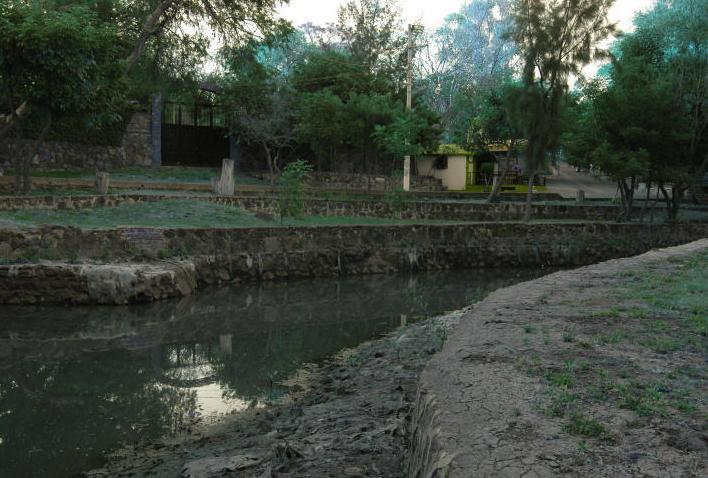
Charándaro, municipio de Uriangato.

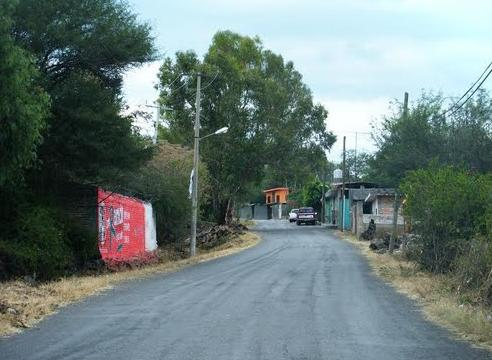
Entrada a la colonia La Deseada de Arriba.

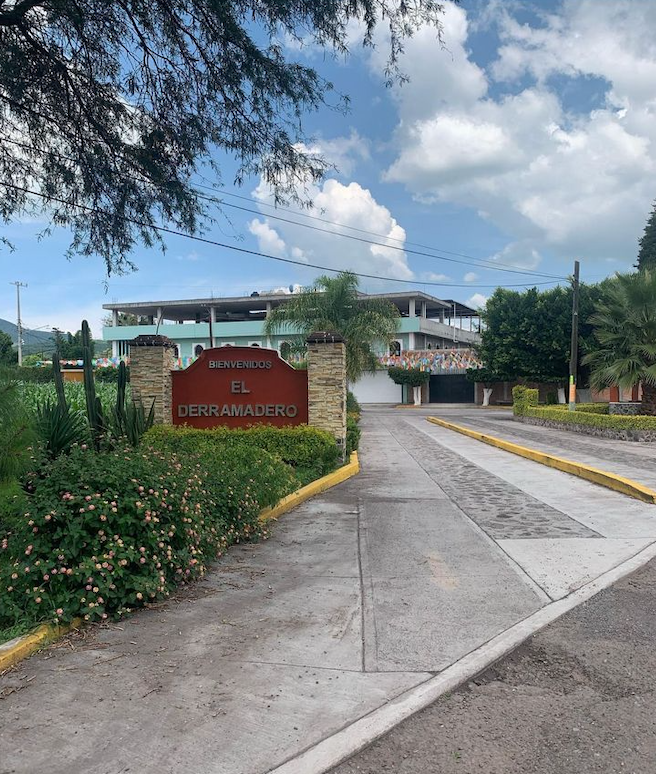
Entrada al Derramadero

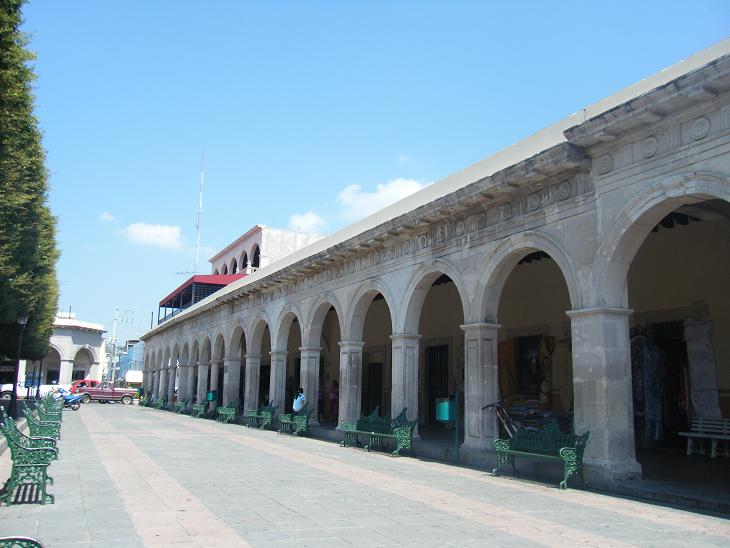
Portales de Uriangato.

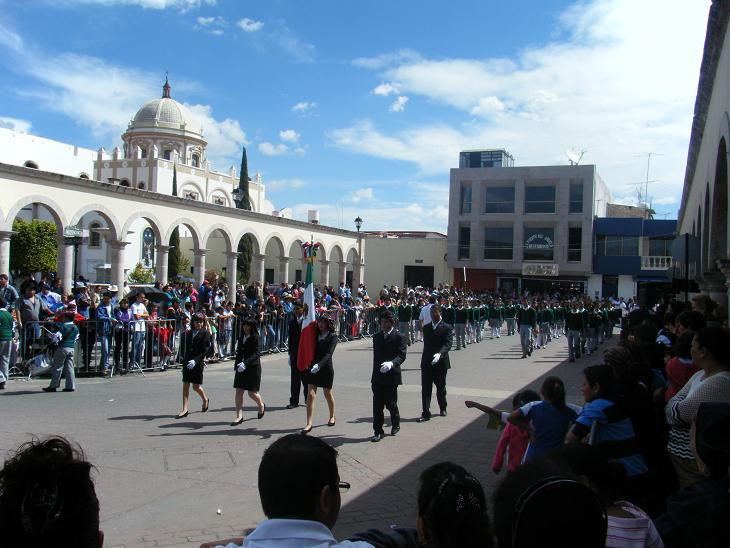
Población de Uriangato durante el desfile del 406 aniversario.

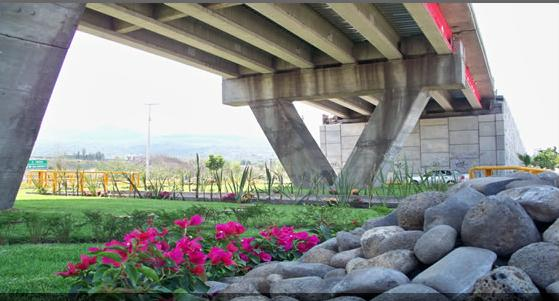
Puente del Bulevard Juárez y Libramiento remodelado en 2010.

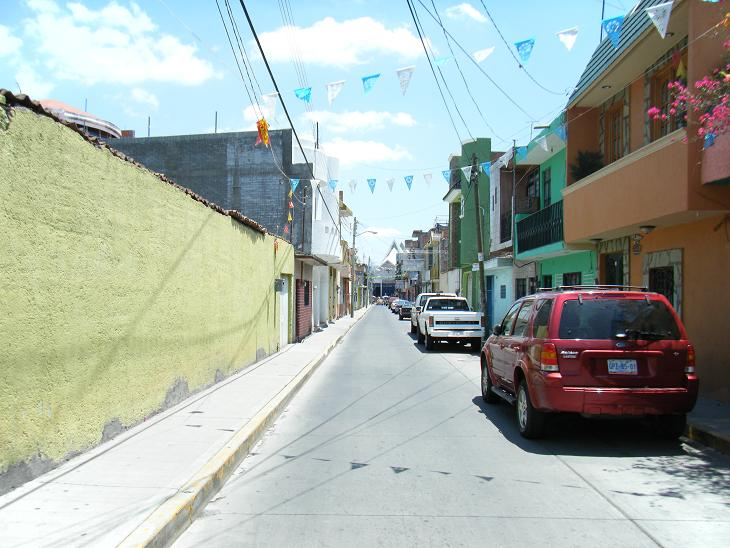
Calle Pípila en la Colonia Centro de Uriangato.

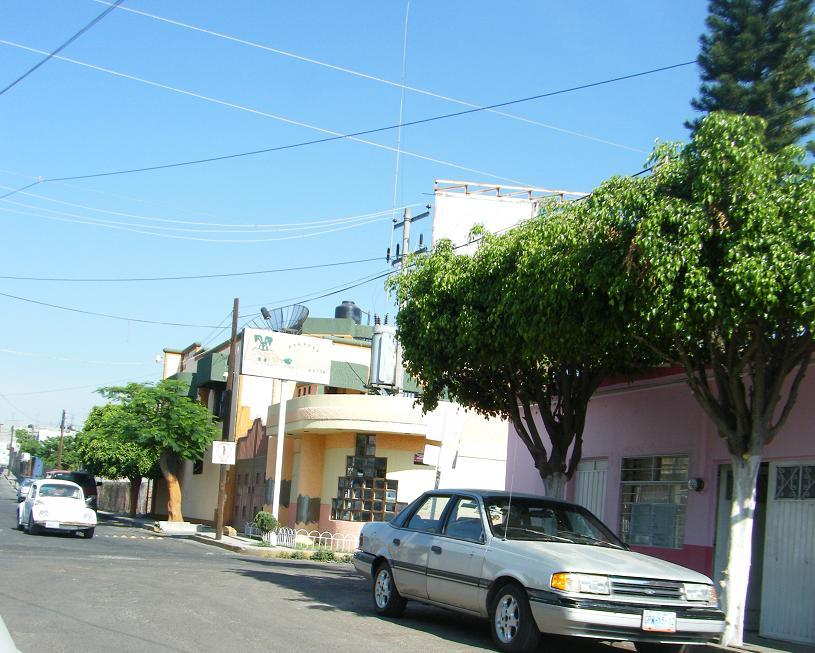
Calle Mina en el barrio de La Loma.

#### Localidades con muy bajo rezago social[65]
Uriangato
Población analfabeta mayor de 15 años: 8.79%, Población de 15 años o más sin primaria completa: 32.51%, Viviendas sin drenaje ni excusado 1.43%, Viviendas sin energía eléctrica 1.06%, Viviendas sin agua entubada 2.63%, Viviendas con algún nivel de hacinamiento 23.81%, Viviendas con piso de tierra 2.53%, Viviendas sin refrigerador 9.83%, Índice de marginación -1.35117 (muy baja marginación).
Buenavista
Población analfabeta mayor de 15 años: 16.25%, Población de 15 años o más sin primaria completa: 57.50%, Viviendas sin drenaje ni excusado 0.00%, Viviendas sin energía eléctrica 0.00%, Viviendas sin agua entubada 0.00%, Viviendas con algún nivel de hacinamiento 43.33%, Viviendas con piso de tierra 10.00%, Viviendas sin refrigerador 6.67%, Índice de marginación -0.90126 (marginación media).
La Cinta
Población analfabeta mayor de 15 años: 12.50%, Población de 15 años o más sin primaria completa: 44.87%, Viviendas sin drenaje ni excusado 6.90%, Viviendas sin energía eléctrica 0.00%, Viviendas sin agua entubada 3.45 %, Viviendas con algún nivel de hacinamiento 17.24%, Viviendas con piso de tierra 17.24%, Viviendas sin refrigerador 6.90%, Índice de marginación -1.13753 (baja marginación).
El Charco
Población analfabeta mayor de 15 años: 18.34 %, Población de 15 años o más sin primaria completa: 58.68%, Viviendas sin drenaje ni excusado 6.06%, Viviendas sin energía eléctrica 1.21%, Viviendas sin agua entubada 1.22%, Viviendas con algún nivel de hacinamiento 28.48%, Viviendas con piso de tierra 8.48%, Viviendas sin refrigerador 15.15%, Índice de marginación -0.87853 (marginación media).
El Derramadero
Población analfabeta mayor de 15 años: 18.39 %, Población de 15 años o más sin primaria completa: 59.97 %, Viviendas sin drenaje ni excusado 0.80 %, Viviendas sin energía eléctrica 0.40 %, Viviendas sin agua entubada 0.40 %, Viviendas con algún nivel de hacinamiento 15.26 %, Viviendas con piso de tierra 8.84 %, Viviendas sin refrigerador 13.25 %, Índice de marginación -0.98961 (marginación media).
Huahuemba
Población analfabeta mayor de 15 años: 9.85 %, Población de 15 años o más sin primaria completa: 44.70 %, Viviendas sin drenaje ni excusado 12.50 %, Viviendas sin energía eléctrica 0.00 %, Viviendas sin agua entubada 4.17 %, Viviendas con algún nivel de hacinamiento 35.42 %, Viviendas con piso de tierra 8.33 %, Viviendas sin refrigerador 16.67 %, Índice de marginación -1.02219 (marginación media).
La Peonía
Población analfabeta mayor de 15 años: 5.56 %, Población de 15 años o más sin primaria completa: 11.11 %, Viviendas sin drenaje ni excusado 25.00 %, Viviendas sin energía eléctrica 0.00 %, Viviendas sin agua entubada 0.00 %, Viviendas con algún nivel de hacinamiento 25.00 %, Viviendas con piso de tierra 50.00 %, Viviendas sin refrigerador 0.00 %, Índice de marginación -1.25393 (baja marginación).
La Presa
Población analfabeta mayor de 15 años: 9.57 %, Población de 15 años o más sin primaria completa: 41.39 %, Viviendas sin drenaje ni excusado 7.02 %, Viviendas sin energía eléctrica 0.88 %, Viviendas sin agua entubada 6.14 %, Viviendas con algún nivel de hacinamiento 42.98 %, Viviendas con piso de tierra 3.51 %, Viviendas sin refrigerador 13.16 %, Índice de marginación -1.07550 (baja marginación).
Rancho Nuevo de Cupuato
Población analfabeta mayor de 15 años: 9.81 %, Población de 15 años o más sin primaria completa: 50.00 %, Viviendas sin drenaje ni excusado 10.13 %, Viviendas sin energía eléctrica 1.27 %, Viviendas sin agua entubada 3.80 %, Viviendas con algún nivel de hacinamiento 40.51 %, Viviendas con piso de tierra 3.80 %, Viviendas sin refrigerador 24.05 %, Índice de marginación -0.92952 (marginación media).
San José Cuaracurío
Población analfabeta mayor de 15 años: 12.32 %, Población de 15 años o más sin primaria completa: 49.90 %, Viviendas sin drenaje ni excusado 4.24 %, Viviendas sin energía eléctrica 1.21 %, Viviendas sin agua entubada 3.70 %, Viviendas con algún nivel de hacinamiento 25.15 %, Viviendas con piso de tierra 7.36 %, Viviendas sin refrigerador 12.73 %, Índice de marginación -1.07503 (baja marginación).
Charándaro
Población analfabeta mayor de 15 años: 12.50 %, Población de 15 años o más sin primaria completa: 12.50 %, Viviendas sin drenaje ni excusado 0.00 %, Viviendas sin energía eléctrica 0.00 %, Viviendas sin agua entubada 0.00 %, Viviendas con algún nivel de hacinamiento 0.00 %, Viviendas con piso de tierra 100.00 %, Viviendas sin refrigerador 0.00 %, Índice de marginación -1.31398 (baja marginación).

### Localidades con bajo rezago social
Rancho El Cerro
Población analfabeta mayor de 15 años: 29.33 %, Población de 15 años o más sin primaria completa: 70.39 %, Viviendas sin drenaje ni excusado 8.51 %, Viviendas sin energía eléctrica 0.71 %, Viviendas sin agua entubada 8.57 %, Viviendas con algún nivel de hacinamiento 24.82 %, Viviendas con piso de tierra 13.48 %, Viviendas sin refrigerador 6.90 %, Índice de marginación -0.55906 (alta marginación).
Los Portalitos
Población analfabeta mayor de 15 años: 16.85 %, Población de 15 años o más sin primaria completa: 55.62 %, Viviendas sin drenaje ni excusado 8.70 %, Viviendas sin energía eléctrica 0.00 %, Viviendas sin agua entubada 1.45 %, Viviendas con algún nivel de hacinamiento 43.48 %, Viviendas con piso de tierra 21.74 %, Viviendas sin refrigerador 26.09 %, Índice de marginación -0.67757 (alta marginación).

### Localidades con rezago social medio
El Aguacate
Población analfabeta mayor de 15 años: 27.68 %, Población de 15 años o más sin primaria completa: 65.54 %, Viviendas sin drenaje ni excusado 27.59 %, Viviendas sin energía eléctrica 0.00 %, Viviendas sin agua entubada 3.51 %, Viviendas con algún nivel de hacinamiento 51.72 %, Viviendas con piso de tierra 41.38 %, Viviendas sin refrigerador 41.38 %, Índice de marginación -0.10155 (alta marginación).
El Comal
Población analfabeta mayor de 15 años: 20.97 %, Población de 15 años o más sin primaria completa: 59.68 %, Viviendas sin drenaje ni excusado 60.00 %, Viviendas sin energía eléctrica 0.00 %, Viviendas sin agua entubada 0.00 %, Viviendas con algún nivel de hacinamiento 55.00 %, Viviendas con piso de tierra 20.00 %, Viviendas sin refrigerador 35.00 %, Índice de marginación -0.23605 (alta marginación).
Lagunilla del Rico
Población analfabeta mayor de 15 años: 23.62 %, Población de 15 años o más sin primaria completa: 51.76 %, Viviendas sin drenaje ni excusado 55.41 %, Viviendas sin energía eléctrica 5.41 %, Viviendas sin agua entubada 4.05 %, Viviendas con algún nivel de hacinamiento 66.22, Viviendas con piso de tierra 48.65 %, Viviendas sin refrigerador 68.92 %, Índice de marginación -0.18523 (alta marginación).
Lagunilla del Encinal
Población analfabeta mayor de 15 años: 16.81 %, Población de 15 años o más sin primaria completa: 61.26 %, Viviendas sin drenaje ni excusado 86.49 %, Viviendas sin energía eléctrica 0.00 %, Viviendas sin agua entubada 8.11 %, Viviendas con algún nivel de hacinamiento 51.35 %, Viviendas con piso de tierra 48.65 %, Viviendas sin refrigerador 35.14 %, Índice de marginación +0.03726 (alta marginación).
Los Rodríguez
Población analfabeta mayor de 15 años: 18.07 %, Población de 15 años o más sin primaria completa: 46.99 %, Viviendas sin drenaje ni excusado 50.00 %, Viviendas sin energía eléctrica 0.00 %, Viviendas sin agua entubada 4.55 %, Viviendas con algún nivel de hacinamiento 81.82 %, Viviendas con piso de tierra 86.36 %, Viviendas sin refrigerador 77.27 %, Índice de marginación +0.40157 (alta marginación).
Los Zavala
Población analfabeta mayor de 15 años: 32.35 %, Población de 15 años o más sin primaria completa: 58.82 %, Viviendas sin drenaje ni excusado 44.44 %, Viviendas sin energía eléctrica 0.00 %, Viviendas sin agua entubada 0.00 %, Viviendas con algún nivel de hacinamiento 77.78 %, Viviendas con piso de tierra 44.44 %, Viviendas sin refrigerador 66.67 %, Índice de marginación +0.28981 (alta marginación).

### Localidades con alto rezago social
Ninguna.

### Localidades con muy alto rezago social
Ninguna.

### Asistencia Social

#### DIF Uriangato
El DIF de Uriangato es la Institución más importante y completa de asistencia social en Uriangato, ya que brinda entre otros servicios:
Entrega regular de despensas a personas vulnerables, se hace cargo del abastecimiento de los comedores comunitarios los cuales brindan alimentación a niños, adolescentes, mujeres embarazadas, mujeres en periodo de lactancia, adultos mayores, personas con discapacidad ubicados en comunidades con alto y muy alto grado de marginación. Brinda atención a menores de cinco años con desnutrición o en riesgo, a los niños no escolarizados y brinda los desayunos preescolares, también se brinda atención médica a mujeres embarazadas y en periodo de lactancia.

#### Centro Gerontológico
Este centro se encuentra dentro de las instalaciones del DIF y consiste en un servicio que se presta a los adultos mayores con el fin de promover, crear y organizar nuevos grupos solidarios y autogestión, teniendo proyectos productivos como el invernadero, el vivero y la cocina. Esto con la finalidad de mantener y prolongar la salud de los adultos mayores por medio de activación física, actividades culturales, recreativas, campañas de salud, autoayuda y se les brinda la información y adiestramiento para que logren ser autosuficientes.

#### Centro de Rehabilitación
Es una institución que brinda servicio dentro de las instalaciones del DIF a todos los habitantes del municipio de Uriangato que tengan alguna discapacidad temporal o definitiva. El CRIT Teletón del Bajío ubicado en Irapuato, Gto., atiende a 14 niños del municipio de Uriangato.
Los usuarios que así lo requieren, cuentan con este centro en donde se apoya a las personas con alguna discapacidad tanto visual, auditiva, motora, hereditaria, por enfermedad, por accidente, por violencia, neuromotora así como intelectual, también es importante para todas las personas que han sufrido algún accidente o enfermedad que les ha limitado la actividad de su cuerpo, en este centro reciben terapia física y rehabilitación a un bajo costo, con la finalidad de reintegrarlas a su medio social, laboral y familiar.

#### Consultorio de terapia psicológica
Es un apoyo del DIF enfocado a proporcionar a los ciudadanos de Uriangato un mejor manejo de su comportamiento y así obtener una mejor salud mental, mediante un proceso de orientación psicológica que ayuda a las personas a darse cuenta de los recursos con los que cuentan para la solución y enfrentamiento de las dificultades de su vida diaria. A este consultorio se canaliza a todas las personas atendidas en el CEMAIV, aquí se les brinda atención psicológica necesaria para su integración a una vida normal o en su defecto se les canaliza al servicio psiquiátrico o neurológico para atender su enfermedad.

### Seguridad Pública
En 2023, 18.2% de los hombres mayores de 18 años de Uriangato percibieron seguridad en el municipio, mientras que 12% de mujeres mayores de 18 años compartieron dicha percepción.
A nivel sociodemográfico, tanto hombres como mujeres pertenecientes al nivel sociodemográfico medio bajo percibieron mayor seguridad, 20% en el caso de hombres y 14.1% en el caso de mujeres.
5.1.% de la población de Uriangato aseguró tener mucha confianza en la policía municipal, mientras que un 44.9% indicó tener mucha desconfianza. Mientras que en la percepción de la policía estatal, 12.4% de la población aseguró tener mucha confianza en la policía estatal, mientras que un 14.7% indicó tener mucha desconfianza.
Del mismo modo, un 16.9% de la población aseguró tener mucha confianza en el Ministerio Público y Procuradurías, un 19% en los Jueces y un 25.3% en la Policía Federal, mientras que un 14.6%, un 13% y un 11.5% aseguró tener mucha desconfianza en ellos, respectivamente.
Las denuncias con mayor ocurrencia durante 2023 en Uriangato fueron Otros Delitos del Fuero Común (150), Robo (91) y Daño a la Propiedad (52), las cuales abarcaron un 61.7% del total de denuncias del año.
Al comparar el número de denuncias 2022 y 2023, aquellas con mayor crecimiento fueron Otros Delitos del Fuero Común (25%), Abuso de Confianza (2%) y Despojo (1%).
Accidentes de tránsito terrestres en zonas urbanas y suburbana durante 2023: 879
Otros delitos ocurridos y registrados en averiguaciones previas del fuero común en 2023: 162
Víctimas de robo: 91
Daño a la propiedad: 52
Amenazas: 49
Víctimas de golpes y lesiones: 47
Víctimas de homicidio: 25
Abuso sexual: 21
Violencia familiar: 20
Víctimas de secuestro: 7

## Vías y medios de comunicación

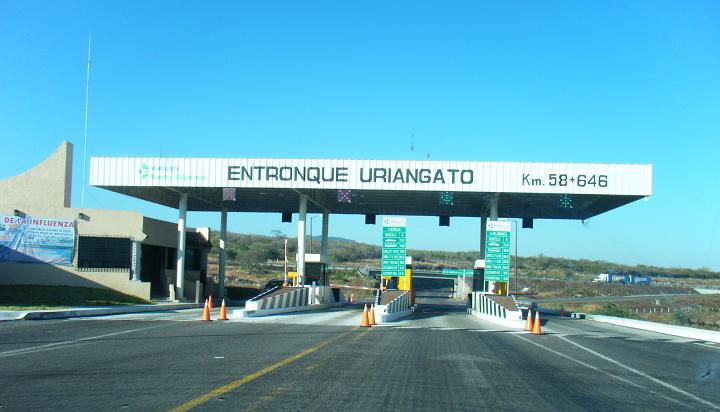
Entronque Uriangato de la Autopista Morelia-Salamanca.

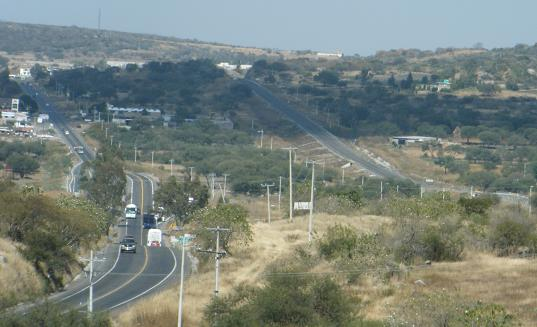
Principales vías de acceso a Uriangato.

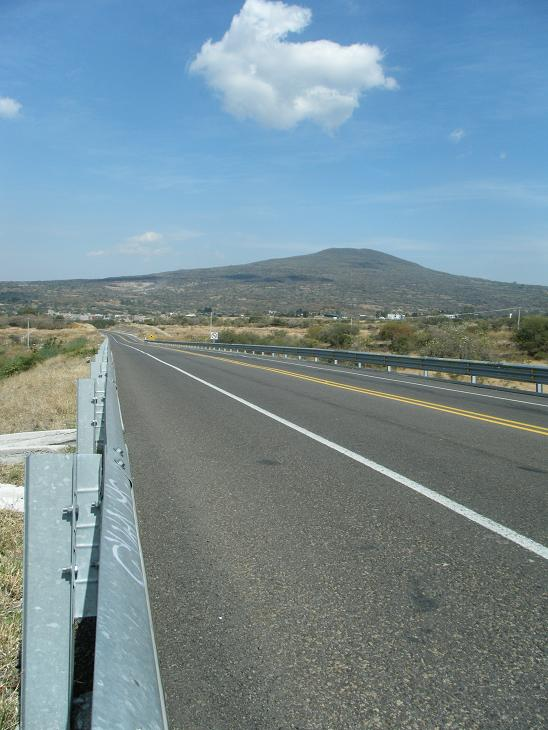
Autopista Morelia-Salamanca a la altura de Uriangato.

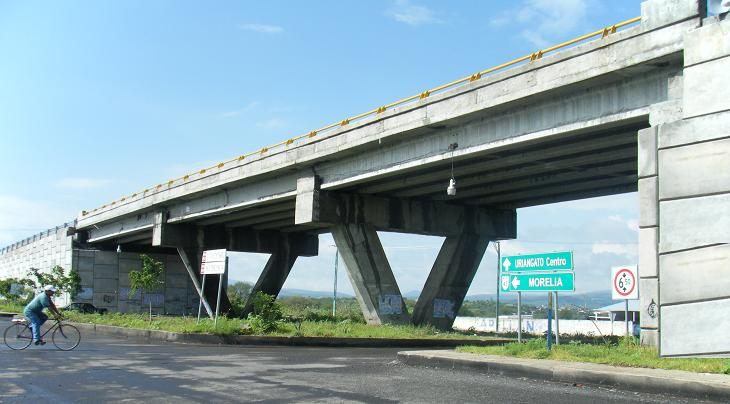
Puente ubicado en el entronque entre el Libramiento Oriente y el Bulevar Juárez.

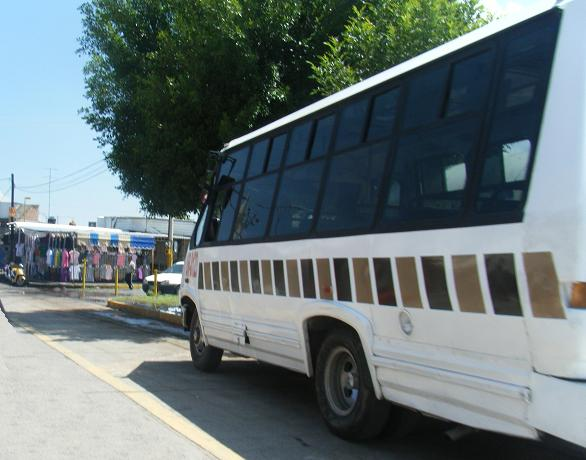
Unidad de transporte público de Uriangato, frente a la central de autobuses.

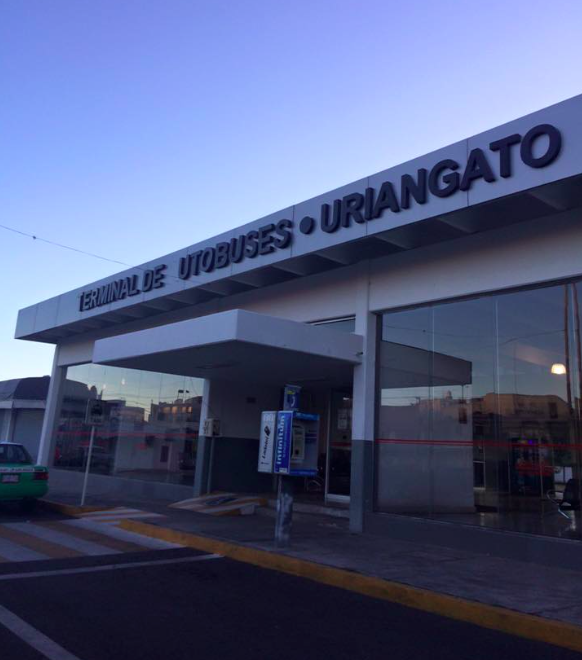
Terminal de Autobuses de Uriangato

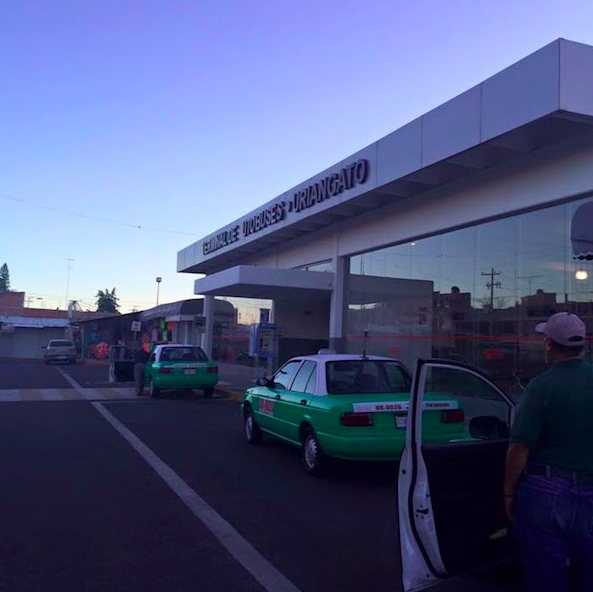
Sitio de Taxis Terminal de Autobuses de Uriangato

### Carreteras

#### Carretera Federal n.º 43 Morelia-Salamanca
El municipio de Uriangato se encuentra sobre el km 51 de la carretera federal n.º 43 Salamanca - Morelia, está a 25 km al norte del entronque con la autopista México - Guadalajara. Las distancias a las principales ciudades son: Moroleón: (zona metropolitana), Yuriria: 7 km, Cuitzeo: 18 km, Santa Ana Maya: 22 km, Salvatierra: 35 km, Valle de Santiago: 34 km, Morelia: 48 km, Salamanca: 56 km, Celaya: 75 km, Irapuato: 76 km, Guanajuato: 110 km, Querétaro: 135 km, León: 145 km, Guadalajara: 345 km, México D.F. 360 km.

#### Autopista de cuota Morelia-Salamanca
En 2010 la red carretera del municipio de Uriangato ascendió a 47 km longitud, esto representó un incremento respecto al año 2000, debido a que en 2008 se inauguró la autopista de cuota Morelia-Salamanca con dos casetas de cobro en los límites del municipio, en las localidades de El Derramadero (Entronque La Cinta) y Los Tepames (Entronque Uriangato).
Esta autopista se encuentra en operación uniendo a los estados de Guanajuato y Michoacán, en el tramo Michoacán a 20 kilómetros del entronque de la autopista Morelia-Guadalajara con la desviación a la población de Santa Ana Maya, y en Guanajuato desde el límite interestatal en el municipio de Uriangato hasta Salamanca. Es una nueva vía de dos carriles que constituye un eje paralelo a la anterior carretera federal 43.

#### Carreteras Estatales
Carretera Estatal Uriangato - La Cinta - Santa Ana Maya - Acámbaro.

#### Carreteras Rurales
Carretera Uriangato - El Charco - El Comal - Lagunilla del Encinal.
Carretera Uriangato - El Derramadero - El Aguacate - Los Rodríguez - Los Zavala - Lagunilla

#### Vías de comunicación urbanas más importantes
A continuación se enlistan las Avenidas más importantes de la ciudad y los años durante los que se realizó la construcción de cada uno de ellos.
Libramiento Oriente (Próximamente Bulevar Metropolitano) (1986-1989).
Bulevar Juárez (1992-1993).
Bulevar Leovino Zavala (1993-1998).
Bulevar Morelos (1995-1997).
Libramiento San Miguel Arcángel (Libramiento Sur) (1997-2000).
Bulevar Uriangato (2000-2008).
Bulevar Palmas (2002-2009).
Bulevar Decreto 204 (2004-2006).
Bulevar Monterrey (2008-2009).
Paseo de los Héroes (2012).

### Transporte público
Se cuenta con 465 camiones de pasajeros registrados en circulación (2011), con las siguientes líneas de Transporte Urbano:
La primera línea de transporte público fue la ruta Uriangato-Moroleón (aún existente) inaugurada en 1906 iniciando en tranvía, luego en carreta y finalmente en autobuses, hoy en día la ruta se ha ampliado desde el Terrero (Moroleón) hasta Rancho Viejo (Uriangato) recorriendo ambas ciudades por el centro, hoy hay otras líneas como:
Centro-Galerías Metropolitana-Joyita-San José
Centro-Plan de Ayala-Francisco Villa
Centro-Emiliano Zapata
Centro-Central-Cuitzillo
Centro-Peñitas-Deseada
Centro-Central-Hospital Regional-Misiones-Rancho Viejo
Moroleón-Galerías Metropolitana-Joyita-Aguilillas-Los Pinos
Se cuenta con las siguientes líneas de Transporte Rural:
Uriangato-Huahuemba-Cupuato-La Presa
Uriangato-Col. Juárez-El Charco-El Comal-Lagunilla del Encinal
Uriangato-Moroleón-Joyita-San José-La Cinta-La Peonía-El Derramadero-El Aguacate-Los Rodríguez-Los Zavala-Lagunilla del rico.
Moroleón-El Cerro

#### Terminal de autobuses
Uriangato cuenta con una terminal de autobuses regional, los destinos de los autobuses abarcan diferentes ciudades de los estados de Guanajuato, Michoacán, Aguascalientes, Jalisco, Querétaro, San Luis Potosí y la Ciudad de México.

#### Sitios de taxis
Los sitios de taxis están ubicados en 6 lugares: en la Terminal de Autobuses, Mercado Municipal, Jardín Principal, Plaza Textil Bedolla, Centro Comercial Galerías Metropolitana y Hospital General.

### Transporte particular

#### Automóviles
Durante el 2020  se cuenta con 9439 automóviles registrados para la circulación particular en el municipio de Uriangato.

#### Motonetas
Las motonetas (motos) se han convertido desde finales de la década de 1980 en el medio de transporte preferido de la comunidad Uriangatense, debido a la practicidad de maniobra y a que es un medio de transporte ahorrador de combustible y por lo tanto muy económico, se estima que hay 2 motos por cada automóvil o camioneta.

### Transporte y comunicaciones
Correo postal
- La ciudad cuenta con dos oficinas de correo postal, el código postal en la zona centro es 38980.

Telégrafo
- La ciudad también cuenta con una oficina de telégrafos "Telecom".

Líneas telefónicas
- En 2020 existen 8311 líneas telefónicas domiciliarias activas en el municipio de Uriangato.

Telefonía celular
- Se desconoce el número exacto de líneas telefónicas móviles (teléfono celular) que se encuentran activas en el municipio de Uriangato pues la clave lada 445 se utiliza para teléfonos celulares en los municipios de Yuriria, Uriangato y Moroleón, sin embargo en 201e existían 88 654 números telefónicos móviles activos con la lada 445, de 4 compañías telefónicas.

Internet
- Se estima que 42 % de las viviendas cuentan con internet en su domicilio, 29% cuentan con computadora en su domicilio y 84.3% tienen acceso a un teléfono celular.

Televisión por cable
- Se cuenta con servicio de televisión por cable con un canal regional (Hola 13 Televisión) y una concesión para un canal de televisión local.

Canales de televisión local
Se cuenta con recepción de diferentes estaciones de televisión abierta, además en la localidad se utilizan los siguientes medios para información local:
- Bajío TV Canal 10
- Canal Hola 13 Televisión
- Los canales que puede emitir Telecable

Estaciones de radio comercial
En Uriangato se recibe señal de varias estaciones de AM y FM sin embargo localmente la estación más escuchada es:
FM
- Radio Alegría (95.7)

AM
- Radio Alegría (1100)

## Cultura

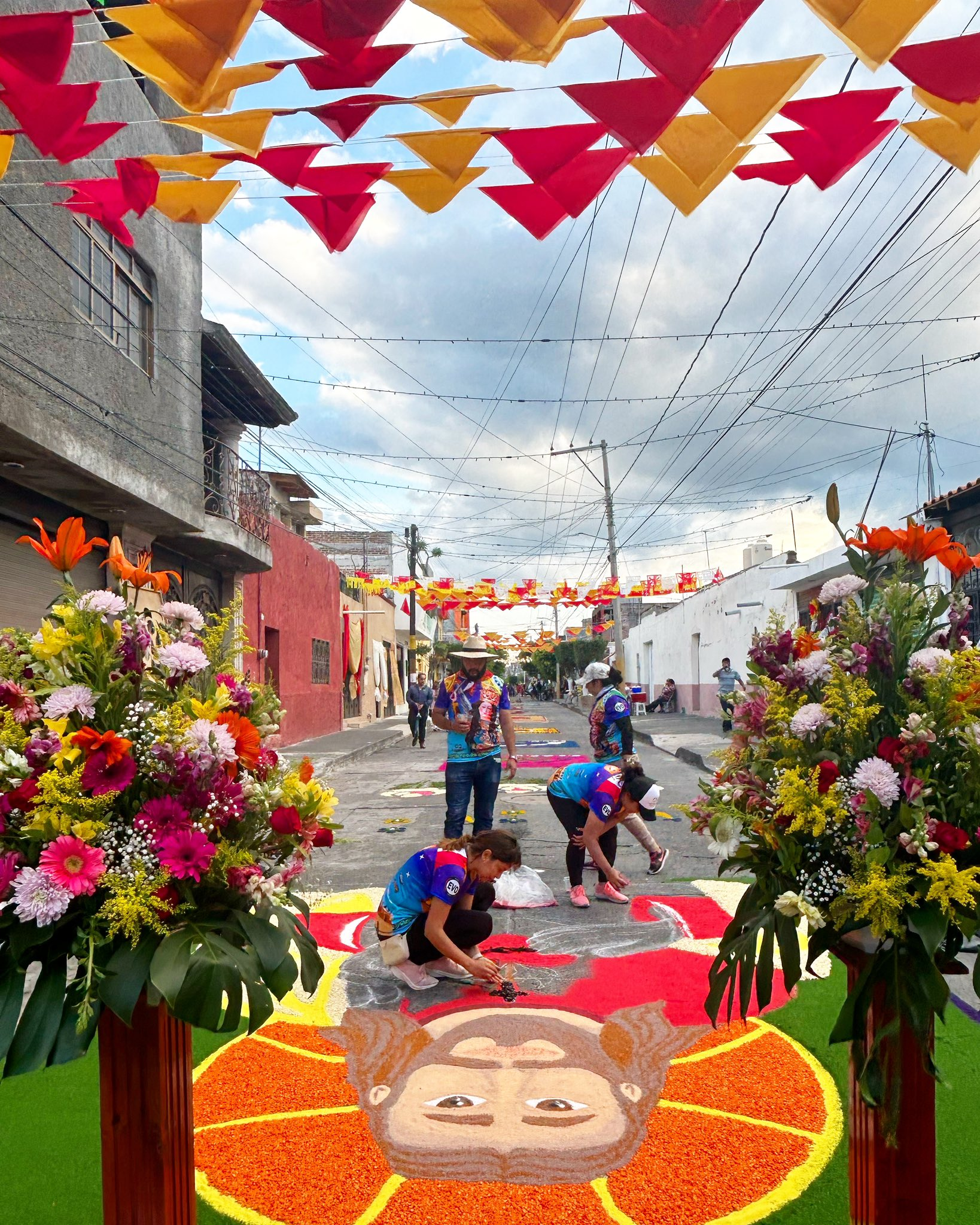
Alfombras de aserrin de Uriangato.

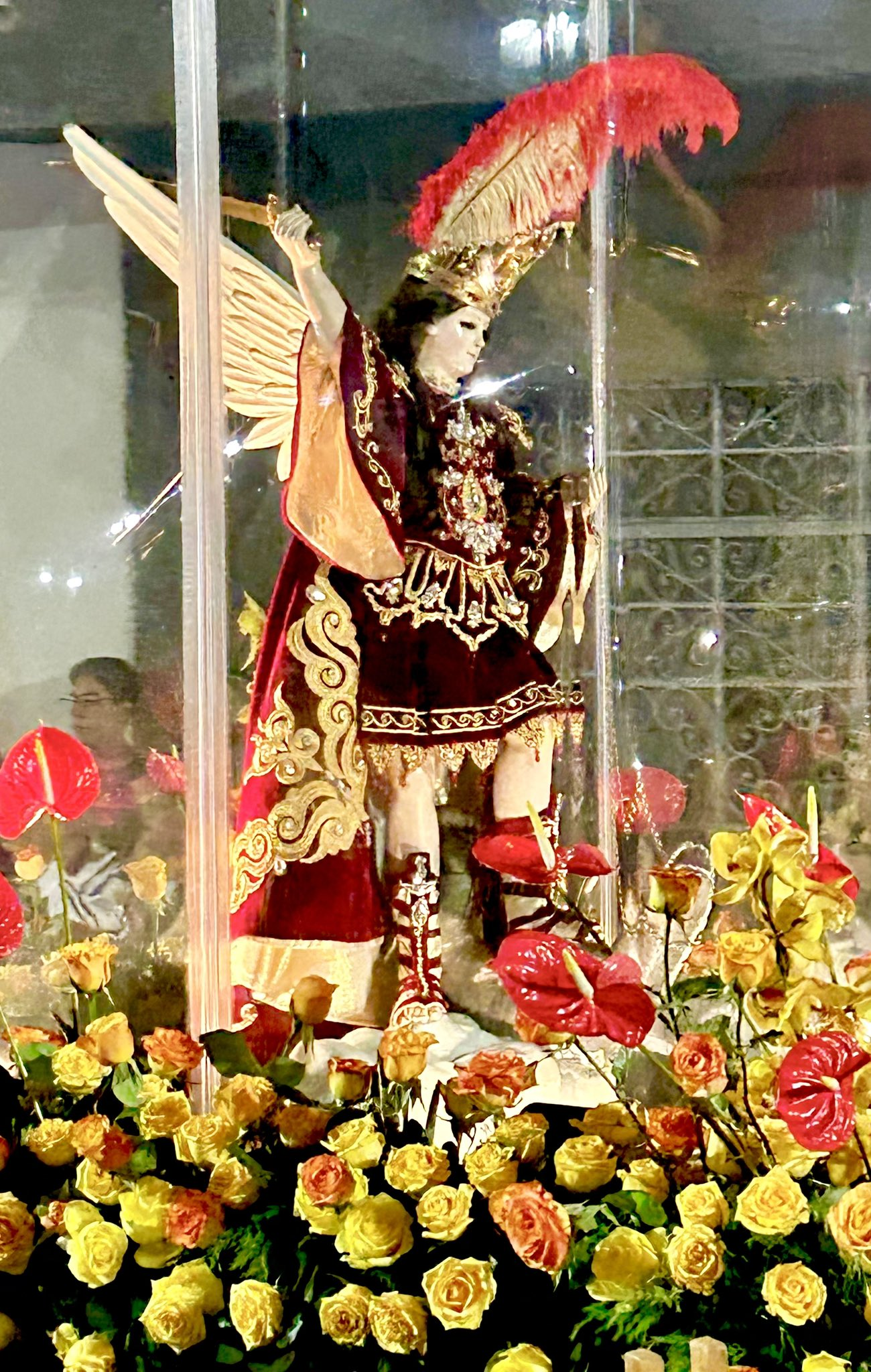
Paseo de San Miguel.

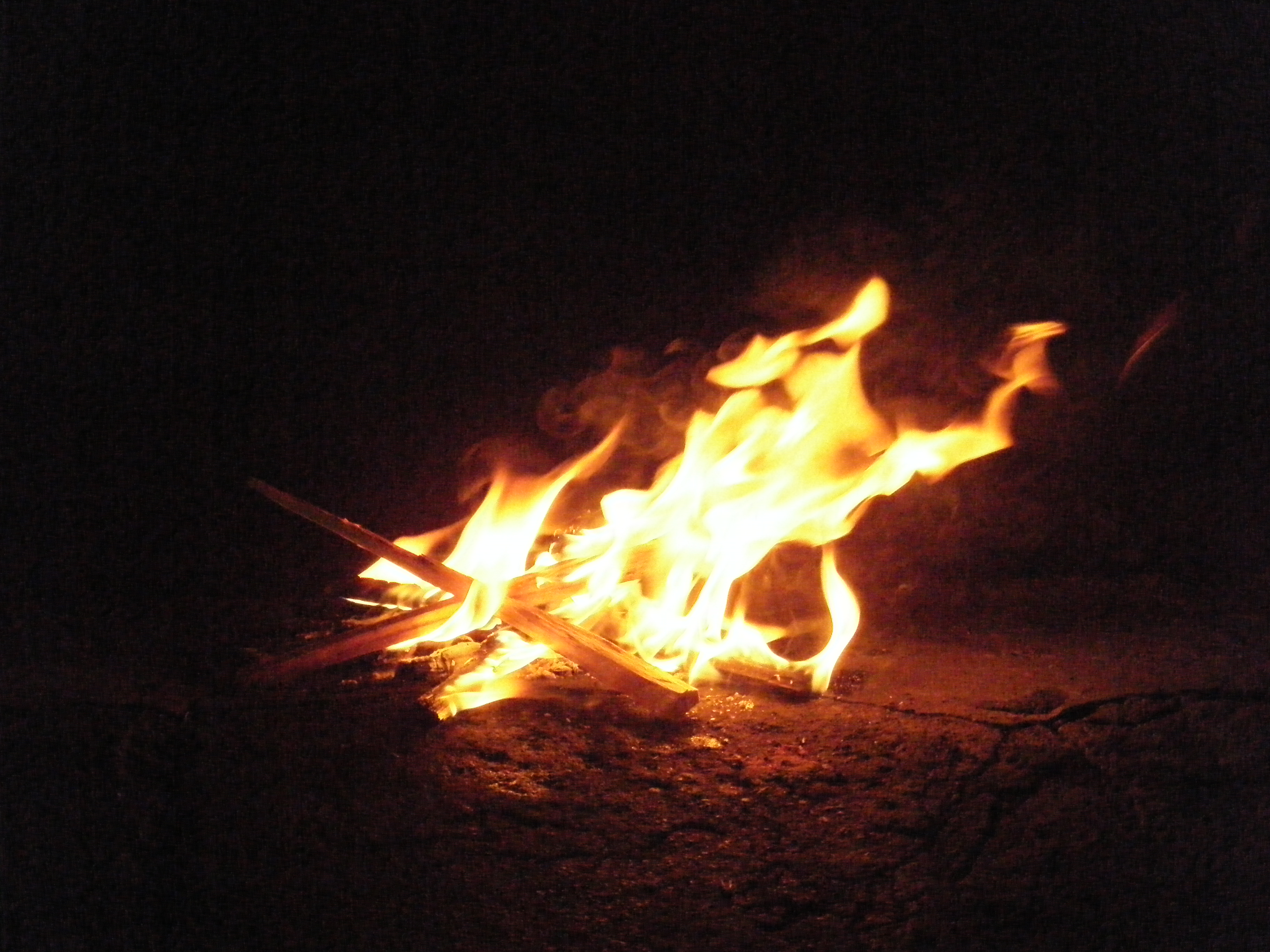
Candiles de Uriangato.

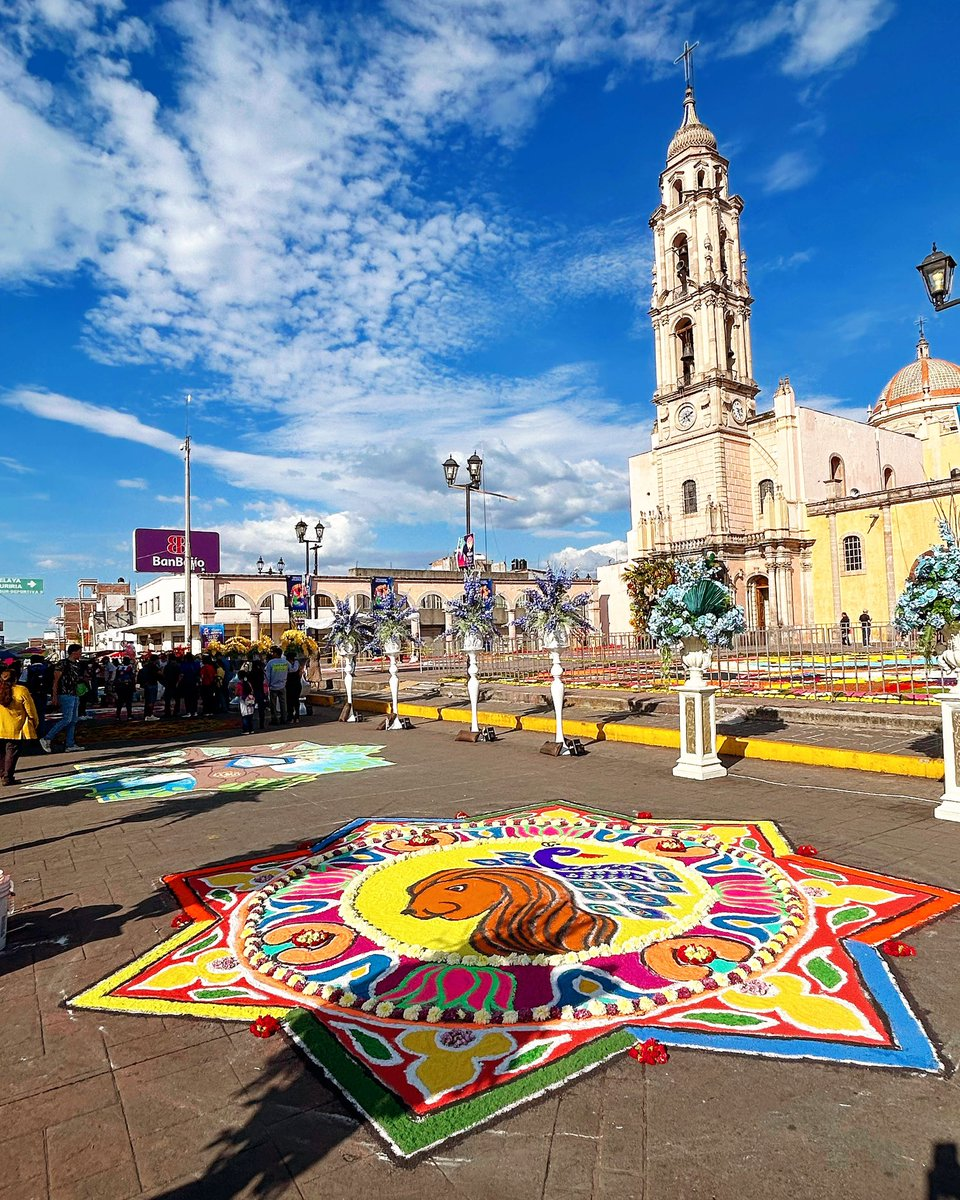
Tradicionales alfombras de aserrin de Uriangato.

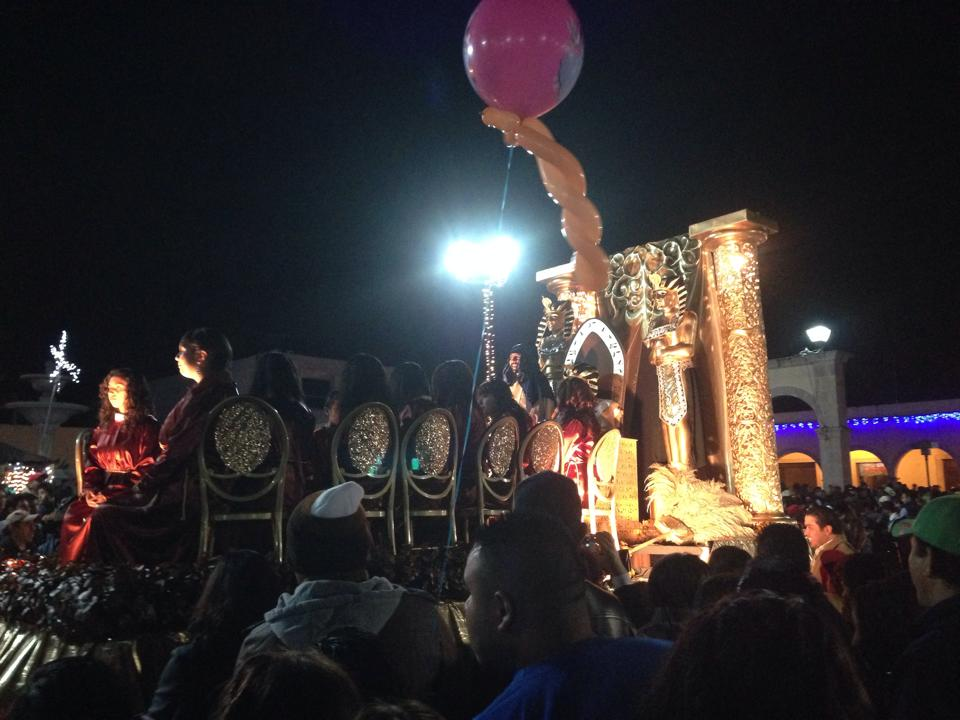
Paseo de carros alegóricos a la Navidad el 25 de diciembre

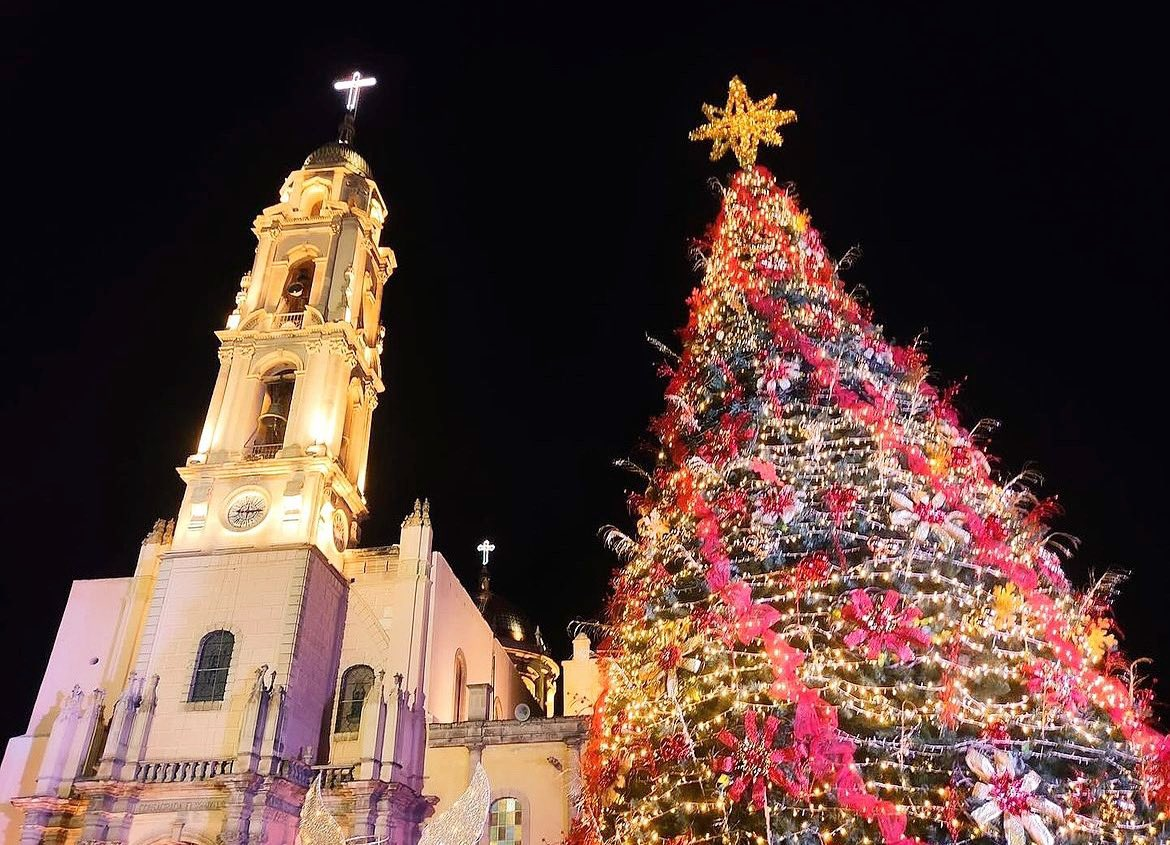
Centro histórico adornado en alusión a la feria de Navidad.

### Atractivos turísticos, de esparcimiento y culturales
El municipio cuenta con edificios de importante belleza arquitectónica como: La parroquia de San Miguel Arcángel de estilo neoclásico, la parroquia del Sagrado Corazón de Jesús de estilo Modernista, el templo de la Santa Cruz en la localidad de El Derramadero, el edificio que alberga las oficinas de la Presidencia Municipal, así como los portales que circundan al jardín principal y de especial interés es la Hacienda de San José Cuaracurío.
El jardín principal y el atrio de la Parroquia de San Miguel, son importantes centros de esparcimiento en la ciudad junto a la unidad deportiva I, el Estadio de Béisbol y la unidad deportiva II ubicada en la colonia Juárez, así como el Jardín de la localidad de El Derramadero, "La Presa de Huahuemba".
"La virgen de la barranca", es un sitio de interés en el camino a la localidad de El Charco, en este lugar se puede apreciar el rostro de la Virgen de Guadalupe en un enorme peñasco.
Uriangato cuenta con importantes aportaciones culturales al folclore regional, como lo son:
La escenificación de la última cena, las tres caídas, la crucifixión de Jesús y el ahorcamiento de Judas, durante la Semana Santa, tradición que desde hace décadas se lleva a cabo en las calles de la ciudad.
La realización del novenario de San Miguel Arcángel, durante el cual la ciudad se ilumina con candiles (fogatas de ocote). VER "Candiles Uriangato"
La octava es una tradición característica del folclore Uriangatense, basada en el recorrido del santo patrono de la ciudad de Uriangato por las calles del centro de esta ciudad, ubicada durante la noche del día 6 de octubre de cada año, es una festividad en la que se exponen en la calle los famosos Tapetes de aserrín elaborados en Uriangato a base de aserrín teñido de diferentes y llamativos colores, elaborando alfombras con diferentes motivos, generalmente de tipo religioso por encima de las cuales pasa la procesión que acompaña por la noche al Santo Patrono de Uriangato "San Miguel Arcángel".
Aunado a la elaboración de este trabajo artesanal, se adornan las calles por donde se lleva a cabo el recorrido con vistosos y coloridos adornos multicolores de plástico conocidos como (hilos) desde las azoteas de las casas cubriendo la totalidad de la calle y con la elaboración e instalación de altares adornados de luces y flores en las esquinas de dichas calles en donde descansa la escultura de San Miguel Arcángel venerada en Uriangato, durante la noche del paseo. Así mismo se acompaña el recorrido del Arcángel San Miguel con rezos y cantos religiosos católicos y se lanzan al aire los famosos Globos de Cantoya, hechos de papel de China de vistosos colores para resaltar la máxima expresión del folclore Uriangatense.
Las danzas regionales típicas de Uriangato, como: La danza de palos, el cucunito, entre otras.
El paseo de carros alegóricos del 25 de diciembre.
La realización de jaripeos amenizados por bandas, grupos y solistas reconocidos contratados para realizar un baile posterior al evento.

### Fiestas populares
- Verbena de Reyes (4, 5 y 6 de enero)
- Desfile del Carnaval y martes de Carnaval (fecha variable en febrero o marzo)
- Aniversario de la Fundación de Uriangato (20 de febrero)
- Fiesta de San José en San José Cuaracurío (19 de marzo)
- Desfile de la Primavera (21 de marzo)
- Semana Santa (fecha variable marzo o abril)
- Fiesta de Jesús de Nazaret en la colonia El Cuitzillo (fecha variable abril o mayo)
- Fiesta de la Santa Cruz en El Derramadero (3 de mayo)
- Desfile de disfraces por los estudiantes de la ESFU (fecha variable en mayo)
- Desfile de Los Gitanos (Mojigangas gitanos y manolas) y Procesión del Corpus Cristi (fecha variable mayo o junio)
- Fiesta del Sagrado Corazón de Jesús (variable: viernes del mes de mayo o junio)
- Fiesta de San Antonio en el Aguacate (13 de junio)
- Aniversario de la Heroica Defensa de Uriangato (24 de junio)
- Paseo del Santo Niño de Cuamio en El Derramadero y El Aguacate (fecha variable en agosto)
- Fiesta de San Nicolás en Cupuato (10 de septiembre)
- Verbena popular del grito de Independencia (15 de septiembre)
- Desfile de aniversario de la Independencia de México. (16 de septiembre)
- Fiesta de San Miguel Arcángel (del 19 de septiembre al 6 de octubre)
- Celebración del día de muertos con exhibición de altares de muertos (1 y 2 de noviembre)
- Desfile de aniversario de la Revolución mexicana (20 de noviembre)
- Fiesta de la Virgen de Guadalupe (12 de diciembre)
- Fiesta del Señor del Zapotito en la Lagunilla del Rico (20 de diciembre)
- Feria de Navidad (del 16 al 30 de diciembre)

## Espacios deportivos y de esparcimiento

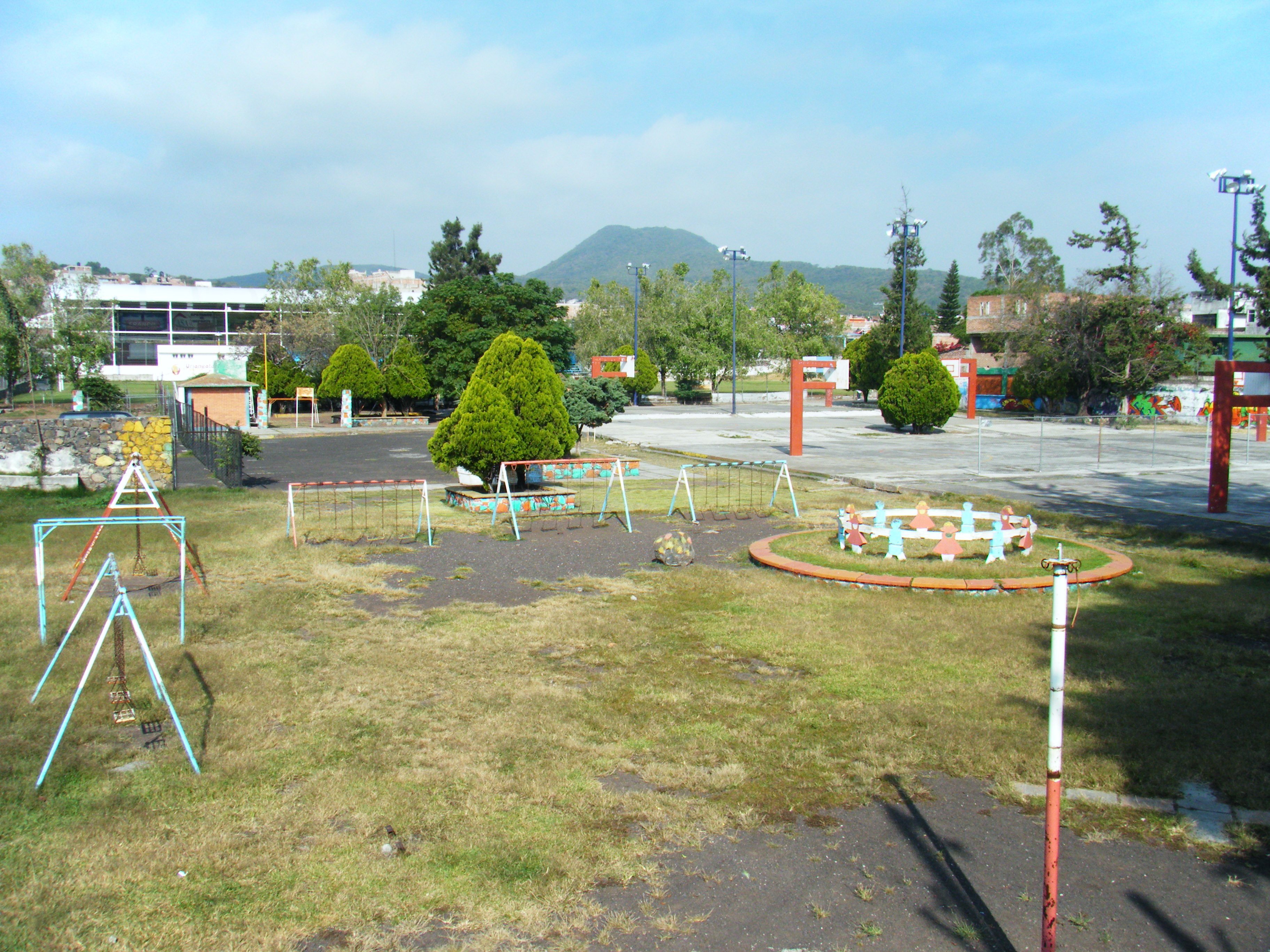
Unidad Deportiva I de Uriangato.

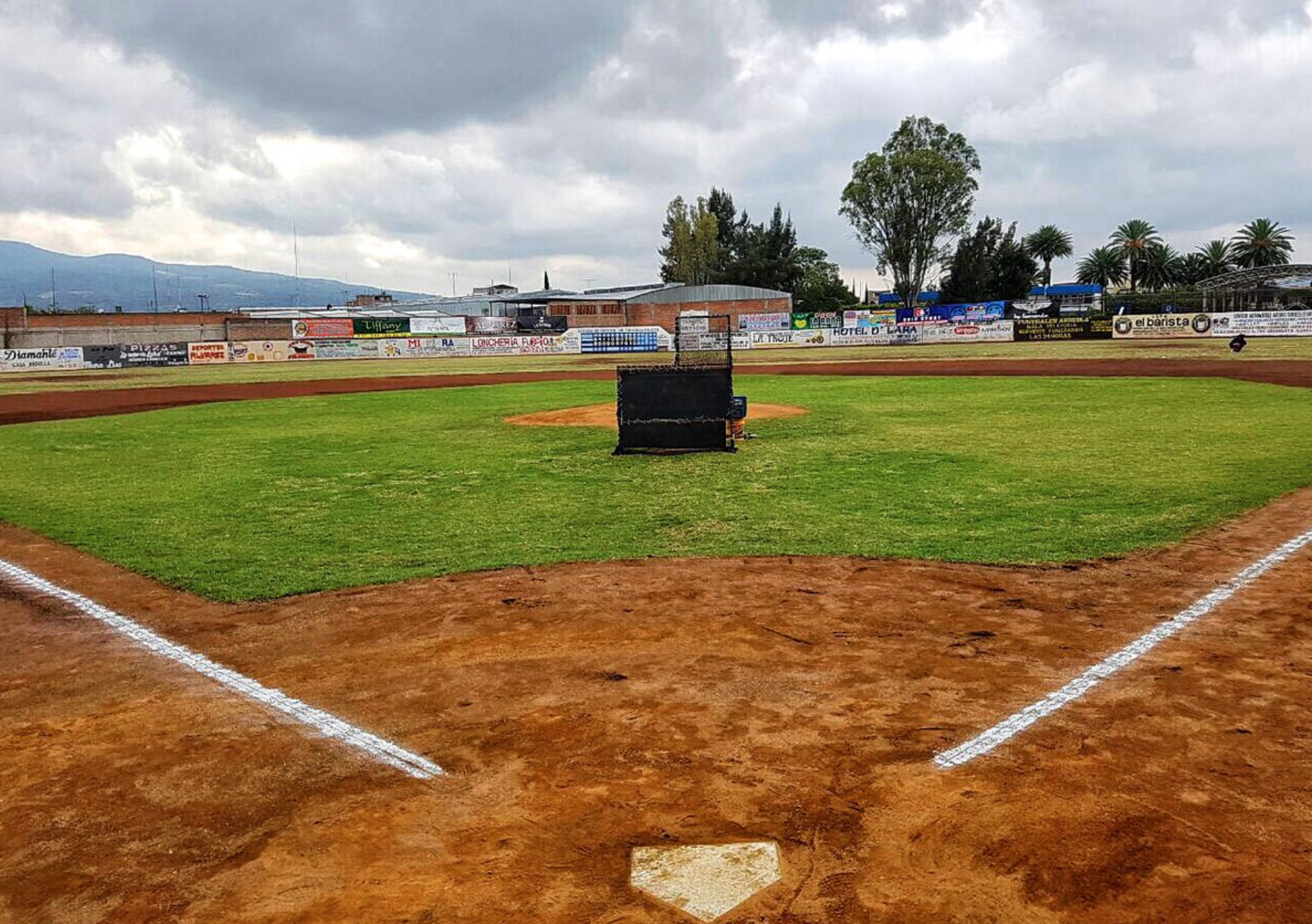
Estadio de Beisbol de Uriangato.

En el municipio de Uriangato se cuenta con dos unidades deportivas, la unidad deportiva I en la zona centro y la unidad deportiva II en la carretera hacia la localidad de El Charco, en la colonia Juárez.
El estadio de Béisbol de Uriangato es la sede del equipo "Cerveceros de Uriangato" quienes han conquistado el campeonato Estatal de Primera Fuerza de la Liga de Béisbol de Guanajuato en cuatro ocasiones consecutivas en los años 2008, 2009, 2010 y 2011.
La unidad deportiva I ubicada en la Av. Lerdo de Tejada funciona desde finales de la década de 1970 y ha sido el lugar de esparcimiento deportivo por excelencia de las familias Uriangatenses, cuenta con canchas de voleibol, basquetbol, fútbol soccer y fútbol rápido, así como juegos infantiles.
La cancha de fútbol rápido a un lado de la unidad deportiva I, es desde hace una década un importante rincón de esparcimiento de la juventud Uriangatense.
La cancha de fútbol del panteón municipal ubicada en el barrio de La Loma es otro lugar de esparcimiento de gran tradición en Uriangato, donde se juegan los partidos de la liga municipal de fútbol.
La unidad deportiva II fue inaugurada en 1993 y cuenta con juegos infantiles canchas de béisbol, fútbol, voleibol, béisbol y áreas recreativas.
El Auditorio Municipal es otro lugar en el que se realizan frecuentemente actividades deportivas y de esparcimiento como conciertos y festivales escolares.

## Gastronomía

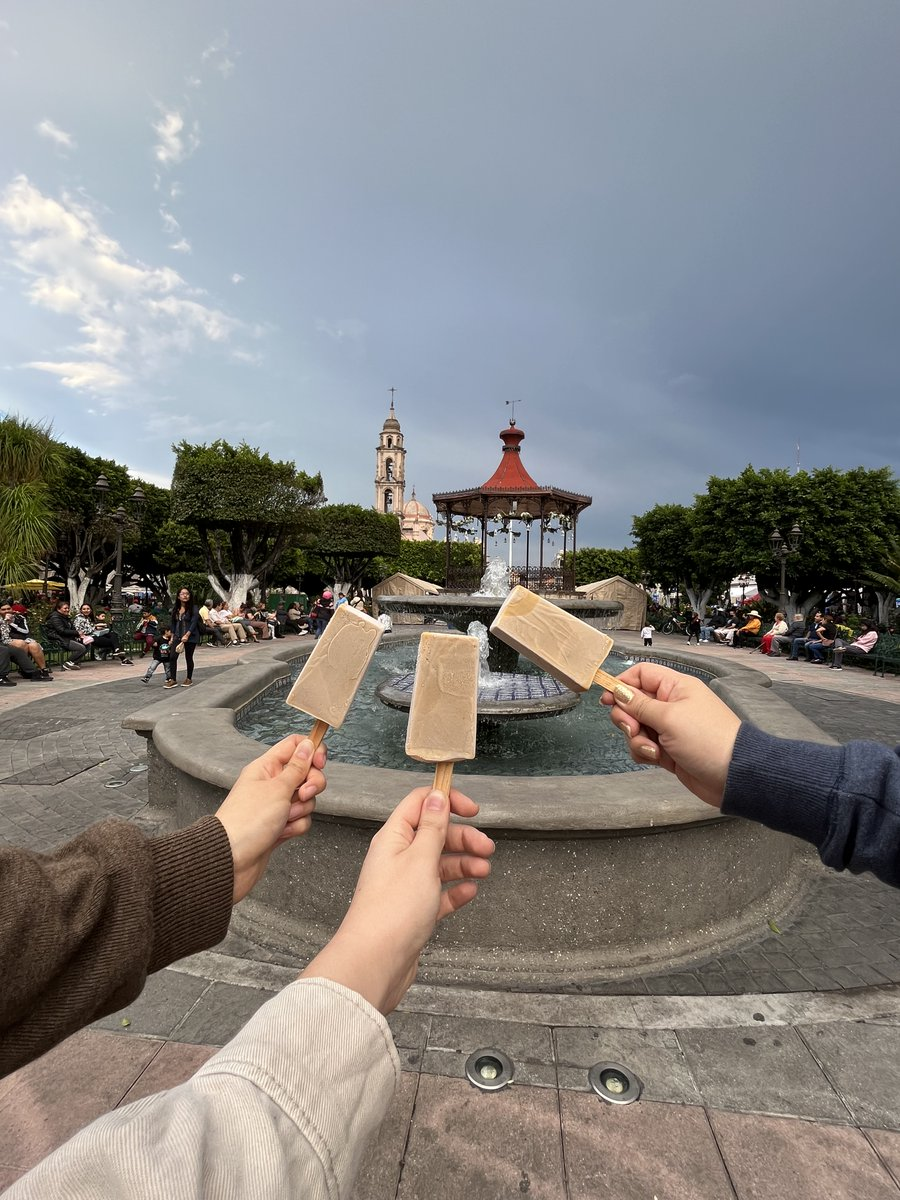
Paletas de cajeta de Uriangato.

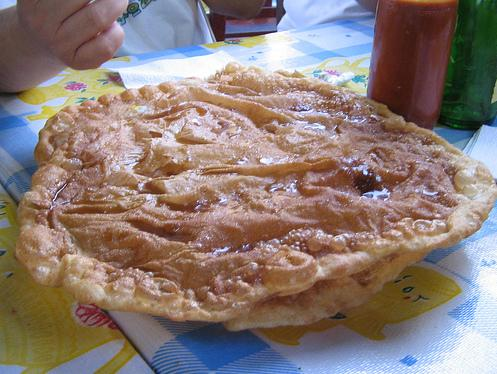
Buñuelo hecho en Uriangato.

Hay varios alimentos y platillos típicos de la región, a continuación se describen los más representativos y tradicionales para la gente de Uriangato, es importante mencionar que gran parte de la gastronomía de Uriangato está influenciada fuertemente por las costumbres culinarias del estado de Michoacán más que por la propia gastronomía del estado de Guanajuato, debido a la cercanía geográfica y cultural que Uriangato y la región comparten con Michoacán.

### Tamales de ceniza
Los tamales de ceniza son un platillo originario de Uriangato, hay otras variantes de la receta como las corundas michoacanas y los tamales de ceniza en hoja de maíz de Jalisco, todas estas variantes son producto de una fusión de las costumbres europeas y tarascas. Los tamales de ceniza requieren para su elaboración maíz molido, manteca, agua, condimentos, ceniza de fogón y polvo para hornear, los tamales se envuelven en hoja de carrizo en forma triangular de unos 8 cm de diámetro, se cuecen al vapor y se sirven con crema, es común acompañarlos con carnitas guisadas con chile.

### Uchepos
Tamales dulces o salados de maíz tierno. Para su preparación se muele el maíz con azúcar y mantequilla, se envuelve la pasta con las hojas del maíz cual tamales y se cocinan a vapor por 30 minutos.

### Garbanzos asados
Entre la población uriangatense se acostumbra el consumo de garbanzos asados, aunque es un producto que no es comúnmente consumido en otros municipios, incluso en municipios del estado de Guanajuato en donde se cosechan grandes cantidades de garbanzos.

### Buñuelos
Si bien este platillo no es originario de Uriangato, es de gran arraigo entre el consumo de los uriangatenses desde principios del siglo XX, sobre todo como postre durante las festividades.

### Atole de maíz blanco
Una de las bebidas de gran tradición en Uriangato y en proceso de extinción es el atole blanco, elaborado en cazo de cobre con maíz elaborado en forma de "puscua" (sin cal), lo anterior debido a que son ya pocas las amas de casa que llevan maíz a moler en el molino.
Don Juan Ignacio Córcoles, quien obtuvo la fundación legal de Uriangato el 20 de febrero de 1604.
Don José Dionisio Vallejo, Alcalde de San Miguel de Uriangato quien solicitó en 1804 el territorio de 600 varas de terreno por cada punto cardinal al Virrey.
Fray Ubertino Socorro Herrera, quien inició la construcción de la Parroquia de San Miguel Arcángel el 2 de febrero de 1897.
Lic. Leovino Zavala Camarena, (conocido bajo el pseudónimo de Margarito Ledesma) originario de Uriangato, fue un reconocido poeta y escritor.
Salvador Urrutia participó en la Heroica Defensa de Uriangato el 24 de junio de 1918.
Don Sixto Guzmán al donar su propiedad que era una tienda de abarrotes, quedó Instalado el actual edificio de la Presidencia Municipal de Uriangato.
Profes. Gerardo, Rosaura y Albertina Pedraza, pioneros de la educación en el municipio y benefactores de su propiedad en el centro de la ciudad para instalar la Biblioteca Pública y el Archivo Histórico Municipal de Uriangato.
Fray Felipe Chávez Ayala, el más importante líder religioso del siglo XX, quien construyó el Templo (hoy Parroquia) del Sagrado Corazón de Jesús.
Familia López Arévalo (Jorge y Nicolás López Arévalo) donaron los terrenos para la construcción del Hospital General Regional de Uriangato de la Secretaría de Salud, el asilo de ancianos y el CBTis 217.